# Lubiana
Lubiana (in sloveno , pronuncia [ljuˈbljaːna]; in tedesco Laibach) è la capitale e la più grande città della Slovenia, con una popolazione di circa 300.354 abitanti. Si trova nella zona centrale del paese e risulta adagiata sul piccolo fiume Ljubljanica. Oltre che polo culturale, scientifico ed economico, la città rappresenta il centro politico e amministrativo della Slovenia: infatti sono presenti la sede del governo centrale, del parlamento sloveno, dell'Ufficio del Presidente, degli organi amministrativi e di tutti i ministeri dello Stato.
Nel corso della sua storia è stata influenzata dalla sua posizione geografica, all'incrocio tra cultura tedesca, slava e latina. La città, pur essendo composta da architetture prevalentemente moderne, conserva nel centro storico alcuni edifici che si rifanno allo stile barocco e all'Art Nouveau. I fattori che contribuiscono alla sua situazione economica sono la presenza di collegamenti viari, la concentrazione di industrie e di istituti di ricerca scientifica. È stata inoltre capitale mondiale del libro nel 2010 e ha ottenuto il premio Capitale verde europea per il 2016.

## Geografia fisica

Carta del centro storico di Lubiana

La città, che si estende su una superficie di 163 km², si trova nel centro della Slovenia. La sua posizione centrale tra l'Austria, l'Ungheria, il nord-est dell'Italia (in particolare Venezia e Trieste) e la Croazia ha fortemente influenzato la storia della città, che si trova 140 km a ovest di Zagabria, 88 km a nord-est di Trieste, 350 km a sud-ovest di Vienna, e 400 km a sud-ovest di Budapest.

### Territorio
La città è posizionata a 298 m di altitudine nella valle del Ljubljanica, tra il Carso e la regione alpina. Il castello, situato su una collina a sud del centro storico, si trova a 366 metri sopra il livello del mare, mentre il punto più elevato della città, nominato Hrib Janske, è arroccato a 794 m. Lubiana si estende su una pianura alluvionale formatasi nell'era quaternaria. Le regioni montuose vicine sono più antiche, tra il Terziario (Triassico) e il Secondario.

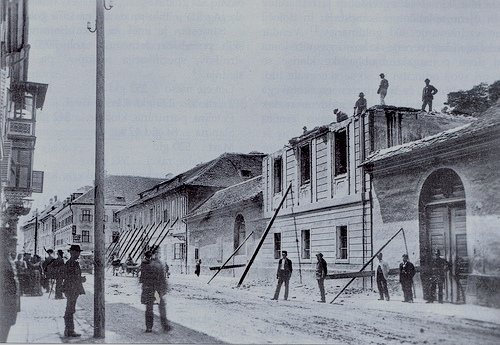
Lubiana è stata pesantemente danneggiata durante un terremoto nel 1895

Il territorio su cui sorge Lubiana presenta un elevato rischio sismico: ciò è dovuto alla sua posizione a sud della placca tettonica eurasiatica, crocevia di tre zone tettoniche importanti: le Alpi, a nord, le Alpi Dinariche, a sud, e la pianura Pannonica, a est. Nel corso dei secoli, infatti, la città è stata più volte devastata dai terremoti; gli scienziati sono stati in grado di identificare 60 terremoti distruttivi verificatisi nel passato. Per questo motivo, è stata installata una rete di monitoraggio sismico in tutto il Paese. Tra i terremoti più distruttivi che hanno colpito Lubiana si ricordano quelli del 1511 e del 1895, a seguito dei quali gli edifici della città vennero ricostruiti dapprima in stile barocco e in seguito in stile Art Nouveau.
Dal punto di vita idrografico, la città è stata costruita in prossimità della confluenza dei fiumi Ljubljanica e Sava, ai piedi di una collina. Le acque della Sava confluiscono nel fiume Danubio prima di terminare il loro corso nel Mar Nero.

Panorama della città dal castello di Lubiana

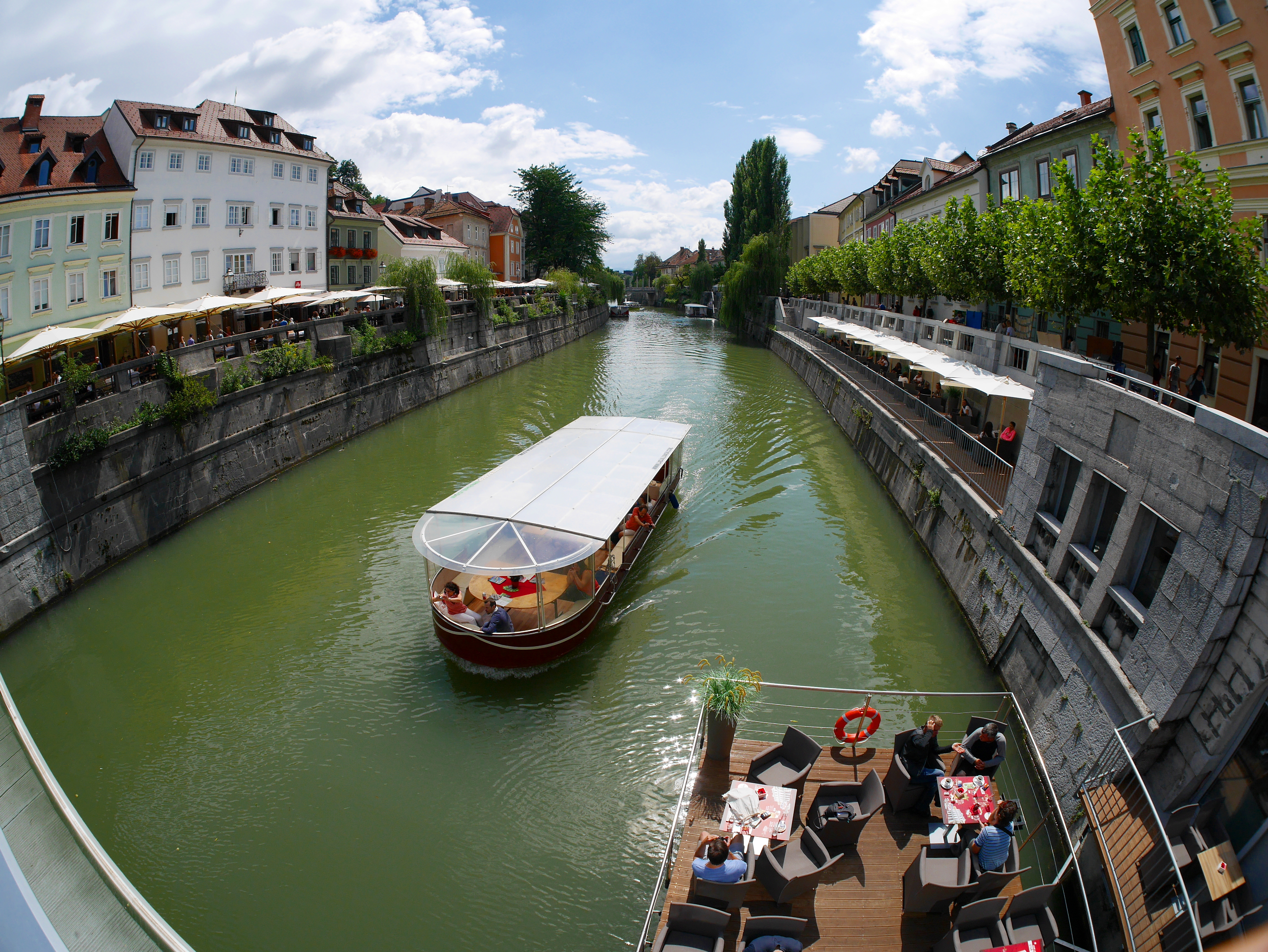
Il fiume Ljubljanica che attraversa la città è un'attrazione per i turisti

### Clima
Il clima della città e dell'est della Slovenia è moderatamente continentale. Il mese di luglio è solitamente il mese più caldo, mentre gennaio e febbraio sono i più freddi. La temperatura più fredda mai registrata è -28 °C, mentre la temperatura massima è stata di 39 °C. Sono possibili gelate da ottobre a maggio. I mesi più secchi sono da gennaio ad aprile, con meno di 100 mm di pioggia. I mesi più piovosi sono giugno e quelli da agosto a novembre.
| Lubiana               | Mesi | Mesi | Mesi | Mesi | Mesi | Mesi | Mesi | Mesi | Mesi | Mesi | Mesi | Mesi | Stagioni | Stagioni | Stagioni | Stagioni | Anno  |
| Lubiana               | Gen  | Feb  | Mar  | Apr  | Mag  | Giu  | Lug  | Ago  | Set  | Ott  | Nov  | Dic  | Inv      | Pri      | Est      | Aut      | Anno  |
| --------------------- | ---- | ---- | ---- | ---- | ---- | ---- | ---- | ---- | ---- | ---- | ---- | ---- | -------- | -------- | -------- | -------- | ----- |
| T. max. media (°C)    | 14   | 19   | 23   | 30   | 31   | 38   | 39   | 35   | 31   | 29   | 20   | 16   | 16,3     | 28       | 37,3     | 26,7     | 27,1  |
| T. media (°C)         | 2    | 5    | 10   | 15   | 20   | 24   | 27   | 26   | 22   | 15   | 8    | 4    | 3,7      | 15       | 25,7     | 15       | 14,8  |
| T. min. media (°C)    | −4   | −4   | 0    | 4    | 9    | 12   | 14   | 14   | 11   | 6    | 2    | −1   | −3       | 4,3      | 13,3     | 6,3      | 5,3   |
| T. min. assoluta (°C) | −27  | −28  | −16  | −5   | −3   | 4    | 7    | 4    | 1    | −2   | −11  | −15  | −28      | −16      | 4        | −11      | −28   |
| Precipitazioni (mm)   | 88   | 89   | 76   | 98   | 121  | 133  | 113  | 127  | 142  | 151  | 131  | 114  | 291      | 295      | 373      | 424      | 1 383 |
| Giorni di pioggia     | 13   | 11   | 11   | 13   | 16   | 16   | 12   | 12   | 10   | 14   | 15   | 15   | 39       | 40       | 40       | 39       | 158   |

## Origini del nome

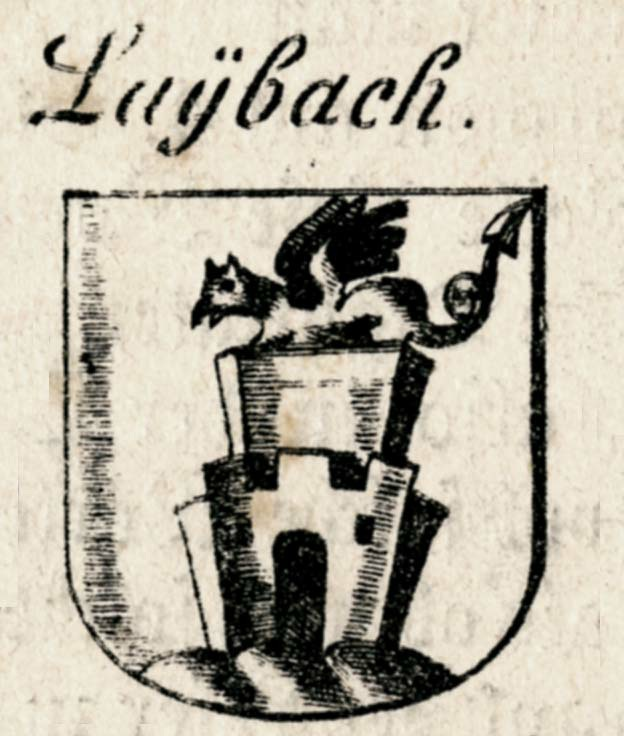
Rappresentazione dello stemma della città del 1689

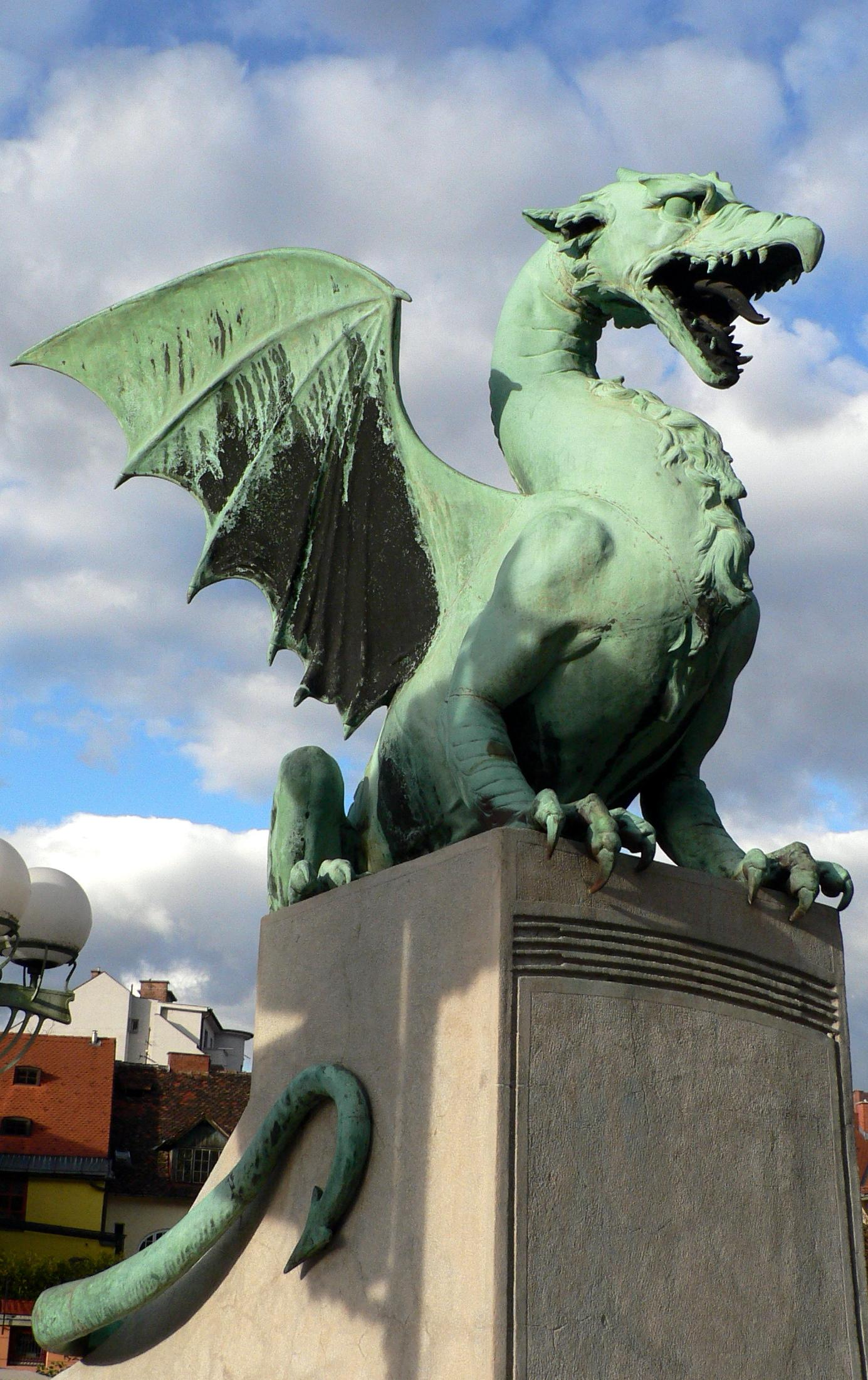
La statua del drago, simbolo della città, posizionata all'entrata del Ponte dei Draghi

La città era nota in latino col nome di Labacum, anticamente Aemona. Gli storici non hanno ancora raggiunto un accordo riguardo all'origine del nome della città. Alcuni ritengono che Lubiana derivi dall'antico nome slavo Laburus. Altri ritengono che la parola derivi dal termine latino Aluviana, datole in conseguenza di un'inondazione. L'etimo potrebbe ugualmente essere Laubach, nome che significa "palude". Infine, alcuni ritengono che il nome derivi dalla parola slava Luba, che significa "amore".
Secondo il famoso mito greco, l'eroe Giasone e i suoi Argonauti, che avevano trovato il famoso Vello d'oro nella Colchide, si sarebbero poi diretti a nord lungo il fiume Danubio, invece che verso il Mar Egeo. Dal Danubio si sarebbero avventurati nel suo affluente Sava, fino a raggiungere la sorgente del fiume Ljubljanica. Gli Argonauti smantellarono quindi la loro barca per poterla trasportare fino al mare Adriatico, che si trova più a ovest, al fine di ritornare a casa. Entro i comuni dell'attuale Nauporto e Lubiana, gli Argonauti trovarono un grande lago circondato da una palude. Qui Giasone trovò un mostro. Questo mostro è il drago di Lubiana, che è ora presente sullo stemma e sulla bandiera della città. Diversi draghi alati decorano ad esempio il ponte dei Draghi.
Questo ponte, costruito tra il 1900 e il 1901, è opera di Jurij Zaninović. Nella simbologia locale, il drago (o Lindwurm, creatura mezzo serpente e mezzo drago) è legato alla vicina città austriaca di Klagenfurt, che è stata per secoli il grande centro spirituale sloveno. A causa di questa vicinanza, la leggenda del drago di Lubiana e del Lindwurm di Klagenfurt sono spesso comparate e connesse. Inoltre, le leggende sono state trattate in modo simile nelle due città in termini di araldica: i blasoni sono in entrambi i casi due draghi verdi, posti su un fondo rosso e associati a un edificio.

## Storia

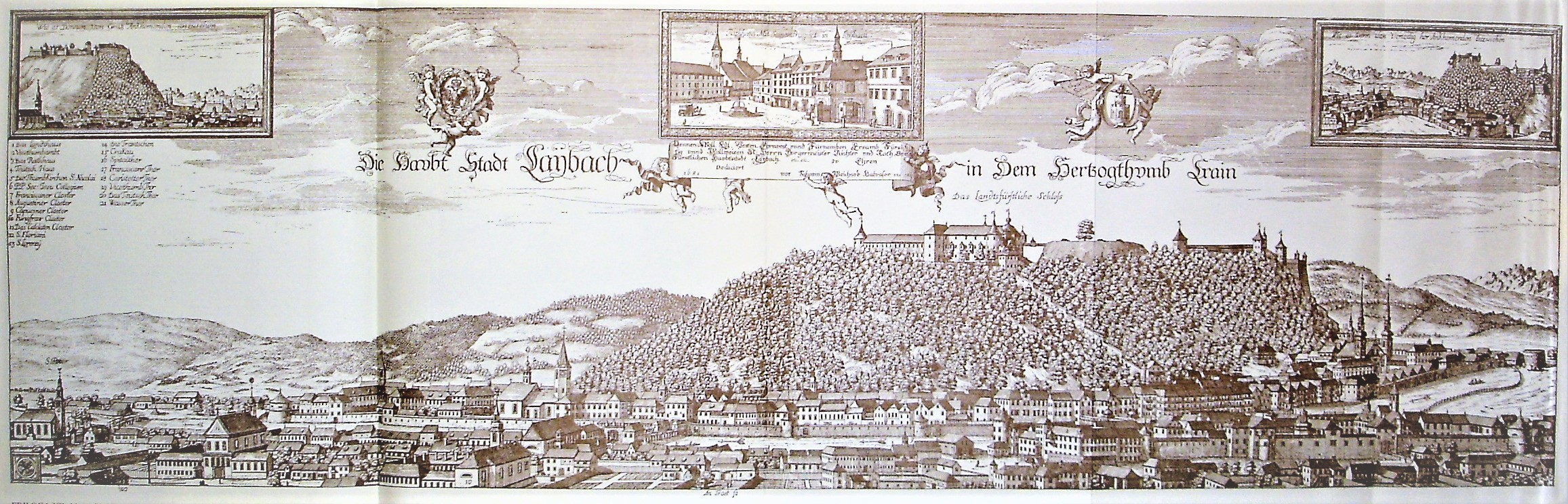
Lubiana in una stampa del XVII secolo

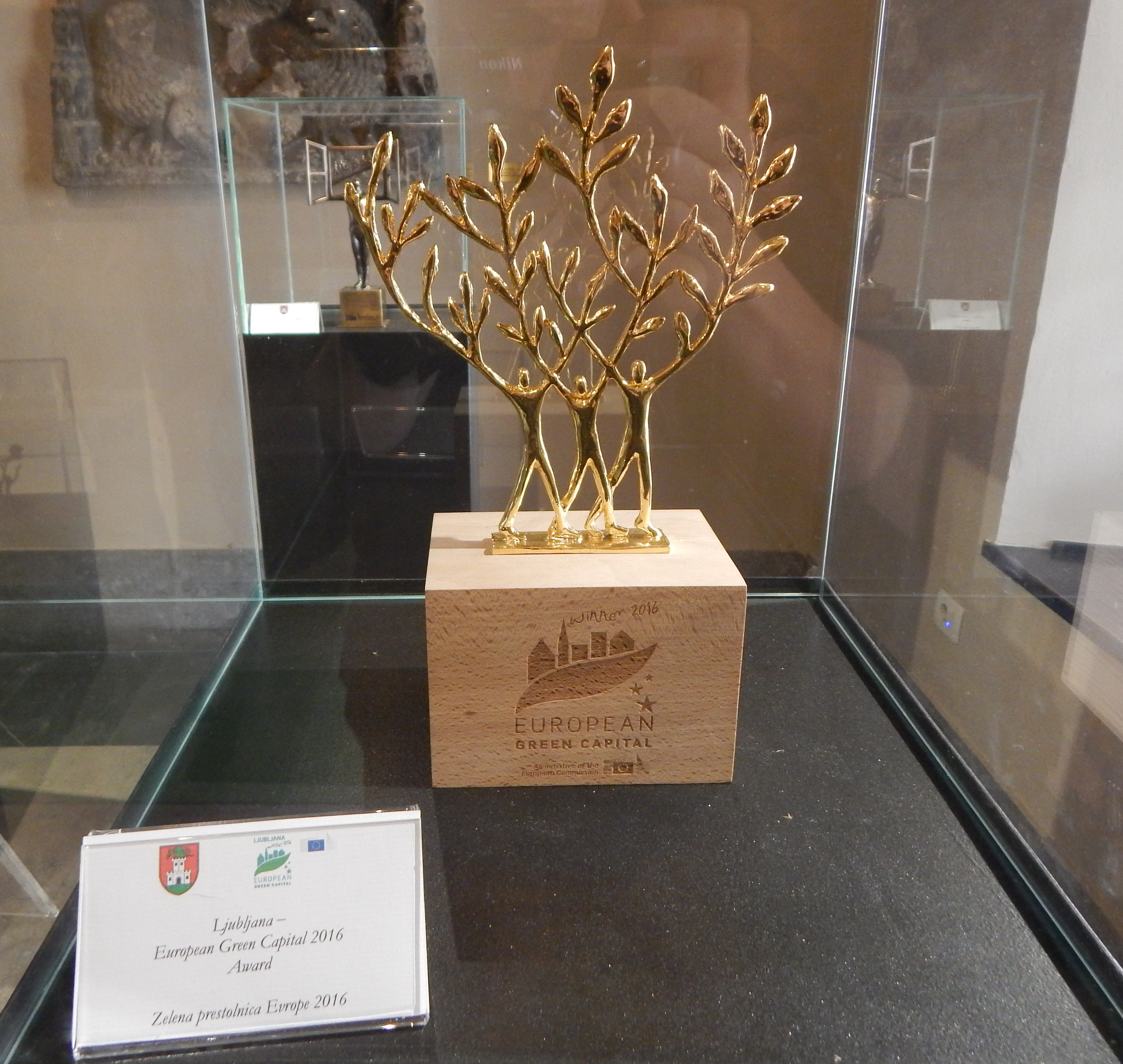
Il premio per la Capitale verde europea all'ingresso del municipio di Lubiana

Attorno al 2000 a.C., le paludi che circondavano Lubiana iniziarono a ospitare piccoli siti palafitticoli, abitati da popolazioni che praticavano la caccia, la pesca e una rudimentale agricoltura. Tracce di questi antichissimi insediamenti sono situati nei pressi di Ig (cittadina 10 km a sud di Lubiana) e sono stati dichiarati patrimonio dell'umanità dall'UNESCO nel 2011. Nei secoli seguenti, nei pressi della città si avvicendarono popoli diversi: dapprima il popolo dei Veneti, seguiti dalla tribù illirica degli Iapodi e da quella celtica dei Taurisci, fino all'arrivo dei Romani nel I secolo a.C. Questi ultimi edificarono tra il 35 a.C. e il 43 d.C. il castrum di Aemona (o Iulia Aemona), sito sull'importante strada militare che collegava Aquileia al Danubio. Per la sua posizione strategica verso il nord-est italiano, la città subì numerose incursioni barbariche durante la Tarda antichità.
Nel VI secolo si insediò il popolo degli Sloveni i quali, nel IX secolo, passarono sotto la dominazione del popolo dei Franchi. Successivamente, tra il X e l'XI secolo, Lubiana subì numerose incursioni ungare e intorno al 1112-1125 si hanno le prime citazioni del castello di Lubiana. ll nome della città, Luvigana/Laibach, appare per la prima volta in un documento del 1144, ma dovette aspettare il 1220 per ricevere lo status di città, che le garantiva il diritto di battere propria moneta. Nel 1270 la regione della Carniola venne annessa ai possedimenti di Ottocaro II di Boemia e nel 1278 Lubiana venne conquistata da Rodolfo I d'Asburgo. La città, ribattezzata in tedesco Laibach, rimarrà alla casa d'Austria fino al 1809.
Nel XV secolo, la città acquisì la fama di centro delle arti e, dopo il terremoto del 1511, venne ricostruita in uno stile rinascimentale e dotata di una nuova cinta muraria. Alla fine del XVI secolo, Lubiana era una vivace città a maggioranza protestante: solo il 5% della popolazione, infatti, professava la religione cattolica. Nel 1597, nel solco della controriforma, s'installò in città una congregazione di Gesuiti, seguiti nel 1606 dai Cappuccini. Fino al XVIII secolo, i due ordini religiosi daranno un importante impulso alla vita culturale e artistica della città, istituendo numerose scuole e dando impulso alla costruzione di molti edifici in stile barocco, come la cattedrale di San Nicola, il più importante luogo di culto della città.
Tra il 1809 e il 1813 Lubiana fu la capitale delle province illiriche del primo impero francese, mentre nel 1815 la città ritornò in mano austriaca e dal 1816 al 1849 fu parte del Regno d'Illiria. Durante questo periodo, la città ospitò l'omonimo congresso del 1821, che definirà la geografia europea degli anni seguenti. Successivamente, tra il 1849 e il 1857, Lubiana venne interessata dai lavori di costruzione della ferrovia meridionale che collegava Vienna a Trieste, principale porto dell'Impero. A causa del terremoto del 1895 la città vide distrutto un decimo degli edifici e per questo fu necessaria un'opera di ricostruzione. Nel 1918, con il collasso dell'Impero austro-ungarico, Lubiana venne annessa al Regno di Jugoslavia.
Durante la seconda guerra mondiale la città fu occupata dalle truppe italiane e Lubiana divenne capoluogo di provincia italiana della regione Venezia Giulia. Dopo l'8 settembre 1943 agli italiani subentrarono le truppe naziste e i collaborazionisti domobranci, che occuparono la città fino all'arrivo delle milizie comuniste di Tito, nel maggio 1945. Successivamente la città divenne la capitale della repubblica socialista di Slovenia all'interno della Jugoslavia. Tra gli anni 1950 e gli anni 1970 si registrò nella zona un rapido sviluppo economico, diventando una delle aree più ricche e industrializzate della Jugoslavia, e questo favorì l'immigrazione da parte di migliaia di famiglie provenienti dalle regioni più depresse del Paese, come Macedonia, Kosovo e Bosnia-Erzegovina.
A seguito della guerra dei dieci giorni, il 25 giugno 1991 la Slovenia ottenne l'indipendenza dalla Jugoslavia; Lubiana diventò capitale del neonato Stato. Nel 2004 la Slovenia entrò nell'Unione europea e nella seconda metà degli anni duemila Lubiana divenne un importante polo turistico, oltre che un punto di riferimento per il modello di sviluppo sostenibile grazie all'attuazione dell'ambizioso progetto Vision 2025; i risultati dell'impegno ecologista della città vennero premiati dall'Unione europea nel 2016, quando le venne conferito il premio capitale verde.
Nel 2022 è stata nominata da European Best Destinations come miglior destinazione europea 2022.

### Simboli
Il simbolo della città è un drago che rappresenta potere, coraggio e grandezza. Nello stemma, esso è raffigurato sopra la torre del castello di Lubiana. Lo stemma compare inoltre sul ponte dei Draghi, non a caso uno dei simboli della città.
(Lubiana)

### Onorificenze
Lubiana è stata insignita del titolo dell'Ordine dell'Eroe popolare.

## Monumenti e luoghi d'interesse
Nonostante la comparsa di grandi edifici, soprattutto nei dintorni della città, Lubiana mantiene intatto il suo centro storico, dove si mescolano lo stile architettonico barocco e Art Nouveau. Lo stile della città è fortemente influenzato da quello delle città austriache di Graz e Salisburgo. La città vecchia è costituita da due quartieri: quello del municipio, che ospita le principali opere architettoniche, e quello dei Cavalieri della Croce, dove si trova la chiesa delle Orsoline, l'edificio della società filarmonica (1702) e la casa di Cankar.
Dopo il terremoto del 1511, Lubiana è stata ricostruita sul modello di una città rinascimentale e dopo il terremoto del 1895, che ha gravemente danneggiato la città, è stata nuovamente ricostruita in stile Art Nouveau. L'architettura della città è una miscela di stili. Vaste zone della città sono state costruite dopo la seconda guerra mondiale e trovano spesso un tocco personale dell'architetto sloveno Jože Plečnik. Il castello di Lubiana, posto in cima alla collina che sovrasta il fiume Ljubljanica, è stato interamente ricostruito negli anni 1960. Sono ancora visibili alcune tracce di un castello risalente al XII secolo nei basamenti dei muri attuali. L'antico castello che qui sorgeva fu la residenza dei Margravi, poi duchi di Carinzia. Altre opere architettoniche della città di qualche rilievo sono la cattedrale di San Nicola, la chiesa di San Pietro, la chiesa francescana dell'Annunciazione, il Triplo ponte e il ponte dei Draghi.
Nello stile barocco, vicino al municipio si trova la fontana dei Tre Fiumi carniolani, situata nella piazza Civica, disegnata sul modello di piazza Navona a Roma. Essa è decorata con un obelisco, ai piedi del quale statue in marmo bianco simboleggiano i tre principali fiumi della Carniola. È opera dello scultore italiano Francesco Robba, che ha scolpito molte altre statue barocche della città. Le chiese sono intrise di questo stile, che risale a dopo il terremoto del 1511. L'Art Nouveau è stato usato sulle facciate in piazza Prešeren fino al ponte dei Draghi. Influenze nella città si devono all'architetto sloveno Jože Plečnik, che ha costruito numerosi ponti compreso il Triplo ponte, ma anche la biblioteca nazionale. Sin dal 1964 la capitale slovena ospita la famosa biennale di design, durante la quale vengono presentate le nuove tendenze di design del momento, e riceve ospiti provenienti da ogni parte del mondo. Nel mese di febbraio del 2020 è stata inaugurata la prima moschea della città e del Paese, dopo anni di lavori.

### Architetture religiose

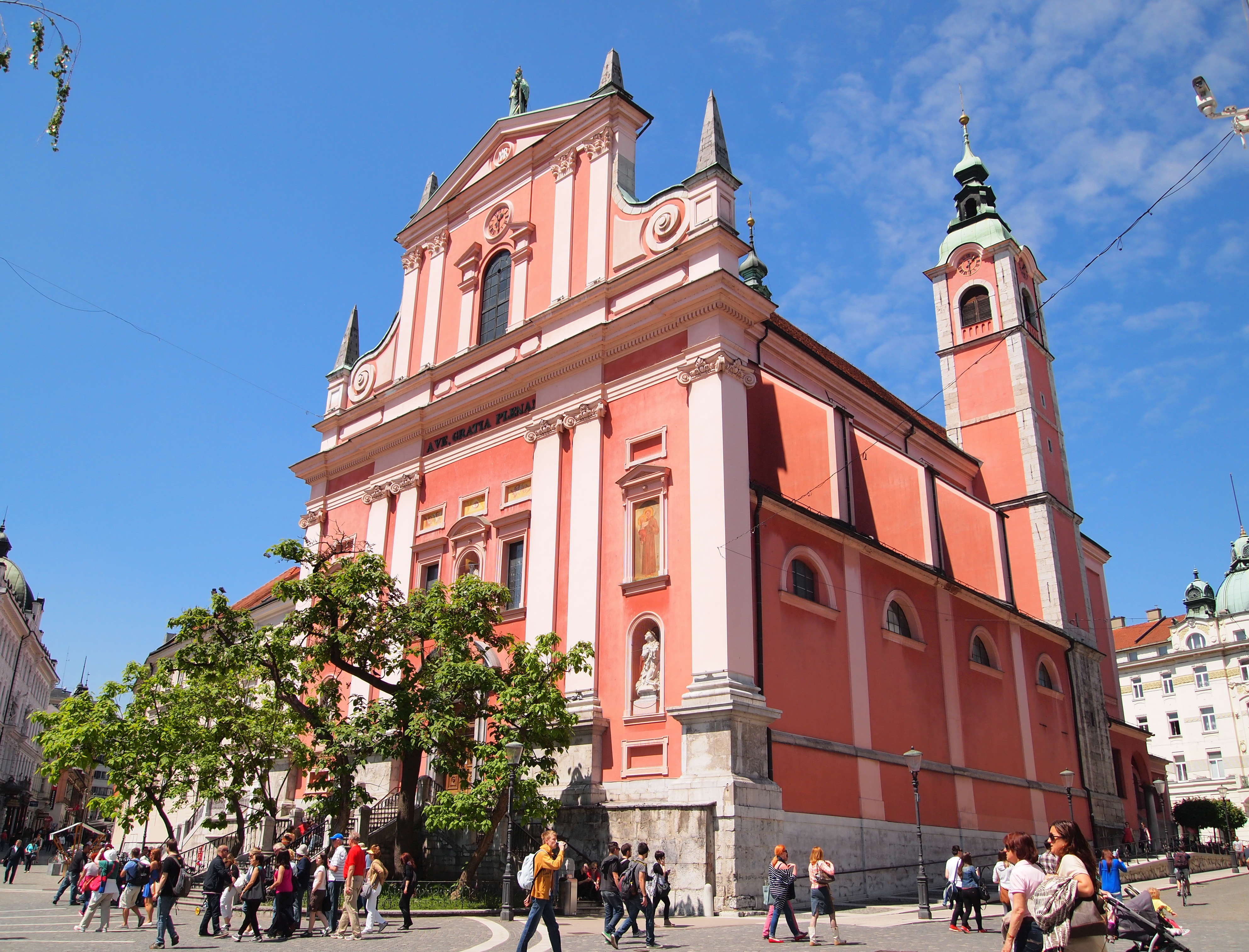
La chiesa francescana dell'Annunciazione

#### Chiesa francescana dell'Annunciazione
La chiesa francescana dell'Annunciazione (in sloveno cerkev Marijinega oznanjenja o semplicemente Frančiškanska cerkev) è stata costruita tra il 1646 e il 1660 in piazza Prešeren. In stile barocco, è composta da una navata centrale e due file di cappelle laterali. Le campane furono aggiunte successivamente. Il colore rosso richiama l'ordine francescano. Dal 2008 è protetta come monumento culturale di importanza nazionale della Slovenia.

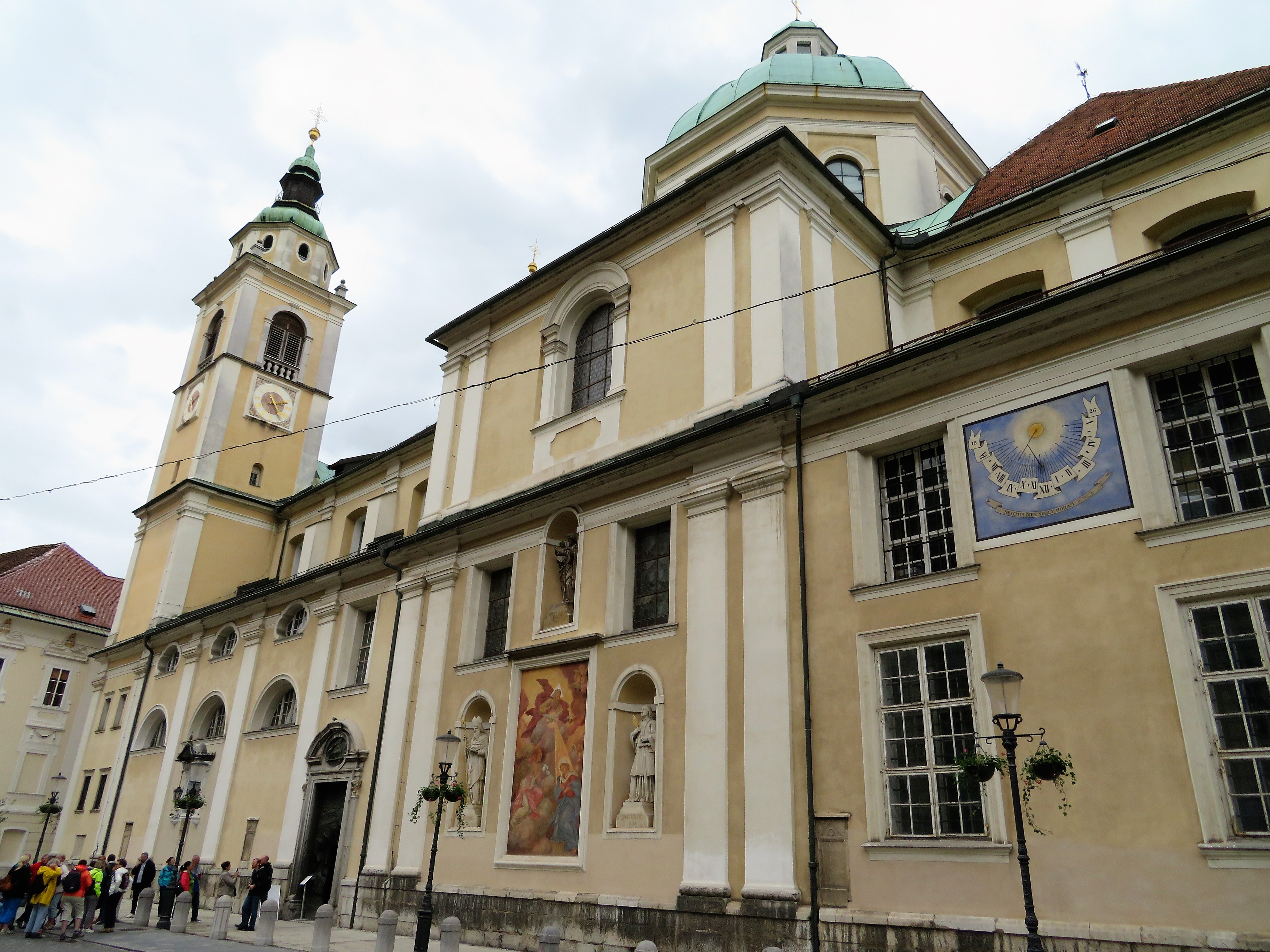
Cattedrale di San Nicola

#### Cattedrale di San Nicola

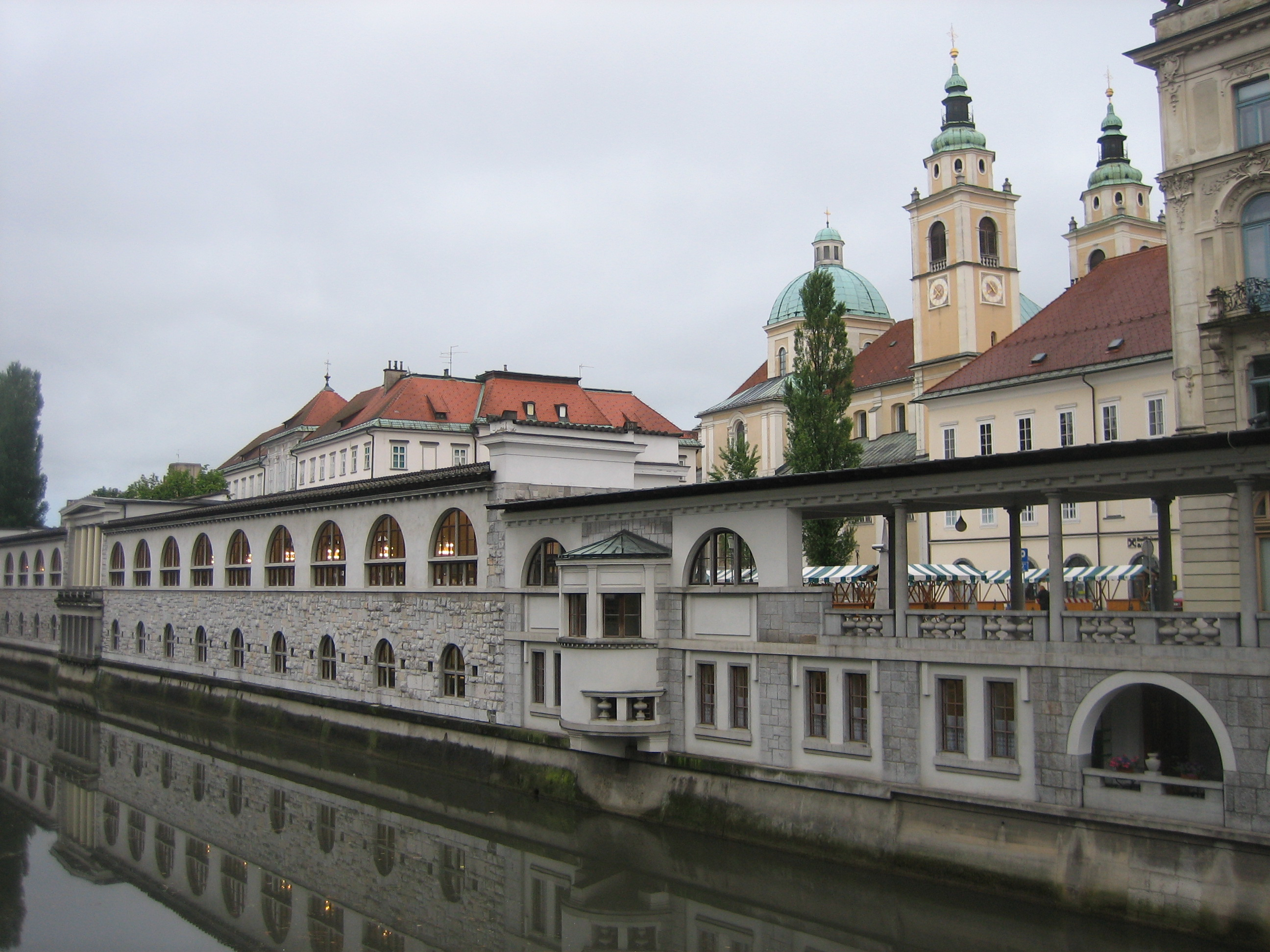
La Cattedrale di San Nicola e il Mercato di Lubiana

La cattedrale di San Nicola (in sloveno Stolnica svetega Nikolaja) è l'unica cattedrale di Lubiana. Facilmente identificabili grazie alla sua cupola verde e alle due torri, si trova in piazza Cirillo e Metodio vicino al Triplo ponte. Il sito era inizialmente occupato da una chiesa di architettura romanica la cui prima testimonianza risale al 1262. Nel 1361 un incendio provocò la sua distruzione e pertanto fu ricostruita in stile gotico. Fra il 1461 e il 1469 divenne sede dell'arcidiocesi di Lubiana, prima di venire nuovamente devastata da un nuovo incendio. Tra il 1701 e il 1706, l'architetto gesuita Andrea Pozzo disegna una nuova chiesa barocca, con due cappelle ai lati per rappresentare una croce latina. La cupola venne costruita nel centro nel 1841. L'interno è decorato con affreschi in stile barocco di Giulio Quaglio, dipinti nei due diversi periodi 1703-1706 e 1721-1723. Gli affreschi di Quaglio producono un notevole effetto illusionistico e, su architetture in prospettiva, raffigurano scene della vita di San Nicola. Notevoli gli altari settecenteschi del Redentore a sud e di San Giorgio a nord, l'altare del Corpus Domini del veneto Francesco Robba, il gotico Cristo Crocifisso nella cappella di Santa Croce e la Via Crucis dello scultore France Gorše.

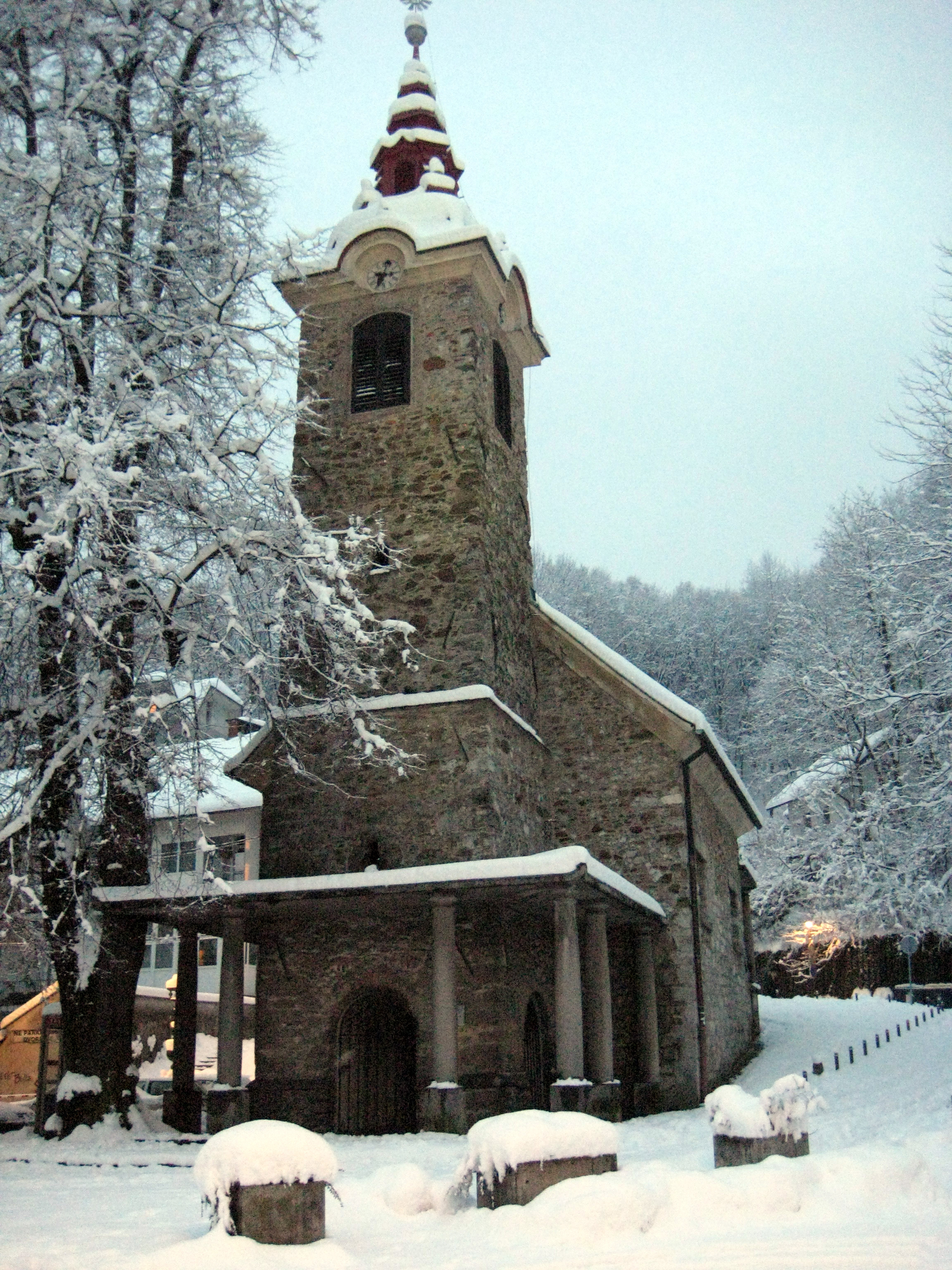
Chiesa di San Bartolomeo

#### Chiesa di San Bartolomeo
La Chiesa di San Bartolomeo (in sloveno cerkev sv. Jerneja) è una chiesa tra le più antiche della città. Di stile romanico con influssi barocchi, la chiesa è stato teatro, il 30 ottobre 1370, di un importante trattato di pace tra il doge veneziano Andrea Contarini e i duchi d'Austria Leopoldo III d'Asburgo e Alberto III d'Asburgo, con il quale Trieste veniva ceduta all'Austria per 75 000 fiorini. L'edificio fu restaurato dall'architetto Jože Plečnik negli anni trenta. Dal 2009 la chiesa è stata inserita nell'elenco dei monumenti culturali di importanza nazionale.

#### Altre chiese e strutture religiose
Tra gli altri edifici religiosi a Lubiana si ricordano:
- Chiesa di San Giacomo il Maggiore (in sloveno župnijska cerkev sv. Jakoba, šentjakobska cerkev) è una chiesa costruita in stile barocco tra il 1613 e il 1615 dall'Ordine Agostiniano, al posto di una precedente chiesa gotica. L'altare della chiesa e alcune sculture al suo interno sono opera di Francesco Robba.[61]
- Chiesa di San Pietro (in sloveno Župnijska cerkev sv. Petra, Šempetrska cerkev o Šentpetrska cerkev) è una chiesa dedicata a san Pietro, tra le più antiche della città. Fu ristrutturata dall'architetto Raimund Jeblinger in stile neo-barocco, dopo il terremoto di Lubiana del 1895.

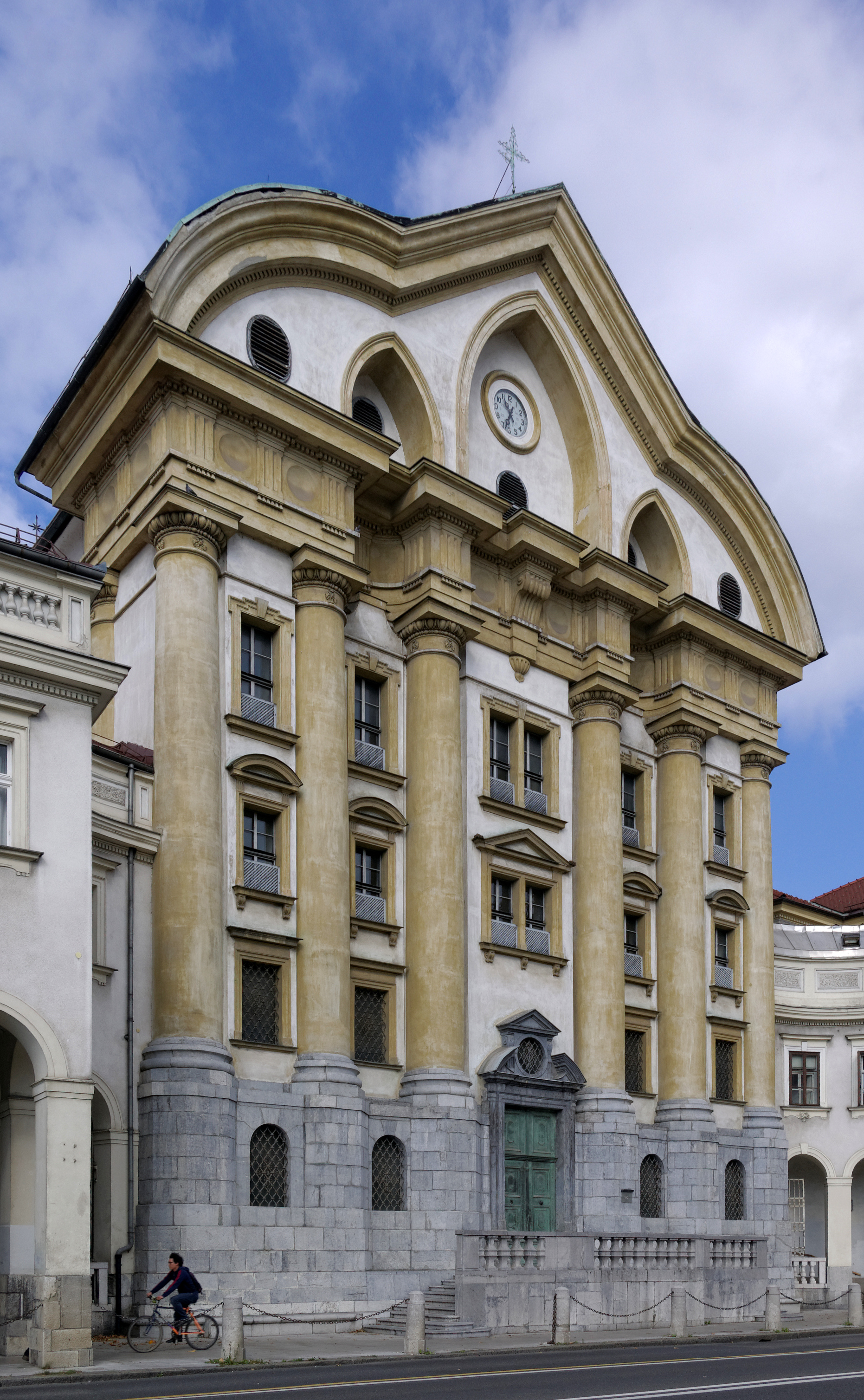
Chiesa della Santissima Trinità

- Chiesa della Santissima Trinità (in sloveno Župnijska cerkev svete Trojice) situata in strada Slovenia a ovest di piazza del Congresso, la sua costruzione in stile barocco risale ai primi decenni del XVIII secolo (fra il 1718 e il 1726), su volontà del ricco commerciante Jakob Schell.[62][63][64]
- Moschea di Lubiana (in sloveno džamija v Ljubljani) è un centro culturale e religioso islamico situato nel distretto di Bežigrad, inaugurata nel gennaio 2020. È la prima moschea del Paese.[53][54]
- Cimitero centrale di Žale (in sloveno Centralno pokopališče Žale) con una superficie di 375000 m² è il più grande cimitero della città di Lubiana, situato nel distretto di Bežigrad, offre sepoltura a personaggi di spicco del popolo sloveno come lo stesso Jože Plečnik. Nel periodo marzo-settembre è possibile effettuare un tour guidato nel museo al suo interno.[65] È presente anche un cimitero militare italiano in cui sono sepolti 1 171 soldati italiani (noti e ignoti) morti in prigionia durante la prima guerra mondiale.[66]
- Chiesa di San Floriano (in sloveno Cerkev sv. Florijana) eretta nel 1672, situata in piazza Superiore.

### Architetture civili

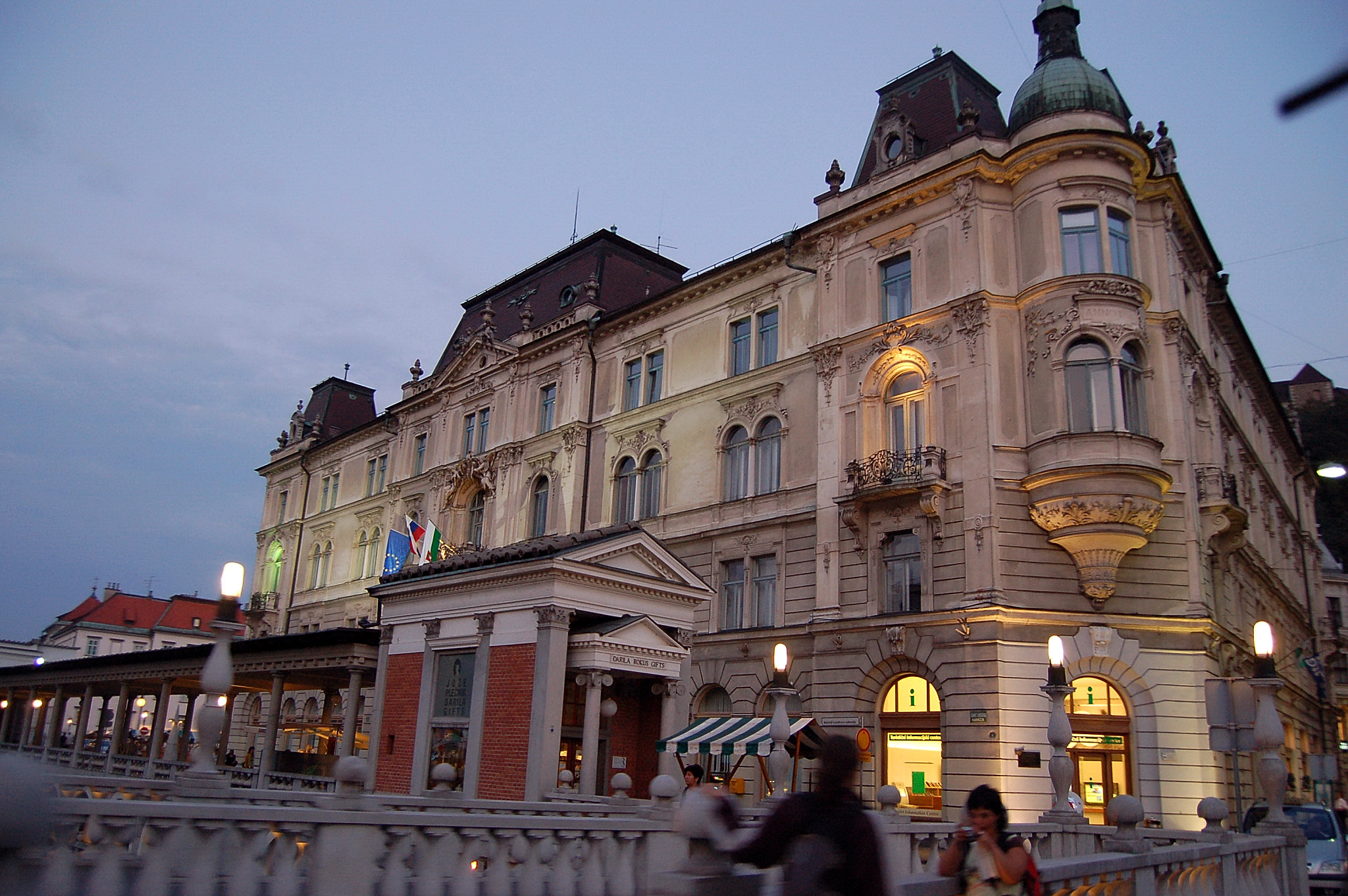
Il palazzo Kresija

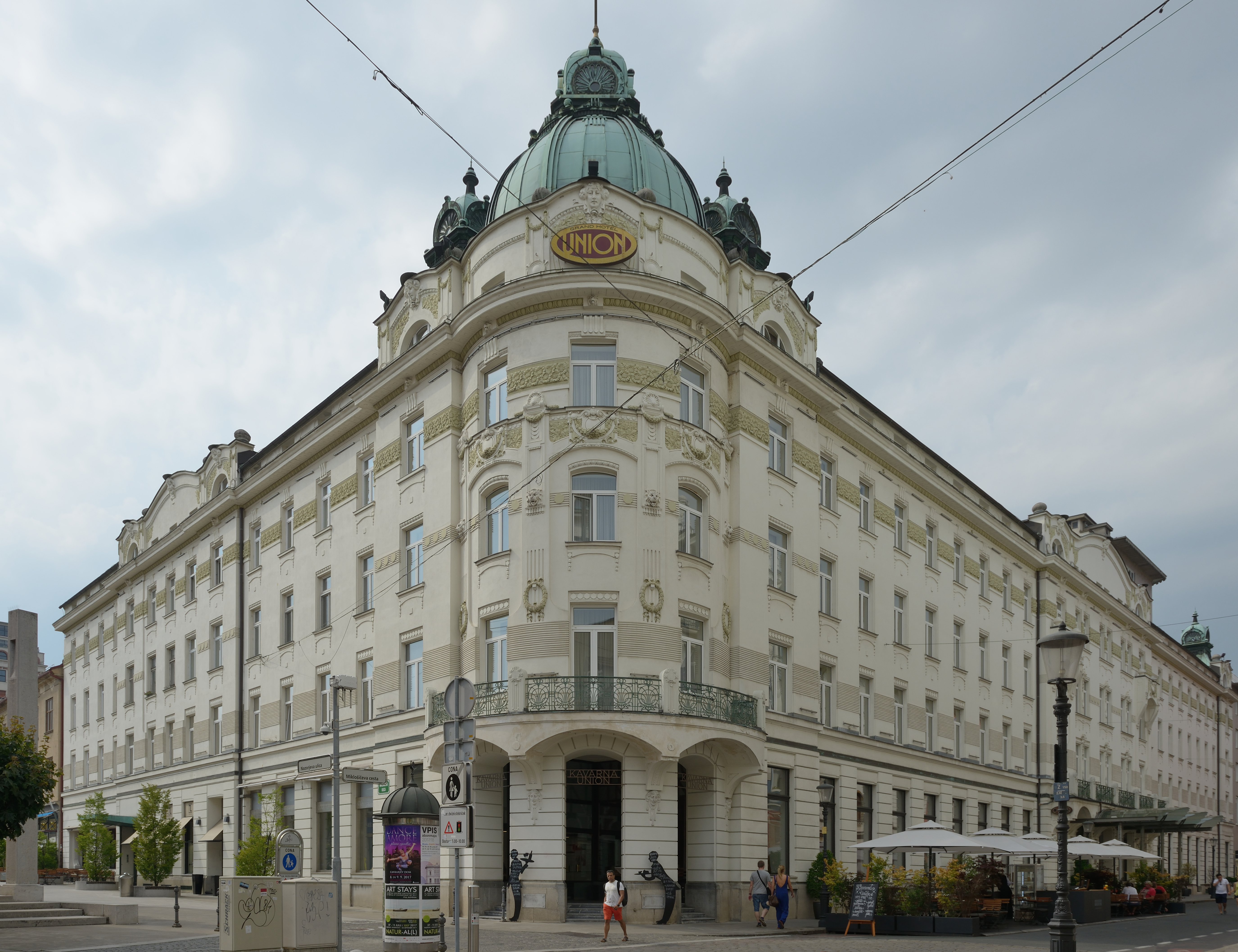
Il Grand Hotel Union

#### Fontana dei Tre Fiumi carniolani

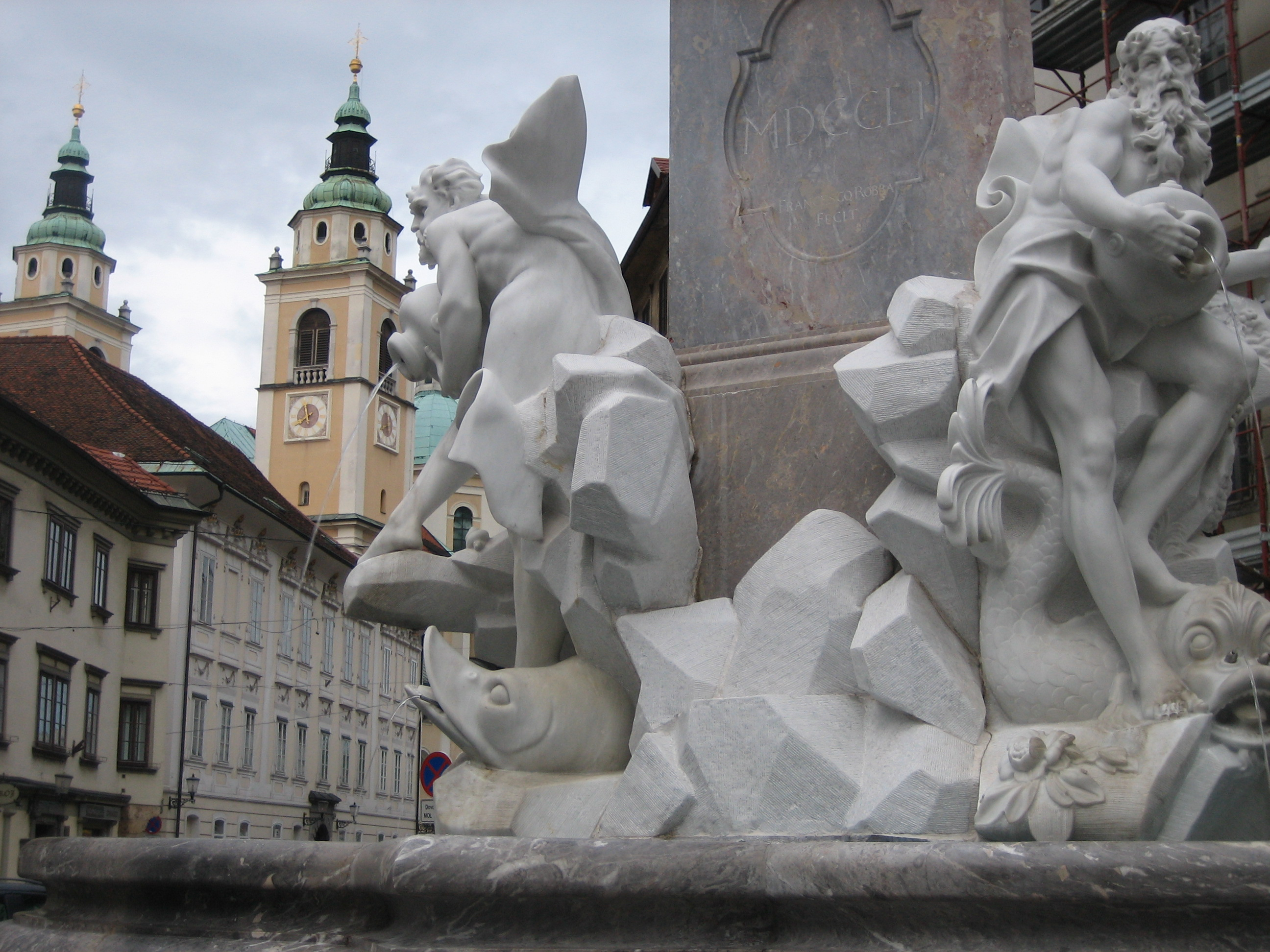
La Fontana dei Tre Fiumi carniolani

La fontana dei Tre Fiumi carniolani (in sloveno vodnjak Treh kranjskih rek) situata in piazza Civica vicino al municipio della città, fu realizzata nel 1751 per opera dello scultore Francesco Robba. È uno dei simboli della città.

#### Palazzo Kresija
Il palazzo Kresija (in sloveno Palača Kresija) assieme al palazzo di Filippo, è situato all'ingresso del centro storico della città, ai piedi del Triplo ponte. In stile neorinascimentale e barocco, fu costruito tra il 1897 e il 1898 a seguito del terremoto di Lubiana del 1895. Ospita la galleria Kresija e l'ufficio informazioni turistiche.

#### Palazzo di Filippo
Il palazzo di Filippo (in sloveno Filipov dvorec) con il palazzo Kresija, è un edificio situato all'ingresso del centro storico di Lubiana ai piedi del Triplo ponte. La sua costruzione è stata completata nel 1898 a seguito del terremoto di Lubiana del 1895 ed è stata progettata dall'architetto Leopold Theyer in stile neorinascimentale.

#### Altre architetture civili
Tra le altre architetture civili a Lubiana si ricordano:
- Grand Hotel Union (in sloveno Grand hotel Union) costruito a inizi del XX secolo su progetto di Josip Vancaš, è uno dei migliori esempi di Art Nouveau della città. Situato in Strada Miklošič, a poca distanza dalla centrale piazza Prešeren, alla sua inaugurazione divenne l'edificio più grande della città, nonché uno degli alberghi più moderni di tutta l'Europa balcanica. L'edificio è composto di due ali, unite da una torre angolare con una cupola. La facciata è decorata con motivi floreali, tipici dell'Art Nouveau, che variano da piano a piano[75][76][77].
- Farmacia Centrale (in sloveno Centralna lekarna Ljubljana) è un edificio in stile neorinascimentale uno dei più importanti di piazza Prešeren dal 19 maggio 1990 l'edificio è classificato come monumento culturale d'importanza nazionale della Slovenia[78].
- Casa Urbanc (in sloveno Urbančeva hiša) è un palazzo situato nel centro della città, si affaccia in piazza Prešeren, è stato il primo grande magazzino della città aperto nel 1903.[79]
- Municipio di Lubiana (in sloveno Ljubljanska Mestna hiša, noto anche come Ljubljanski Rotovž o semplicemente Rotovž o Magistrat) è la sede dell'amministrazione comunale della città, si trova in piazza Civica nel centro della capitale, vicino alla cattedrale di San Nicola. L'edificio originale fu costruito in stile gotico nel 1484, probabilmente su progetto di Peter Bezlaj. Tra il 1717 e il 1719 l'edificio ha subito una ristrutturazione in stile barocco con ispirazione veneziana da parte di Gregor Maček.[80][81]
- Palazzo del Casino (in sloveno Kazina) è un palazzo in stile neoclassico situato nel centro della città.[82][83] All'inizio del XX secolo divenne un punto d'incontro per la comunità tedesca, è sede di istituzioni come l'Istituto di storia moderna e l'archivio della Slovenia.
- Teatro dell'Opera di Lubiana (in sloveno Ljubljanska opera o Ljubljanska operna hiša) è il teatro d'opera della città. Si trova tra il Museo nazionale e la Galleria nazionale. Durante l'intera stagione sono circa 150 le opere che vengono proposte, fra balletti e opere liriche, sia di produzione interna sia attraverso collaborazioni a livello internazionale. Fu inaugurato nel 1892.[84]
- Teatro drammatico nazionale di Lubiana
- Fontana di Ercole (in sloveno Herkulov vodnjak) situata presso piazza Vecchia.

### Architetture militari

#### Castello di Lubiana

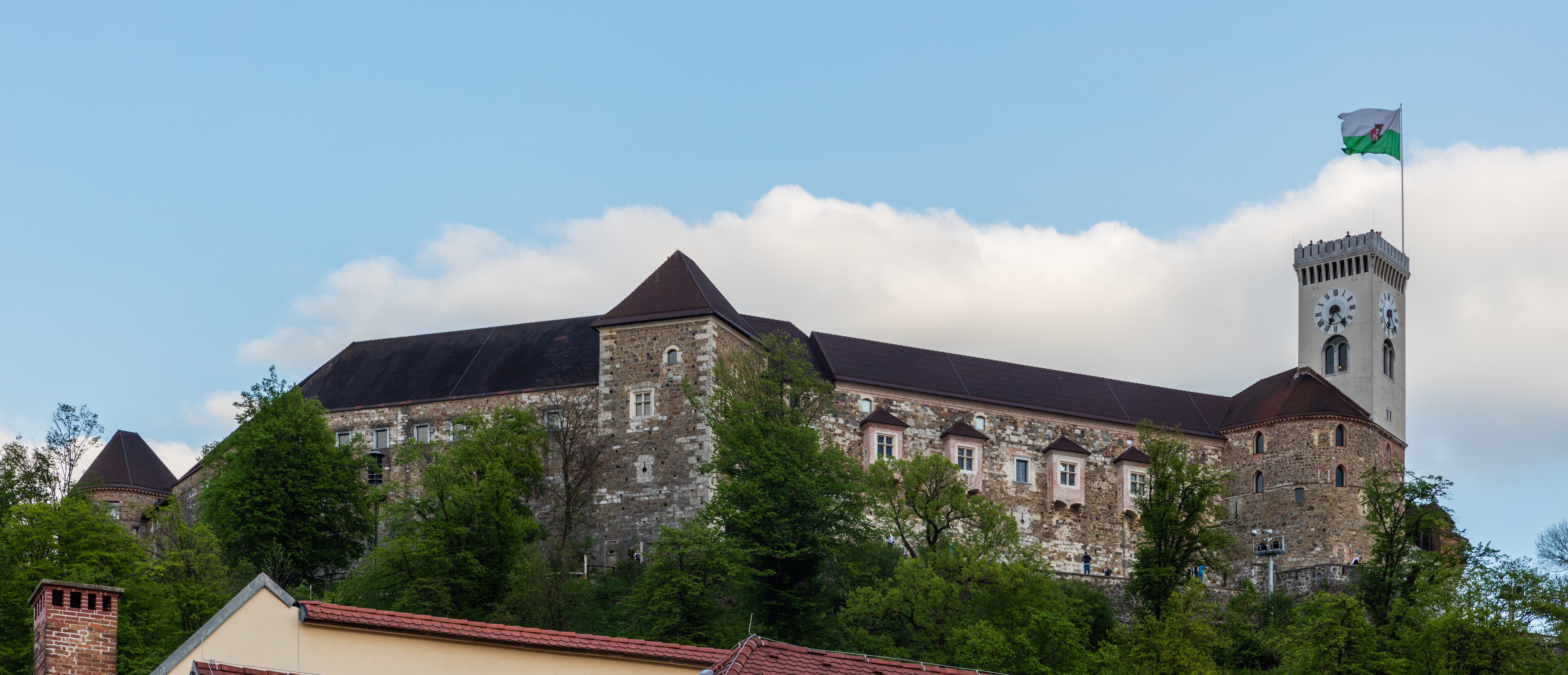
Il castello di Lubiana

Il castello di Lubiana (in sloveno Ljubljanski grad) è uno dei simboli della città e un'importante meta turistica. Si tratta di un castello medievale che risale all'incirca all'XI secolo e si trova in cima alla collina nel pieno centro storico di Lubiana. Fu restaurato nel 1960. La cima della collina fu probabilmente un accampamento dell'esercito romano, dopo un periodo celtico e illirico. È utilizzato come sede di mostre, cinema all'aperto e molti altri eventi. È raggiungibile dal centro tramite un sentiero con partenza dalla Študentovska ulica e dalla ulica na Grad e, dal 2006, anche tramite una funicolare.

#### Mura romane a Mirje
Le mura romane a Mirje (in sloveno Rimski zid na Mirju) sono un complesso di mura romane erette negli anni 14-15 d.C. a protezione di Emona. Sono alte tra i 6 e gli 8 metri e larghe 2,4. Le mura erano a forma rettangolare e circondavano la città. A protezione vi erano 26 torri e 4 porte d'ingresso, con un doppio fossato. Sono state restaurate da Jože Plečnik negli anni '30 e negli anni '90 del XX secolo.

### Altro
La città vanta un gran numero di piazze e strade, alcune sono vere e proprie attrazioni turiste come piazza Prešeren e piazza Palazzo nelle quali inoltre si svolgono numerosi eventi tutto l'anno. Vi sono piazze di importanza storica e culturale come piazza della Rivoluzione francese intitola all'omonima rivoluzione e classificata come monumento culturale d'importanza nazionale e piazza del Congresso dove infatti fu proclamata l'indipendenza dall'impero austro-ungarico nel 1918.

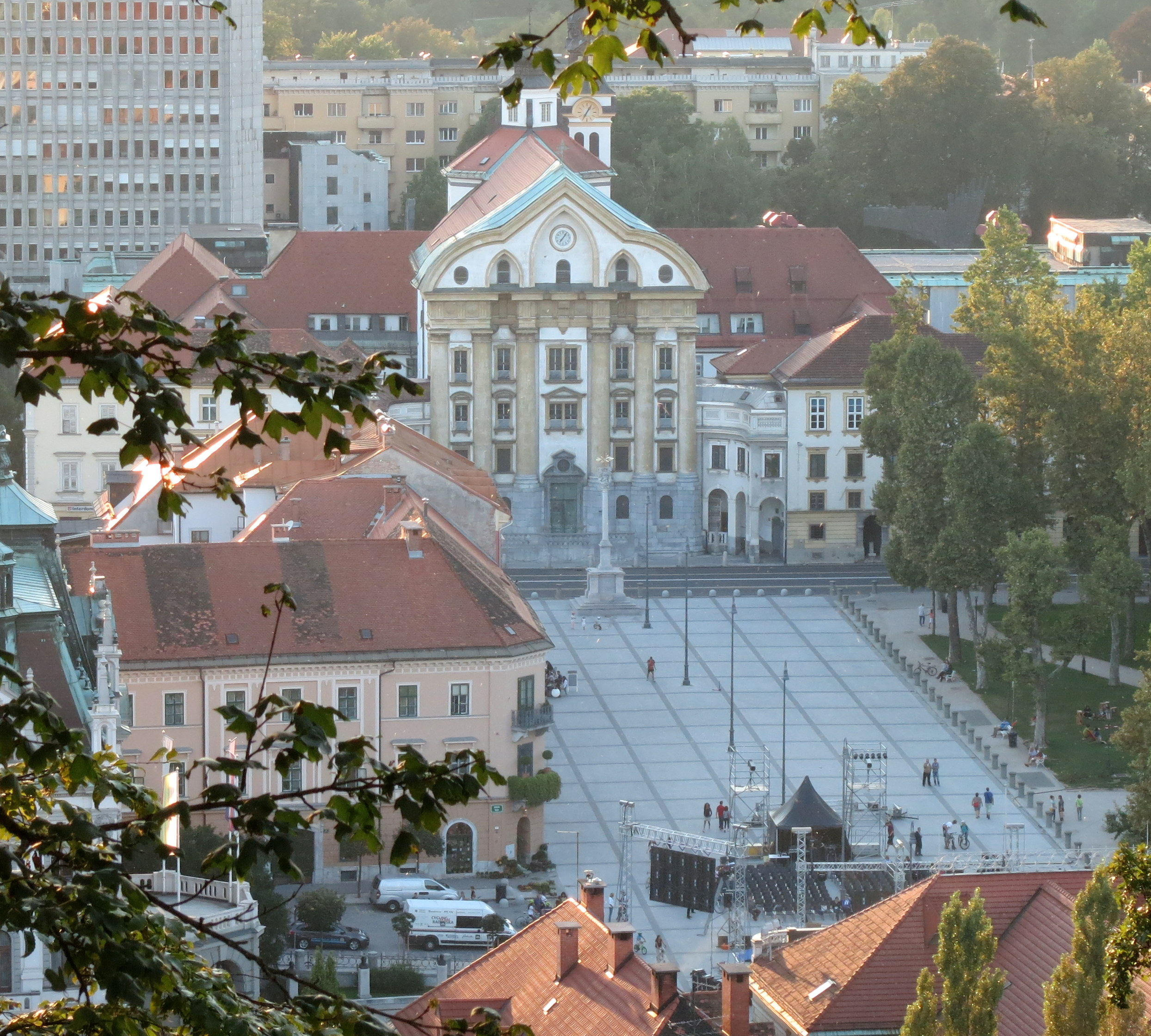
Una vista di piazza del Congresso dal castello di Lubiana

#### Piazze

##### Piazza del Congresso
La piazza del Congresso (in sloveno Kongresni trg) è situata nel centro storico, è una delle piazze principali della capitale slovena. Prima dell'indipendenza veniva chiamata Piazza della Rivoluzione (trg Revolucije), riacquistando il nome attuale nel 1990. Ha avuto un ruolo molto importante per la storia slovena moderna: il 29 ottobre 1918, infatti nel corso di una manifestazione di massa, è in questa piazza che fu proclamata l'indipendenza dall'impero austro-ungarico. Numerosi sono gli edifici storici che si affacciano sulla piazza, fra i quali l'Università di Lubiana, la chiesa della Santissima Trinità e l'orchestra Filarmonica.

##### Piazza della Rivoluzione francese
La piazza della Rivoluzione francese (in sloveno trg Francoske revolucije) costruita nel 1793 e riprogettata da Jože Plečnik è un monumento culturale di importanza nazionale, all'interno c'è un monumento alle province Illiriche.

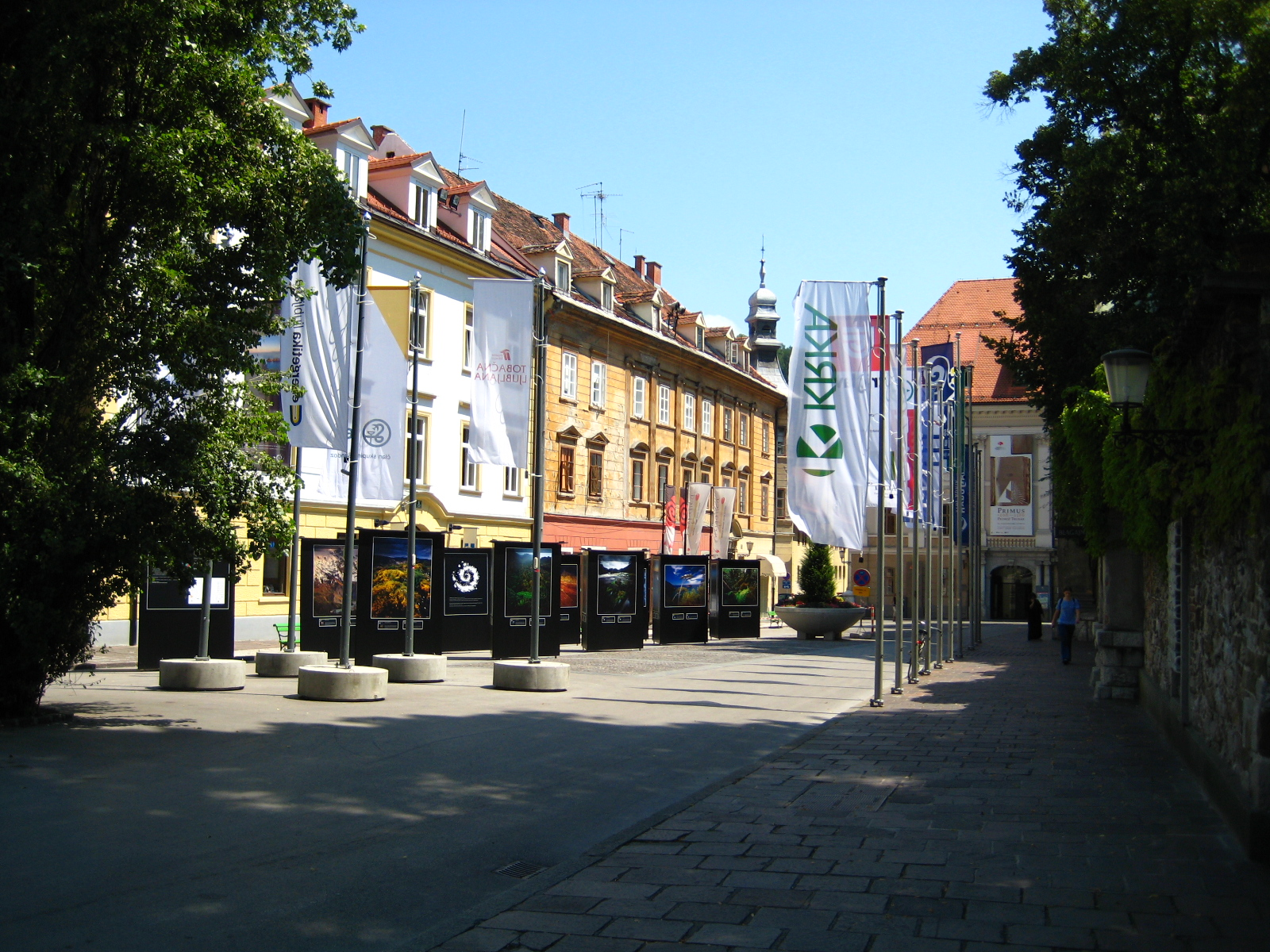
Piazza della Rivoluzione francese vista da ovest

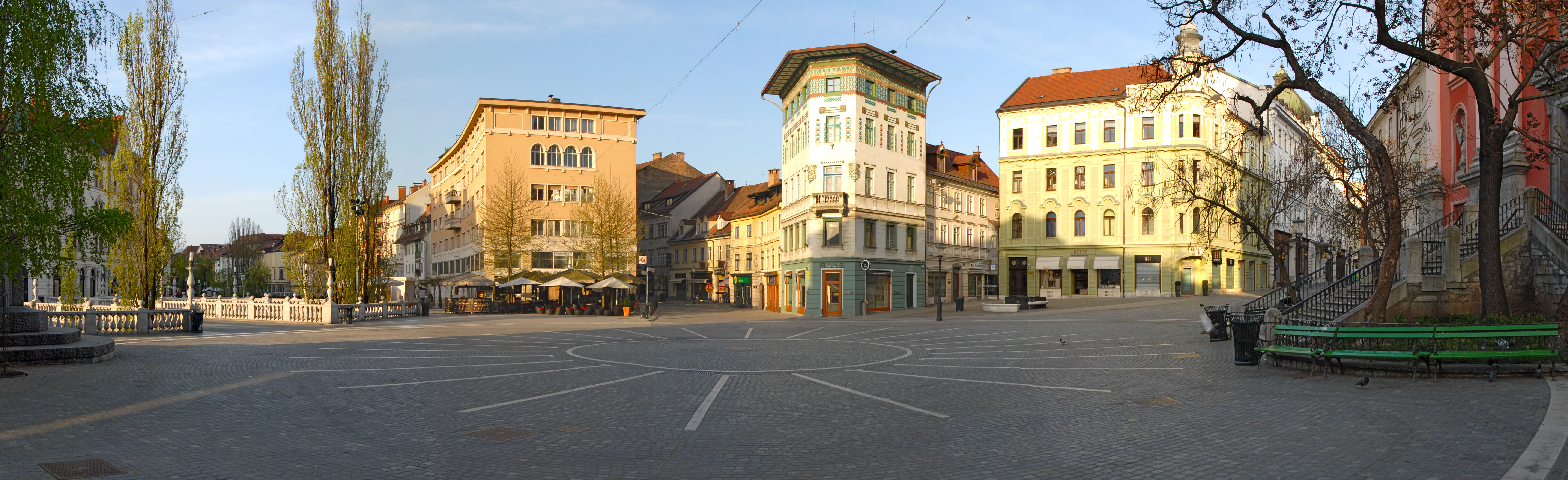
Panorama di piazza Prešeren

##### Piazza Prešeren
La Piazza Prešeren (in sloveno Prešernov trg) è collocata ai piedi della chiesa francescana dell'Annunciazione e al Triplo ponte, è dedicata a France Prešeren, il più importante poeta sloveno. Situata all'ingresso della città medievale, vi si svolgono regolarmente festival, concerti, eventi sportivi, e diverse altre manifestazioni.

##### Altre piazze e strade
Tra le altre piazze e strade si ricordano:
- Piazza Nuova (in sloveno Novi trg) prospiciente il fiume Ljubljanica all'interno del centro storico, componeva uno dei tre nuclei urbani della città medioevale.
- Piazza Vodnik (in sloveno Vodnikov trg) è una piazza situata nel centro storico della città, vicino al ponte dei Draghi ed al Triplo ponte. È dedicata a Valentin Vodnik. Nella pizza si trova il mercato Centrale di Lubiana.[91]
- Piazza della Repubblica (in slovenotrg Republike) è la piazza più grande della città, e rappresenta il centro politico dello stato sloveno: vi si affacciano infatti sia il parlamento sloveno che la borsa di Lubiana. Fu riprogettata negli anni 60 dall'architetto Edvard Ravnikar, allievo di Jože Plečnik.[92]
- Piazza Vecchia (in sloveno Stari trg) è collocata in uno dei tre nuclei che componevano anticamente la città, al suo interno troviamo casa Stična e la fontana di Ercole.

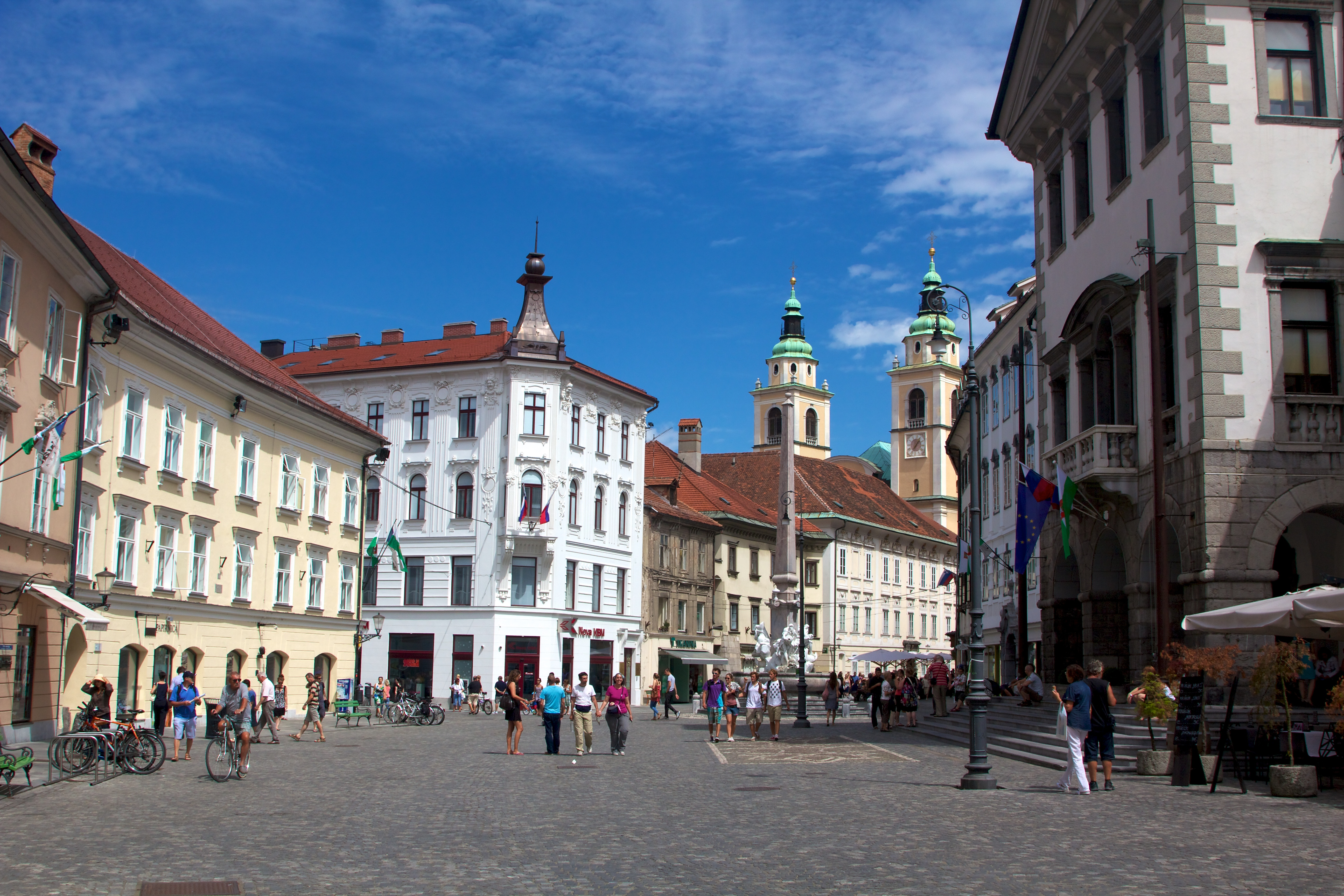
Piazza Civica

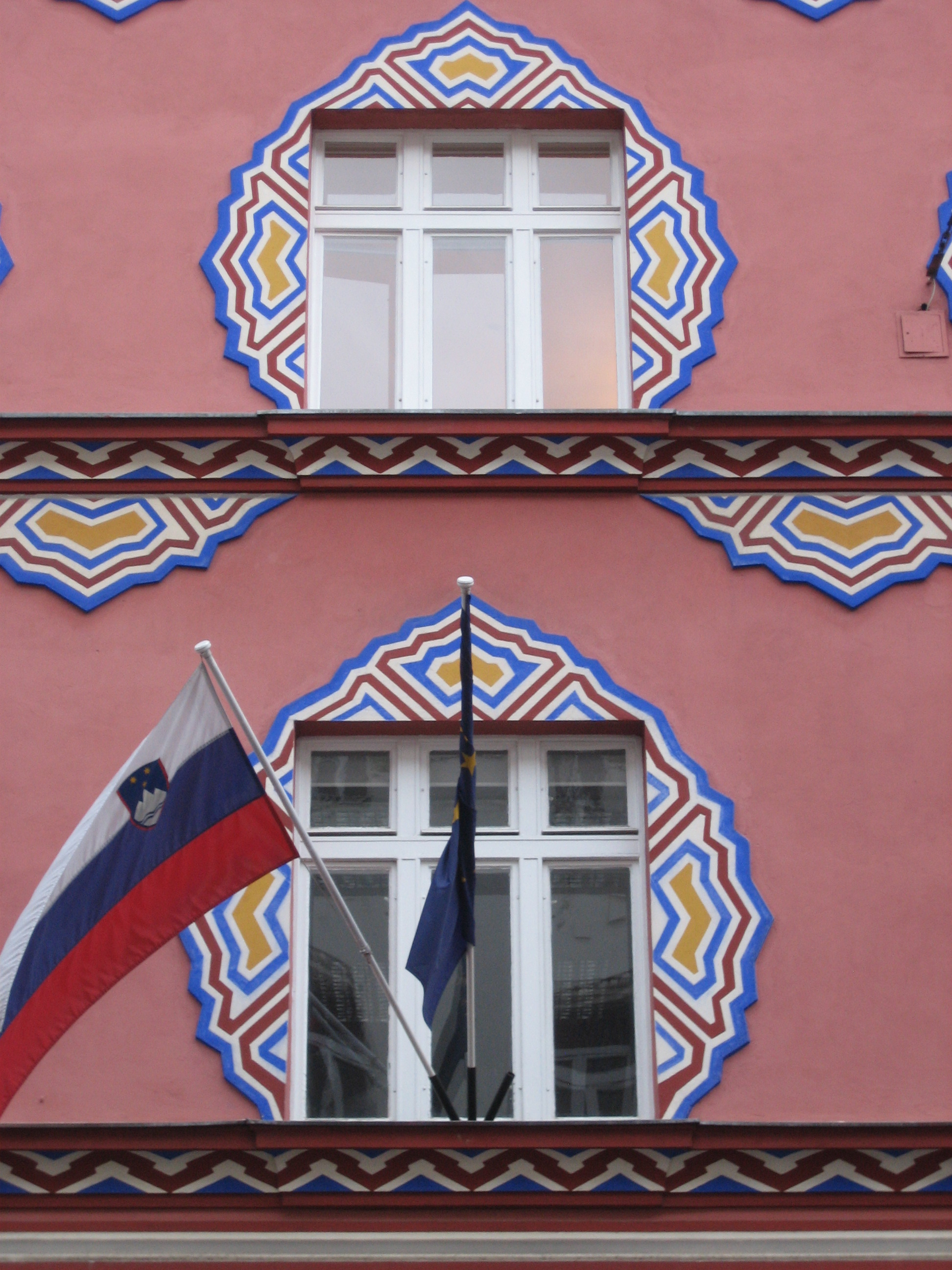
Una casa in Miklošičeva ulica

- Piazza Civica (in sloveno Mestni trg) è situata nel centro storico della città, vi si affacciano il municipio e la fontana dei Tre Fiumi carniolani, uno dei simboli della città.[69]
- Strada Miklošič (in sloveno Miklošičeva cesta) intitolata a Franc Miklošič nel 1898 è una delle strade pedonali più trafficate della città in quanto collega piazza Prešeren con piazza della Liberazione e successivamente la stazione di Lubiana.[93]
- Strada Slovenia (in sloveno Slovenska cesta) è una delle strade più famose e trafficate della città di Lubiana. Una parte di essa, compresa tra piazza del Congresso (Kongresni trg), via Šubic (Šubičeva ulica), via dei Nobili e via Dalmazia (Dalmatinova ulica), è stata trasformata in zona a traffico limitato.[94]
- Via Vega (in sloveno Vegova ulica) intitolata a Jurij Vega situata nei pressi di piazza del Congresso e dell'università di Lubiana dal 2009 è classificato come monumento culturale d'importanza nazionale della Slovenia.[95]
- Via Čop (in sloveno Čopova ulica) intitolata a Matija Čop è una delle maggiori strade pedonali del centro di Lubiana. Inizia in piazza Prešeren e si estende fino alla strada Slovenia, inizialmente era soprannominata via Elefante (Slonova ulica) in memoria di un elefante donato da un sultano ottomano. Successivamente fu rinominata via Prešeren (Prešernova ulica). Nel 1949 ottenne la denominazione in onore di Matija Čop.[96]
- Via Wolf (in sloveno Wolfova ulica) intitolata a Anton Aloys Wolf è una strada pedonale che collega piazza Prešeren con piazza del Congresso.
- Strada Trubar (in sloveno Trubarjeva cesta) intitolata a Primož Trubar è una strada che inizia in piazza Prešeren ed è una delle più vecchie della città.[97]

#### Ponti
Il fiume Ljubljanica attraversando la città ha reso necessaria la costruzione di numerosi ponti, molti dei quali sono delle vere e proprie attrazioni turistiche come per esempio il Triplo ponte il ponte dei Macellai ed il ponte dei Calzolai progettati da Jože Plečnik a cavallo degli anni trenta o come il Ponte dei Draghi ad opera di Josef Melan di inizio Novecento.

##### Triplo ponte

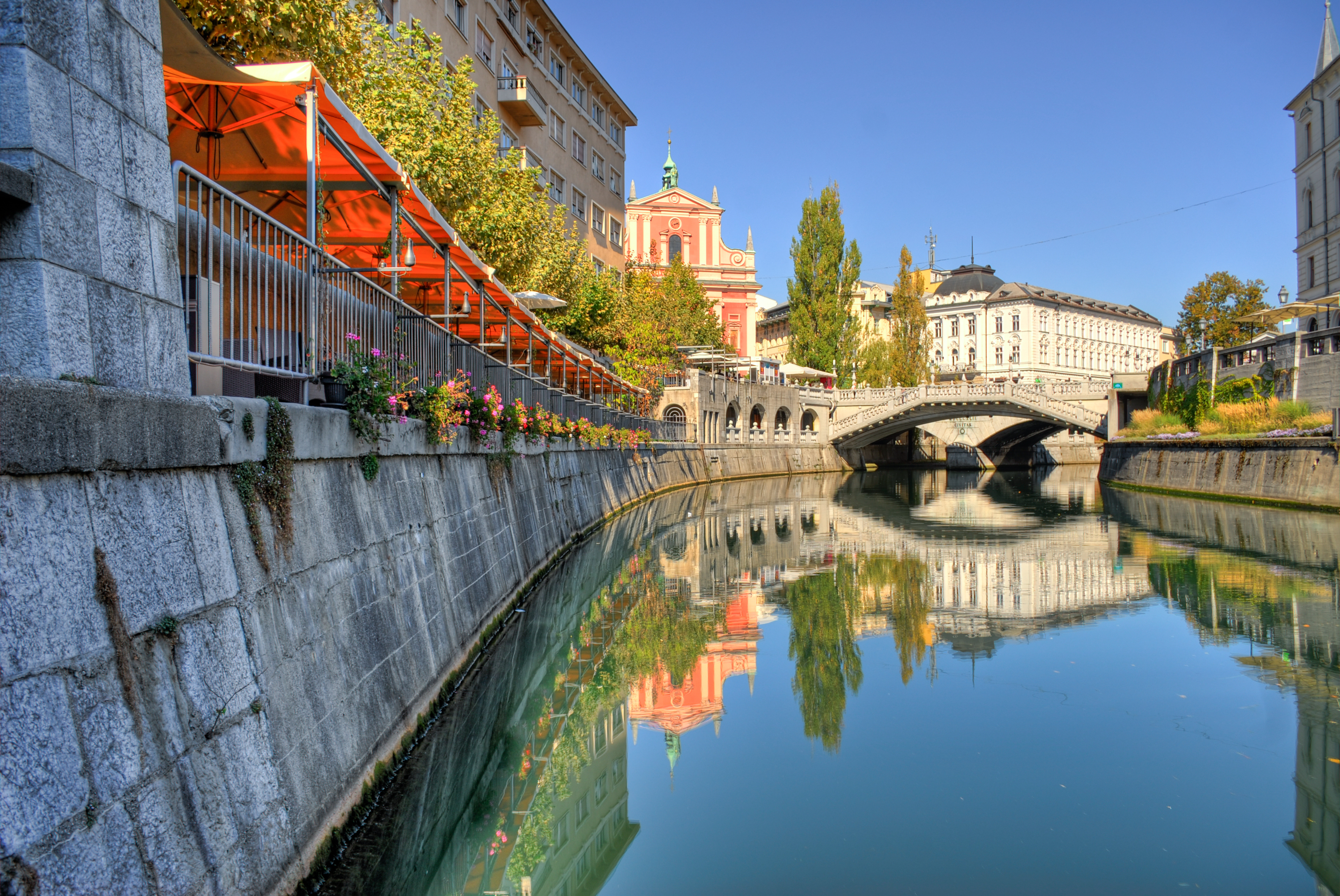
Vista del Triplo ponte con sullo sfondo la chiesa francescana dell'Annunciazione

Il Triplo ponte (in sloveno Tromostovje o Tromostje) è costruito sopra un antico ponte di legno che attraversava il fiume Ljubljanica, venne riprogettato dall'architetto Jože Plečnik tra il 1929 ed il 1932, che vi aggiunse altri due ponti pedonali laterali. Collega la parte storica e medievale della città di Lubiana alla parte moderna.

##### Ponte dei Calzolai
Il ponte dei Calzolai (in sloveno Čevljarski most o Šuštarski most) è un ponte pedonale che attraversa il fiume Ljubljanica. Fu riprogettato da Jože Plečnik a cavallo tra gli anni 1931-1932, in sostituzione di un ponte di legno più antico risalente XIII secolo.

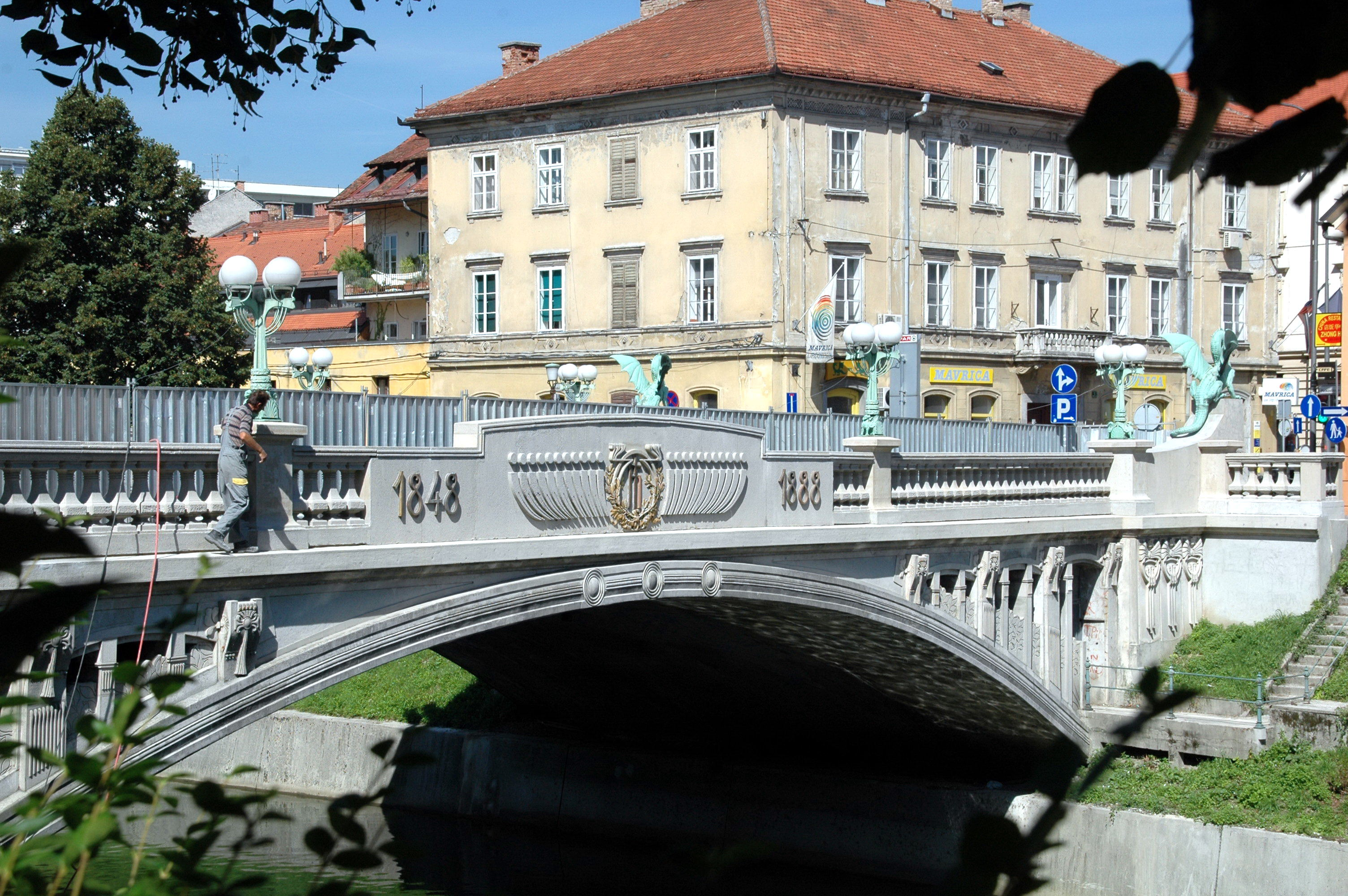
Vista del ponte dei Draghi

##### Ponte dei Draghi
Il ponte dei Draghi (in sloveno Zmajski most) fu costruito tra il 1900 e il 1901, quando la città ancora apparteneva all'Impero austro-ungarico. Progettato da un architetto dalmata che aveva studiato a Vienna e costruito da un ingegnere austriaco, il ponte è considerato una delle più belle opere cittadine in stile Art Nouveau. Nella regione talvolta il ponte prende il soprannome di "matrigna" in riferimento agli spaventosi draghi disposti sui suoi quattro angoli. Attraversa il fiume Ljubljanica.

##### Ponte dei Macellai
Il ponte dei Macellai (in sloveno Mesarski most) è un ponte pedonale che attraversa il fiume Ljubljanica e collega il mercato centrale di Lubiana alla passeggiata monumentale di Plečnik lungo il fiume Ljubljanica. Il ponte stesso nasce da un'idea concepita nel 1930 dall'architetto Jože Plečnik, tuttavia la versione attuale è molto più semplice rispetto al piano originario e presenta una scala al suo ingresso sinistro, con un pavimento di vetro ai lati e due recinzioni con fili d'acciaio. Progettato da Jurij Kobe, è decorato con opere dello scultore Jakov Brdar.

##### Altri ponti
Tra i ponti della città ricordiamo:
- Ponte di San Giacomo (in sloveno Šentjakobski most) è un ponte che attraversa il fiume Ljubljanica e collega la strada Zois (Zoisova) con la strada Carlo (Karlovška). È il più trafficato della città.[103]
- Ponte di San Pietro (in sloveno Šempetrski most o Šentpetrski most o Šent Peterski most o Šentpeterski most o Ambrožev most) è un ponte che attraversa il fiume Ljubljanica, prende il nome dalla vicina chiesa di San Pietro.[104]
- Ponte Fabiani (in sloveno Fabianijev most) è un ponte a due livelli che attraversa il fiume Ljubljanica. Il nome deriva dall'architetto Max Fabiani, suo primo ideatore. È stato realizzato solamente nel 2012 da Jurij Kobe.[105]
- Ponte del Grano (in sloveno Zitni most) è un ponte pedonale che collega via dei Conciatori (Usnjarska ulica) con via Gestrin (Gestrinova ulica) e collega il lungofiume Petkovšek (Petkovškovo nabrežje) con il lungofiume Poljane (Poljanski nasip).
- Ponte Hradecky (in sloveno Hradeckega most) attraversa il fiume Ljubljanica ed è uno dei primi esempi di ponte a cerniera al mondo ed è il primo e l'unico ponte in ghisa della Slovenia.[106]
- Ponte di Trnovo, dal 2021 il ponte è un sito patrimonio dell'umanità dell'UNESCO.[107]
- Ponte di Fužine (in sloveno Fužinski most) attraversa il fiume Ljubljanica nella zona est della capitale nei pressi del castello di Fužine. Fu costruito nel 1987 ad opera di Peter Gabrijelčič sui progetti di Jože Plečnik.[108]
- Ponte di Črnuče (in sloveno Črnuški most) è un ponte che attraversa il fiume Sava nel distretto di Črnuče.[109]
- Ponte Jek (in sloveno Jekarski most) è un ponte che attraversa il fiume Gradaščica. La struttura esistente è stata costruita nel 1903, sostituendo un più antico ponte di legno.[110]

Altri ponti della città sono il ponte Kavšek, il Prule e il Petelinov.

#### Giardini

##### Parco commemorativo di Navje
Il parco commemorativo di Navje (in sloveno Spominski park Navje) situato dietro la stazione di Lubiana, al suo interno è possibile trovare una passeggiata, un parco giochi per bambini e un padiglione. Il parco commemorativo Navje è stato riprogettato negli anni 1937-1938 da Jože Plečnik e Ivo Spinčič. Anticamente vi era un cimitero in seguito rilocato a Žale. Vi si trovano lapidi e resti di alcuni cittadini sloveni famosi, tra cui gli stessi genitori di Plečnik.

##### Zoo di Lubiana
Lo zoo di Lubiana (in sloveno Živalski vrt Ljubljana) è un giardino zoologico di 19,6 ettari. Costituisce lo zoo nazionale della Slovenia ed è aperto tutto l'anno. La struttura è situata sul versante meridionale della collina di Rožnik, in un ambiente naturale di boschi e prati a circa 20 minuti a piedi dal centro della città. Lo zoo si caratterizza per il fatto che la città si trova nell'intersezione degli habitat alpino, pannonico, mediterraneo e dinarico ed ospita 119 specie per un totale (esclusi gli insetti) di circa 500 animali.

##### Altri luoghi di interesse
Tra gli altri luoghi di interesse o panoramici della città si ricordano:
- Lungo Ljubljanica: (in sloveno Trnovski pristan) è una passeggiata turistica lungo il fiume Ljubljanica. Realizzata dall'architetto Jože Plečnik è caratterizzata scale in pietra e da diversi salici piangenti, successivamente negli anni 2007-2009 sono stati aggiunti degli elementi moderni.
- Colle del Rožnik (in sloveno Rožnik) provenendo dal parco Tivoli si arriva alla cima del Rožnik, un colle circondato da boschi ad un'altezza di 391 m s.l.m., ricco di passeggiate, sentieri e varie attività creative. In cima al colle vi è una chiesa, meta di molti lubianesi. Ai piedi del colle invece si trova lo zoo di Lubiana.

#### Statue
Tra le statue ricordiamo:
- Monumento a France Prešeren (in sloveno Prešernov spomenik): si tratta di un'opera realizzata in bronzo del poeta nazionale sloveno France Prešeren,[115] situato in piazza Prešeren. Si tratta di uno tra i monumenti storici sloveni più famosi.[116]
- Monumento a Valentin Vodnik (in sloveno Vodnikov spomenik) si tratta di un'opera realizzata in bronzo dedicata al poeta, giornalista e sacerdote Valentin Vodnik. Si trova nella piazza omonima vicino al mercato Centrale di Lubiana.[117]

### Aree naturali

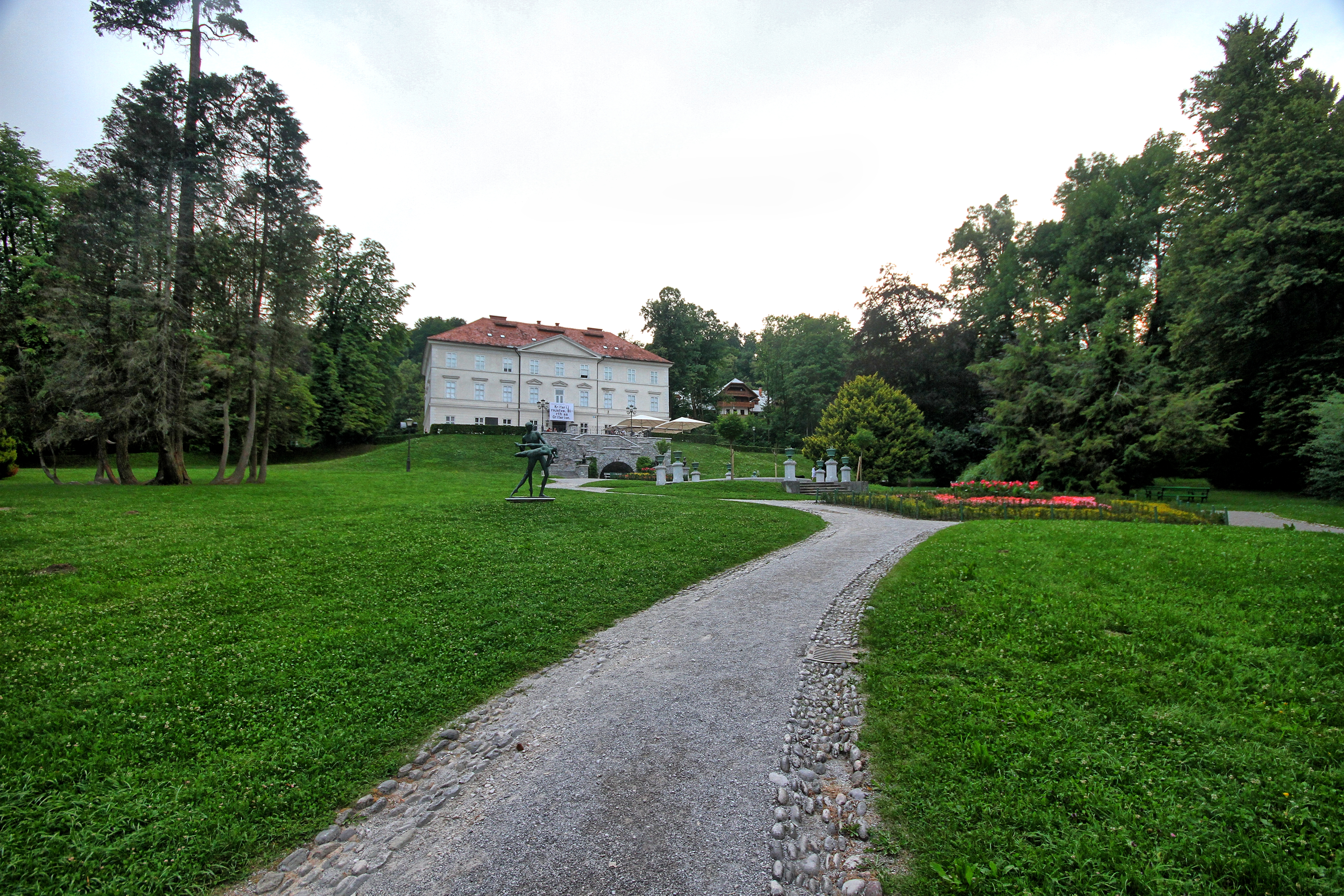
Il parco Tivoli

#### Parco Tivoli
Il parco Tivoli (in sloveno mestni park Tivoli) è il più grande parco della città. Si trova nella zona nord della città tra i distretti centro, Šiška, Vič e Rožnik, al suo interno sono molti i luoghi d'interesse. Secondo il progetto dell'ingegnere francese J. Blanchard del 1813, è nato da vari parchi che circondavano i castelli Podturn e Cekin. Il parco si estende su circa 5 km quadrati.

#### Altri parchi
Tra gli altri parchi in città troviamo:
- Parco Argentina (in sloveno Argentinski park) è un parco situato nel centro di Lubiana. Precedentemente era noto come parco Lenin, venne rinominato negli anni 90 in onore delle relazioni amichevoli tra la Slovenia e l'Argentina. Parte del parco stesso è stata ribattezzata parco della Riforma protestante slovena (park Slovenske reformacije) negli anni 2000.[120]
- Parco Miklošič (in sloveno Miklošičev park) è un parco situato nei pressi di piazza Slovenia dedicato a Franc Miklošič.[121]

## Società

### Evoluzione demografica
Nel 1869 Lubiana contava una popolazione di circa 27 000 abitanti. Raggiunse gli 80 000 abitanti a metà degli anni trenta. Prima del 1996, la città arrivò a superare i 320 000 abitanti. Situazione che si spiega però con la riorganizzazione territoriale dei comuni vicini che vennero considerati appartenenti alla città.
La crescita della popolazione dal 1999 al 2018 si presenta piuttosto stabile, attestandosi a circa 290 000 abitanti.
Censimenti dal 1869 al 2022

### Lingue e dialetti
Il dialetto della città fa parte dei dialetti dell'Alta Carniola, in particolare era usato come linguaggio comune nei romanzi di Branko Gradišnik o in poesie tradotte come Pippi Calzelunghe ad opera dello sloveno Andrej Rozman - Roza.
| %      | Ripartizione linguistica (gruppi principali) |
| ------ | -------------------------------------------- |
| 3,41%  | madrelingua bosniaca                         |
| 3,86%  | madrelingua croata                           |
| 0,08%  | madrelingua italiana                         |
| 3,79%  | madrelingua serbo-croata                     |
| 78,86% | madrelingua slovena                          |
| 4,10%  | madrelingua serba                            |

### Religione
██ Cattolicesimo (39,2%)
██ Non ha risposto (25,4%)
██ Ateismo (19,2%)
██ Chiesa ortodossa (5,5%)
██ Altro (10,7%)
Secondo il censimento del 2008, le religioni praticate a Lubiana rispecchiano la media nazionale, la maggioranza ha dichiarato di essere cattolica.

### Qualità della vita
La giurisdizione della polizia (policija) di Lubiana si estende su una superficie di 4290 km², che rappresenta il 21,2% del paese. Ci sono 18 posti di polizia. Con circa 45 000 reati commessi nel 2007, la giurisdizione della polizia di Lubiana raccoglie più del 50% dei crimini nell'intero paese. In genere, tanto la Slovenia, quanto la città di Lubiana, sono considerate calme e sicure, tra le dieci più sicure al mondo.

## Cultura

### Biblioteche
La Biblioteca nazionale e universitaria della Slovenia è una delle maggiori istituzioni culturali della Slovenia, si trova nel centro di Lubiana. L'edificio è stato costruito tra il 1936 ed il 1941, secondo un progetto di Jože Plečnik del 1930-1931. Al 2019 erano conservati circa 1 502 008 libri, 8700 manoscritti e numerose altre opere e risorse multimediali. Una parte delle opere sono conservate nei magazzini di via Turjaška e strada Leskoškova.

### Scuole
Nel 2019 la città può contare su 46 asili nido, 52 scuole primarie e 32 scuole secondarie, 23 facoltà, 3 accademie e 9 scuole musicali, per un totale di 41 247 studenti.

### Università

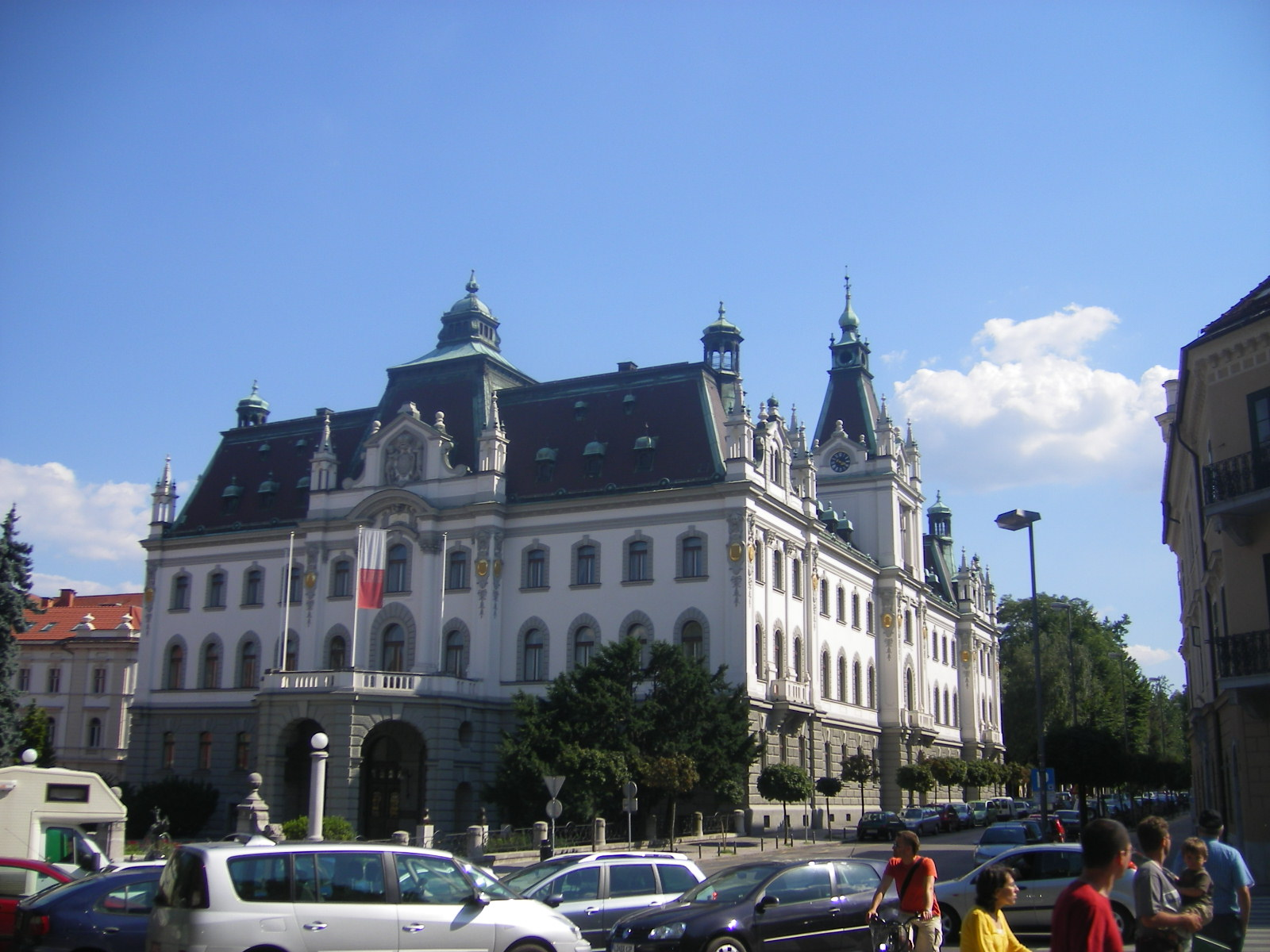
Sede dell'università.

Un settimo della popolazione della città è composto da studenti, il che rende Lubiana una città giovane. L'università è stata fondata nel 1919 e nel 2019 presentava 23 facoltà e tre accademie d'arte. Vengono offerti corsi in lingua slovena su diverse specializzazioni, quali medicina, scienze applicate, arti, diritto e amministrazione. La popolazione studentesca delle università tocca quasi i 48 000 studenti e 6093 tra docenti e personale.

### Musei
Nel 2019 sono all'attivo 13 musei, 41 gallerie d'arte, 11 teatri e 4 orchestre professionali. Fra i principali musei vi era il museo di architettura, il museo delle ferrovie, il museo dello sport, il museo nazionale d'arte contemporanea, il museo della fabbrica della birra, il museo di storia naturale della Slovenia e il museo nazionale etnografico sloveno. La galleria nazionale: (Narodna Galerija), fondata nel 1918, e il museo d'arte moderna (Moderna galerija), accolgono alcuni dei più famosi artisti sloveni come Franz Caucig. Vi è anche un centro dedicato alla cultura alternativa in via Metelko (Metelkova ulica), ospitato in un ex complesso militare austro-ungarico. Questa via ospita club e sale da concerto, che offrono diversi generi musicali.

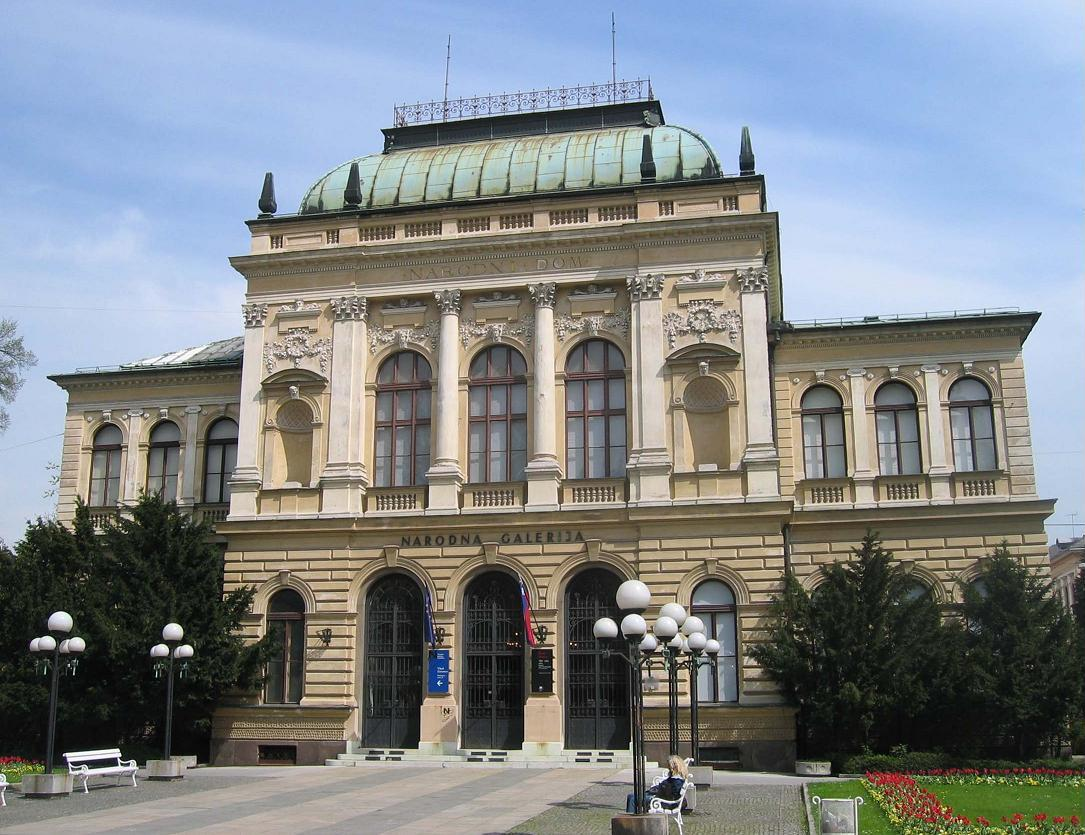
Galleria nazionale della Slovenia

#### Galleria nazionale della Slovenia
La galleria nazionale della Slovenia (in sloveno Narodna Galerija) è una galleria d'arte fondata nel 1918, dopo la dissoluzione dell'Impero austro-ungarico e l'istituzione dello Stato degli Sloveni, Croati e Serbi. Inizialmente era ospitato nel palazzo Kresija di Lubiana, ma venne spostato nella posizione attuale nel 1925. L'attuale edificio è stato costruito nel 1896, durante l'amministrazione del sindaco Ivan Hribar, la cui ambizione era di trasformare Lubiana in una capitale moderna. Il palazzo è stato progettato dall'architetto ceco František Škabrout e venne usato sia come centro culturale sia come sede centrale di varie associazioni culturali slovene. L'attuale edificio si trova nei pressi del parco Tivoli ed è stato completamente rinnovato nel triennio 2013-2016.

#### Museo nazionale della Slovenia
Il Museo nazionale della Slovenia (in sloveno Narodni muzej Slovenije) costruito vicino al parco Tivoli condivide l'edificio con il museo di storia naturale della Slovenia. È il più antico museo del paese e contiene al suo interno una ricca collezione di reperti archeologici, monete ed antiche banconote. Nel museo si trovano vari reperti di epoca preistorica e storica. Si ricordano: un flauto dell'epoca dell'uomo di Neandertal, armi (elmi, lance, ecc.), oggetti personali, utensìli e l'importante situla di Vanče (v secolo a.C.) con fasce a rilievo raffiguranti scene di vita di un importante personaggio dell'epoca. Sono presenti anche vari reperti di epoca romana, tra cui un lapidario e la statua del Cittadino di Emona, opera in bronzo della tarda romanità, un tempo dorata.

#### Museo di storia naturale della Slovenia
Il museo di storia naturale della Slovenia (in sloveno Prirodoslovni muzej Slovenije) è un museo nazionale di storia naturale che raccoglie al suo interno sia contenuti scientifici che didattici. Si tratta della più antica istituzione culturale e scientifica del paese. Si trova vicino al parco Tivoli, al Parlamento sloveno e al teatro dell'Opera. Si può trovare al suo interno uno scheletro di un mammut lanoso.

#### Altri musei e gallerie
A Lubiana si ricordano anche i seguenti musei:

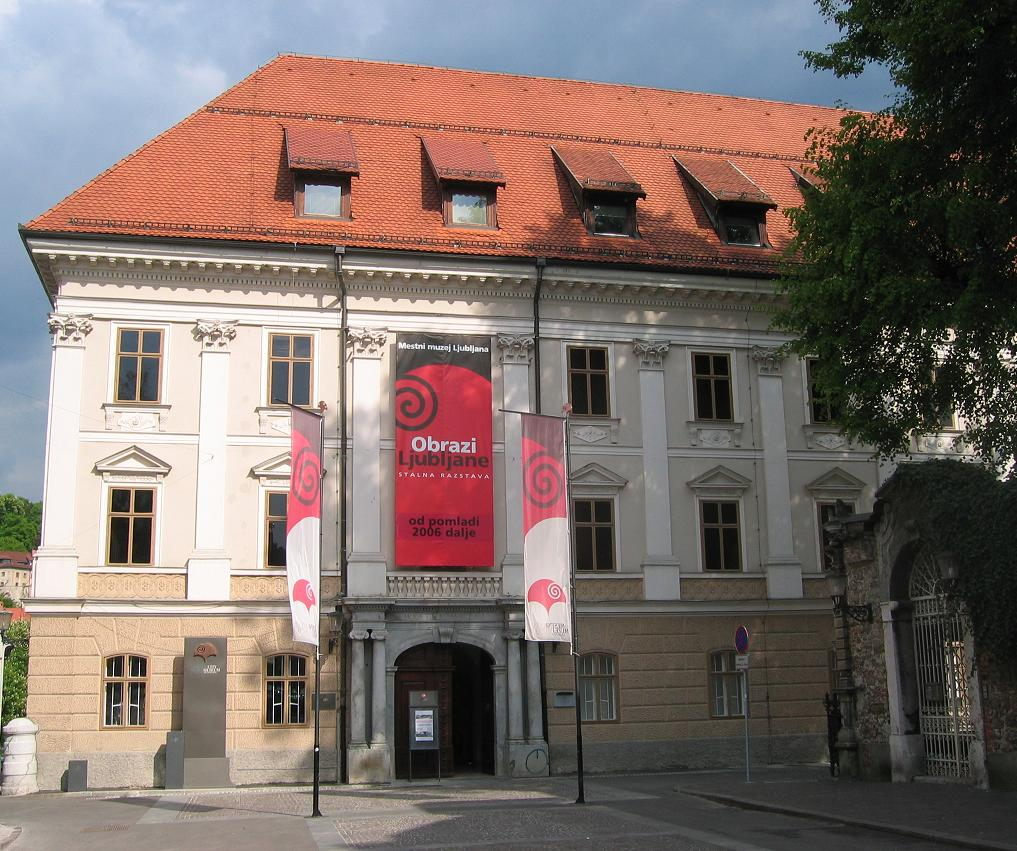
Il museo civico

- Museo della città di Lubiana (in sloveno Mestni muzej Ljubljana) è un museo di storia, ha come obbiettivo raccogliere e raccontare la storia della città della capitale slovena.[142][143]
- Museo di architettura e design (in sloveno Muzej za arhitekturo in oblikovanje) è il museo principale per l'architettura, il design grafico, l'urbanistica e la fotografia. Si trova nel castello di Fužine. Dal 1973 organizza la Biennale del design grafico, è uno dei più vecchi d'Europa.[80][144]
- Museo etnografico sloveno (in sloveno Slovenski etnografski muzej) separato dal museo nazionale della Slovenia nel 1923 conta al suo interno più di 3000 reperti che riguardano il patrimonio etnologico sloveno ed europeo. Vi si possono trovare numerose esposizioni permanenti.[80][145]
- Museo di storia contemporanea (in sloveno Muzej novejše zgodovine Slovenije) è un museo della storia dal XX secolo in poi. Al suo interno si trovano reperti fotografici, libri e molto altro. Vi si trovano materiali che risalgono alla prima e alla seconda guerra mondiale ed al dopo guerra. Sono custoditi anche documenti sulla repubblica di Slovenia.[80][146]
- Galleria Jakopič (in sloveno Galerija Jakopič) ospita opere di autori delle arti visive del design e della fotografia. Il palazzo è stato costruito nel foro dell'antica città romana di Emona. Il tempa principale è l'arte contemporanea.[80][147]
- Galleria ŠKUC (in sloveno Galerija ŠKUC) è la più antica galleria d'arte non nazionale dello stato, al suo interno si trovano opere contemporanee dell'arte figurativa e dell'ex-Jugoslavia come: IRWIN, OHO, Marjetica Potrč e tanti altri.[80][148]
- Museo ferroviario (in sloveno Železniški muzej) al suo interno si trovato una collezione di oltre sessanta locomotive e cinquanta altri veicoli oltre a numerose migliaia di pezzi appartenenti al settore ferroviario.[80][149]
- Il Centro culturale Ivan Cankar (in sloveno Cankarjev dom) il più grande centro congressi della Slovenia situato nei pressi di piazza della Repubblica.

### Media
Giornali
Diversi giornali sono pubblicati in città tra cui Delo, Dnevnik, Slovenia Times, Žurnal24, Podjetnik , Finance, Ekipa.
Emittenti televisive
Diverse emittenti televisive hanno sede nella capitale tra cui: RTV Slovenija (tv pubblica che trasmette TV SLO 1, SLO 2 TV e TV SLO 3) e Šport TV. Kanal A e La stazione POP TV sono emittenti private.
Radio
La città ha inoltre diverse stazioni radio. Oltre a quelle nazionali (Radio Prvi, Ars e Val202) il programma trasmette diverse altre radio commerciali: Radio 1, Radio Antena, Radio Center, Radio Ekspres, Radio Salomon e programmi alternativi Radio Student, Radio Veseljak e Radio Ognjišče.

### Cinema
Elenco di alcuni film girati a Lubiana:
- Class Enemy (2013) di Rok Biček
- The Curse of Valburga (2018) di Tomaž Gorkič[170]

### Musica
La città accoglie nel 1701 la prima accademia filarmonica del Paese. L'accademia ha accolto nel tempo musicisti come Joseph Haydn, Ludwig van Beethoven, Johannes Brahms e Niccolò Paganini. Le sue sale da concerto principali sono la sala Marjan Kozina della sala Filarmonica, situata nei pressi della piazza del Congresso (Kongresni trg) e la sala Gallo della sala Cankar in piazza della Repubblica (trg Republike).

### Narrativa
Il romanzo Veronika decide di morire di Paulo Coelho del 1998 è ambientato a Lubiana.

### Cucina

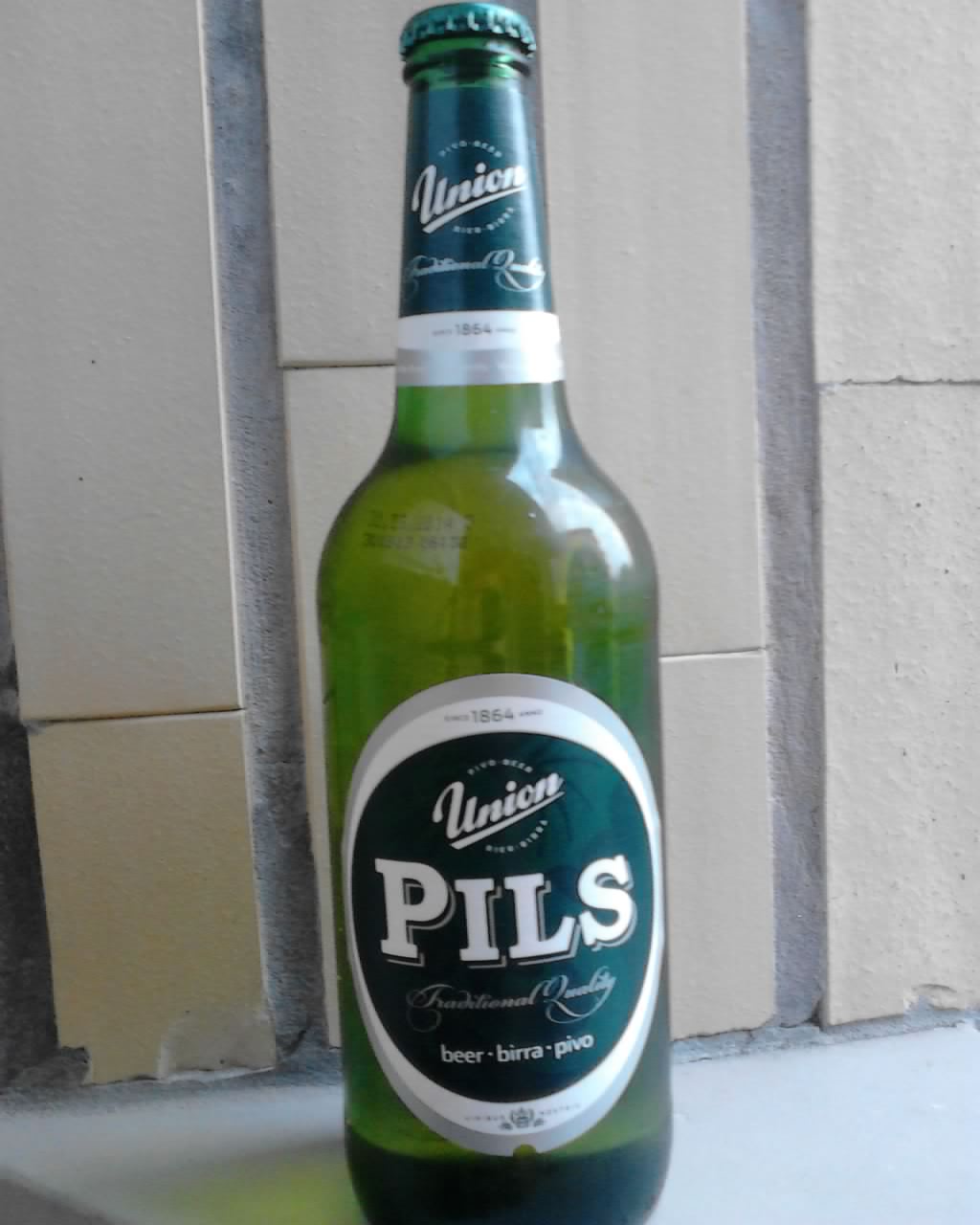
Una bottiglia di birra Union, prodotta in città

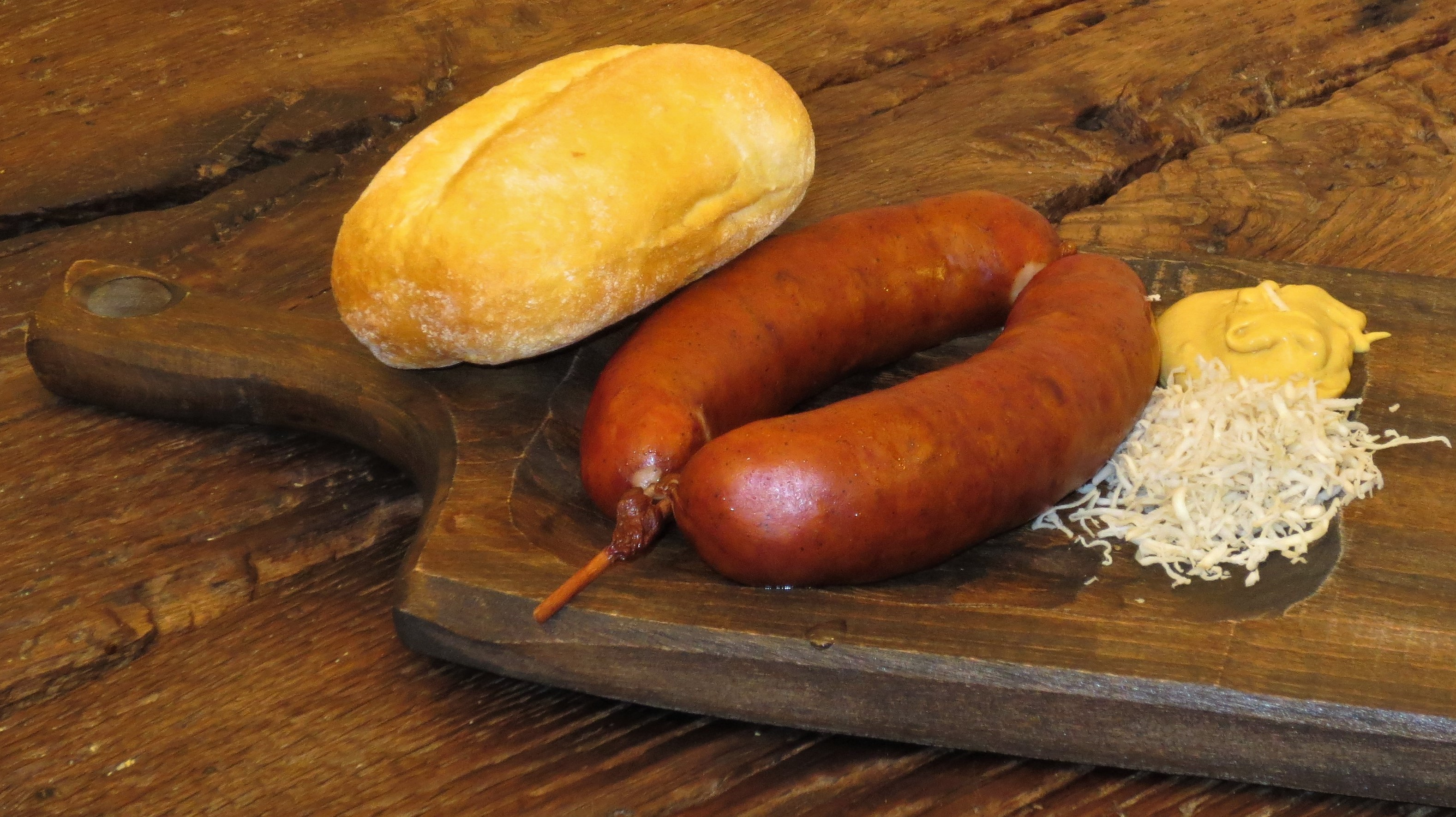
Un piatto di salsiccia carniolana (kranjska klobasa), accompagnato con senape e rafano

La cucina della città durante la sua storia è stata caratterizzata sia dallo stile austro-ungarico, ma anche da influssi provenienti dal Friuli-Venezia Giulia. Gli antipasti tipici sono solitamente a base di salumi; molto famoso è il prosciutto crudo (kraški pršut), prodotto nella regione del Carso.
Tra i primi piatti figurano le zuppe, come per esempio la jota, classica minestra di origine povera, con molti cibi raccolti nei campi come fagioli, crauti, patate e salsiccia ma anche rape, verze, carote e orzo. Molto popolari tra i primi piatti ci sono anche minestre di brodi di manzo, accompagnate con tagliatelle o maltagliati.
Tra i secondi, si distinguono piatti a base di carne, come il gulasch (golaž), la salsiccia carniolana (kranjska klobasa) solitamente accompagnata con una salsa a base di rafano, oppure la cotoletta alla lubianese (ljubljanska), servita con patate in tecia o crauti.
I dolci più diffusi sono la gubana potica, un dolce di pasta sfoglia con al suo interno un ripieno tipico di frutta secca tipico dei mesi freddi e gli struccoli (štruklji) fatti da un rotolo di pasta di uova farina e ricotta, dove al suo interno si possono trovare molti ingredienti a seconda della regione, oppure le crepe lubianesi, farcite con ricotta e dragoncello. La grappa a base di mele, pere prugne o ciliegie è diffusa nei pasti, oppure uno lo slivovitz, distillato prodotto dalle prugne. A Lubiana si trovano infine gli stabilimenti della birreria Union, una delle più rinomate dell'intero Paese.
Nella città è possibile degustare numerosi vini di origine slovena. Dal Carso provengono vini tipicamente bianchi come il Ribolla, ma anche rossi come il Terrano, dalla Slovenia pannonica sono degne di nota le uve Welschriesling per il vino bianco e le uve žametna črnina per il vino rosso. Dalla Bassa Carniola invece è apprezzabile il vino cviček.
Il caffè (kava) che viene tipicamente servito con un bicchiere d'acqua risulta essere più lungo.

### Eventi
Gli eventi più importanti della città sono la maratona di Lubiana, che si svolge periodicamente l'ultima settimana di ottobre e la giornata medievale nel mese di settembre.
Ogni anno oltre 10 000 eventi culturali si svolgono nella città, oltre ai dieci festival internazionali di teatro, musica e arte. Vengono organizzati festival musicali di musica classica e jazz, come il Summer Festival (Ljubljanski poletni festival), 2021 giunto alla sua sessantanovesima edizione.

## Geografia antropica

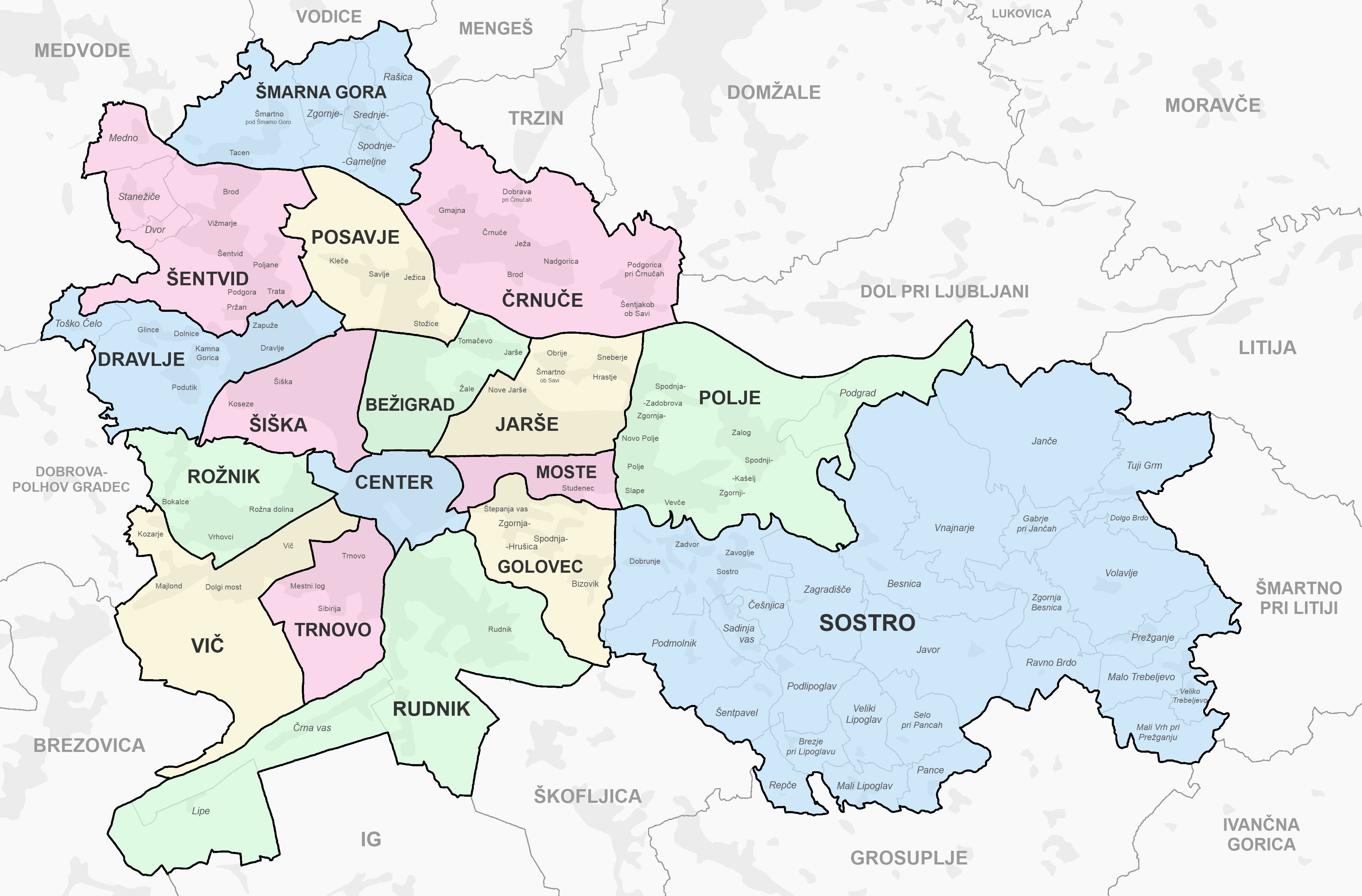
Mappa dei distretti di Lubiana

La città di Lubiana è suddivisa in 17 distretti (mestna četrt):
- Bežigrad
- Centro
- Črnuče
- Dravlje
- Golovec
- Jarše
- Moste
- Polje
- Posavje
- Rožnik
- Rudnik
- Sostro
- Šentvid
- Šiška
- Šmarna Gor
- Trnovo
- Vič

I 17 distretti di Lubiana sono ulteriormente suddivisi in 37 insediamenti (naselija):
- Besnica
- Brezje pri Lipoglavu
- Dolgo Brdo
- Dvor
- Češnjica
- Črna Vas
- Gabrje pri Jančah
- Janče
- Javor
- Lipe
- Lubiana, insediamento capoluogo comunale
- Mali Lipoglav
- Mali Vrh pri Prežganju
- Malo Trebeljevo
- Medno
- Pance
- Podgrad
- Podlipoglav
- Podmolnik
- Prežganje
- Ravno Brdo
- Rašica
- Repče
- Sadinja Vas
- Selo pri Pancah
- Spodnje Gameljne
- Srednje Gameljne
- Stanežiče
- Šentpavel
- Toško Čelo
- Tuji Grm
- Veliki Lipoglav
- Veliko Trebeljevo
- Vnajnarje
- Volavlje
- Zagradišče
- Zgornja Besnica
- Zgornje Gameljne

## Economia

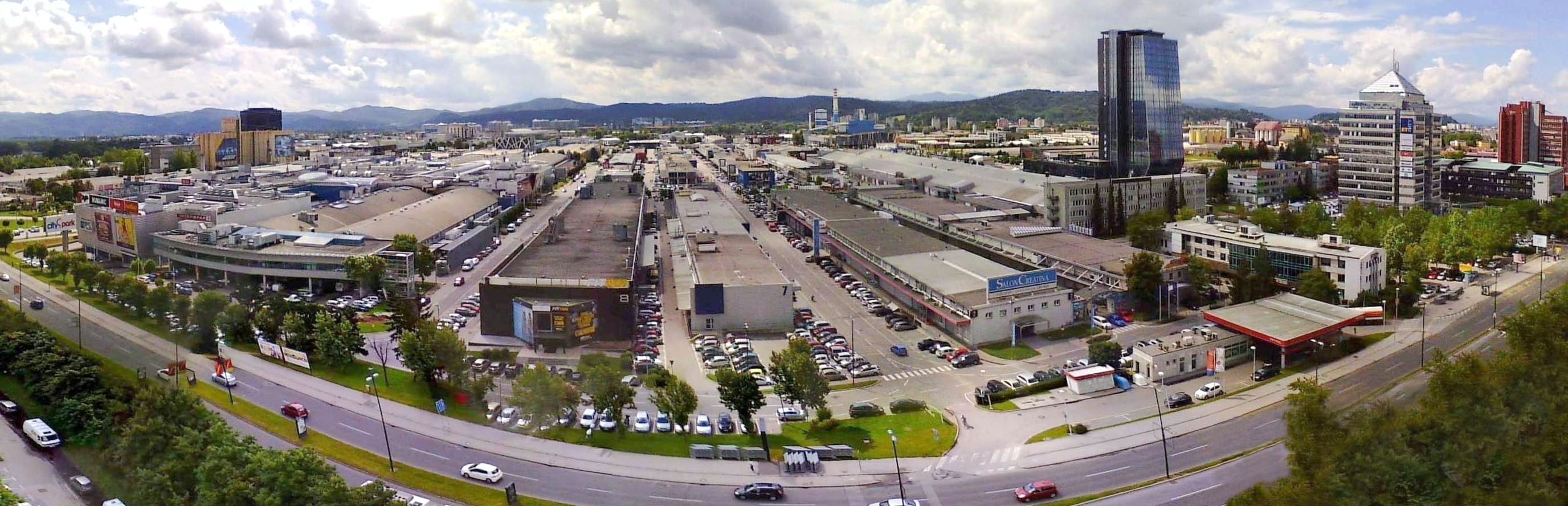
Panorama dell'area commerciale BTC, nell'insediamento di Moste.

La regione statistica di Lubiana (Osrednjeslovenska) produce gran parte dei beni di consumo fabbricati nel paese, e al pari vede nel turismo un'importante voce nella sua bilancia economica. Nel 2017 la popolazione attiva era di circa 266 795 unità rispetto ad una media nazionale dell'4,8%.
Il PIL pro capite medio mensile nella regione di Lubiana nel 2017 era di 1231,47 euro.
L'industria rimane il settore che assorbe la fetta principale della forza lavoro della città, soprattutto nel settore farmaceutico, petrolchimico e alimentare. Altri settori comprendono quello banche, finanza, trasporti, edilizia, commercio e turismo. Il settore pubblico offre occupazione nel settore dell'istruzione, cultura, assistenza sanitaria e amministrazione.
Per quanto riguarda il settore turistico nel 2019 si sono registrati 2 179 916 pernottamenti in città, su un totale di oltre 15 milioni di pernottamenti per tutta la Slovenia.
Si sono contati 377 954 turisti che si sono avvalsi delle strutture ricettive di Lubiana, mentre il totale della Slovenia ammontava a 12 681 178, tanto da creare problemi con la popolazione residente.
La borsa di Lubiana (Ljubljanska borsa), è stata acquisita nel 2008 dalla Borsa valori di Vienna che ospita le grandi società slovene. Una parte di esse hanno la loro sede nella regione della capitale. Tra le principali società si distinguono Mercator (distribuzione), Petrol d.d. (compagnia petrolifera), Telekom Slovenije (telecomunicazioni). Ci sono più di 15 000 imprese in città soprattutto nel settore dei servizi. Dal 2015 è controllata dalla borsa di Zagabria.
Nell'insediamento di Moste, nella periferia della città, è presente un'area commerciale BTC, dove sono presenti numerose aziende ed oltre 450 negozi, con 475 000 metri quadrati è il più grande centro commerciale, ricreativo e culturale della Slovenia. Annualmente può contare circa 21 milioni di presenze.

## Infrastrutture e trasporti

### Strade

Mappa delle principali strade della città. È ben visibile l'anello di superstrade ed autostrade che circonda la capitale

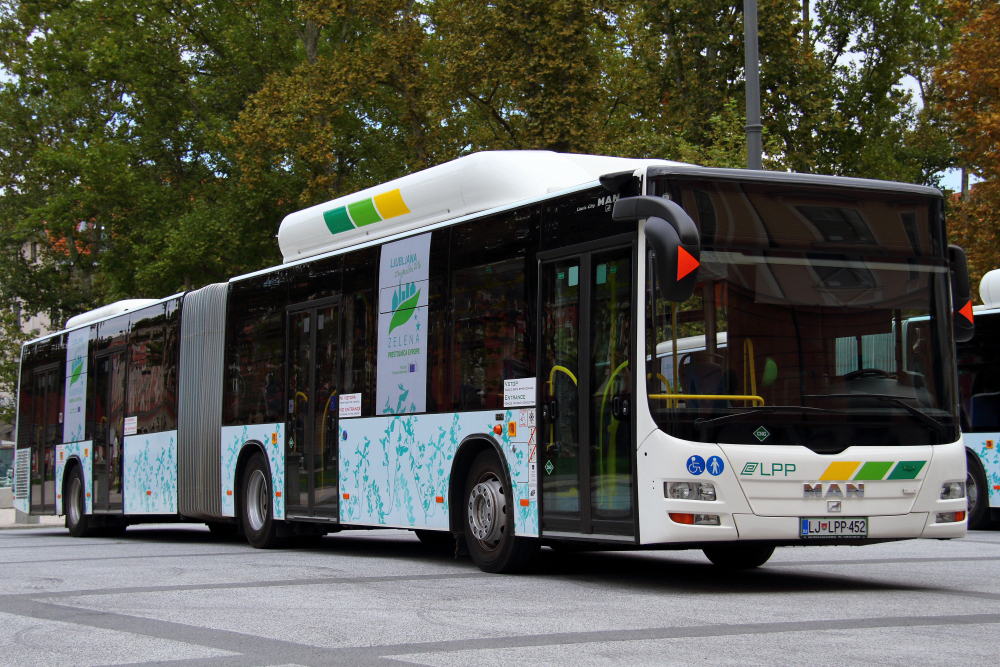
Un MAN Lion's City autosnodato della LPP alimentato a CNG

Crocevia tra l'Europa mediterranea, l'europa centrale e la penisola balcanica, la città è il centro della rete autostradale slovena. Lubiana è servita da due autostrade: la A1, che la collega velocemente a ovest con Capodistria, Trieste e Venezia e a nord-est con Maribor, Graz e Vienna e la A2, costruita ai tempi della Jugoslavia e conosciuta anche come autostrada della fratellanza e dell'unità, che la collega a nord-ovest con Villaco, Klagenfurt e Salisburgo attraverso il traforo delle Caravanche e a sud-est con Zagabria e Belgrado. Le due autostrade, assieme alla superstrada H3, formano un anello di strade a scorrimento veloce che circonda la città. Fino al luglio 2008 veniva applicato un sistema di pedaggio, ma da allora è stato sostituito da un sistema di vignette autostradali in vigore durante tutto l'arco dell'anno, semestrale o settimanale. La città è toccata dall'itinerario di 4 strade europee: E61, E70, E57 e E59.

### Ferrovie

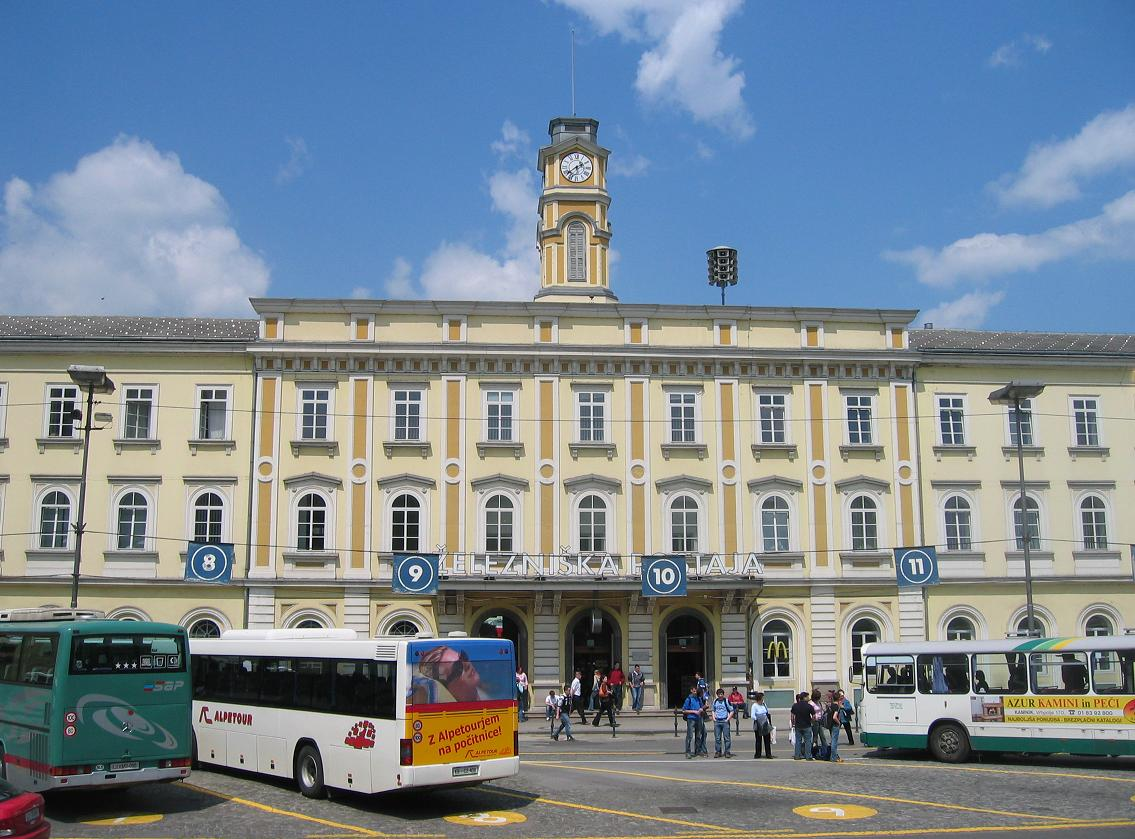
La stazione di Lubiana.

Dalla stazione di Lubiana è possibile raggiungere la Germania e la Croazia con la linea Monaco-Salisburgo-Lubiana-Zagabria. Una seconda linea, detta ferrovia Meridionale (Vienna-Trieste), collega Lubiana a Maribor e all'Austria (Graz) da un lato, e all'Italia (Venezia e Udine) dall'altro. Una terza linea collega la Slovenia a Budapest in Ungheria. Dal 9 settembre 2018 sono stati reintrodotti due collegamenti diretti con la stazione di Trieste Centrale (sospesi l'11 dicembre 2011), di cui uno di questi raggiunge anche Udine. Dal 2014, le ferrovie slovene (Slovenske železnice) operano vari collegamenti diretti con la stazione di Villa Opicina, nell'omonima frazione del capoluogo giuliano.
Intorno al comune cittadino esiste inoltre un servizio di ferrovia metropolitano delle ferrovie slovene, che effettua servizio in 15 stazioni del territorio comunale quali: Lubiana (Ljubljana), Lubiana Zalog (Ljubljana Zalog), Lubiana Polje (Ljubljana Polje), Lubiana BTC City (Ljubljana BTC), Lubiana Rakovnik (Ljubljana Rakovnik), Lubiana Vodmat (Ljubljana Vodmat), Brezovica, Lubiana Tivoli (Ljubljana Tivoli), Medno, Lubiana Vižmarje (Ljubljana Vižmarje), Lubiana Stegne (Ljubljana Stegne), Litostroj, Lubiana Črnuče (Ljubljana Črnuče), Lubiana Ježica (Ljubljana Ježica), Lubiana Brinje (Ljubljana Brinje).

### Aeroporti
L'aeroporto di Lubiana-Brnik è l'unico della città. È situato 26 km a nord di essa ed è collegato con numerose destinazioni in Europa, Amsterdam, Belgrado, Bruxelles, Budapest, Helsinki, Londra, Parigi, Praga e Vienna. Ospita, fra le altre, le compagnie aeree di Air France, EasyJet, Finnair e Wizz Air. Nel 2022 contava 970 152 passeggeri.

### Mobilità urbana

#### Autobus

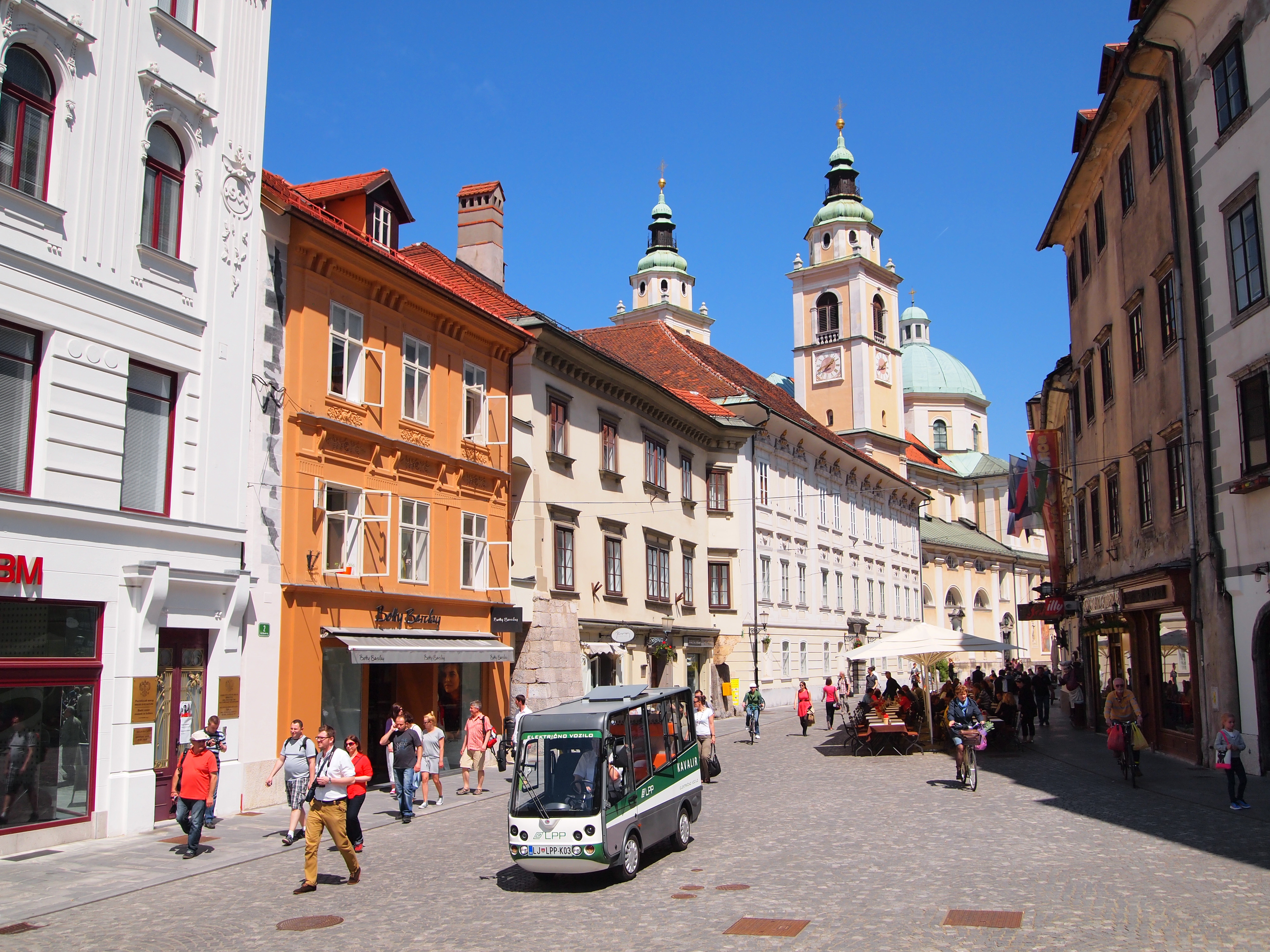
Un kavalir (ovvero cavaliere), piccolo mezzo elettrico che gira nel centro storico di Lubiana a seguito della sua pedonalizzazione

In città, la rete di autobus è l'unico mezzo di trasporto pubblico. La rete di trasporto pubblico, gestita dalla Ljubljanski potniški promet, copre in maniera capillare gran parte della città e ha come snodo centrale il piazzale antistante la stazione ferroviaria. Il parco mezzi consta di circa 213 veicoli, di cui più della metà autosnodati a basso impatto ambientale. Il pagamento dell'autobus avviene dal 2009 attraverso la tessera dei trasporti pubblici Urbana oppure via smartphone.
Altro mezzo di trasporto diventato molto popolare negli ultimi anni è il Kavalir (ovvero cavaliere), delle piccole vetture elettriche a cinque posti che girano per il centro storico della città. Questi mezzi, prenotabili gratuitamente anche attraverso lo smartphone, non seguono un percorso prestabilito e possono fermarsi a seconda delle esigenze dell'utente. Questo innovativo servizio è stato premiato dall'Unione europea come forma di trasporto sostenibile.

#### Biciclette
Supportato da una sviluppata rete di piste ciclabili, nel 2011 è stato inaugurato il servizio di bike-sharing della città, il BicikeLJ, che mette a disposizione oltre 600 mezzi in 62 ciclostazioni, situate nell'area centrale della città. Si stima che 2500 utenti utilizzino quotidianamente il servizio.

## Amministrazione

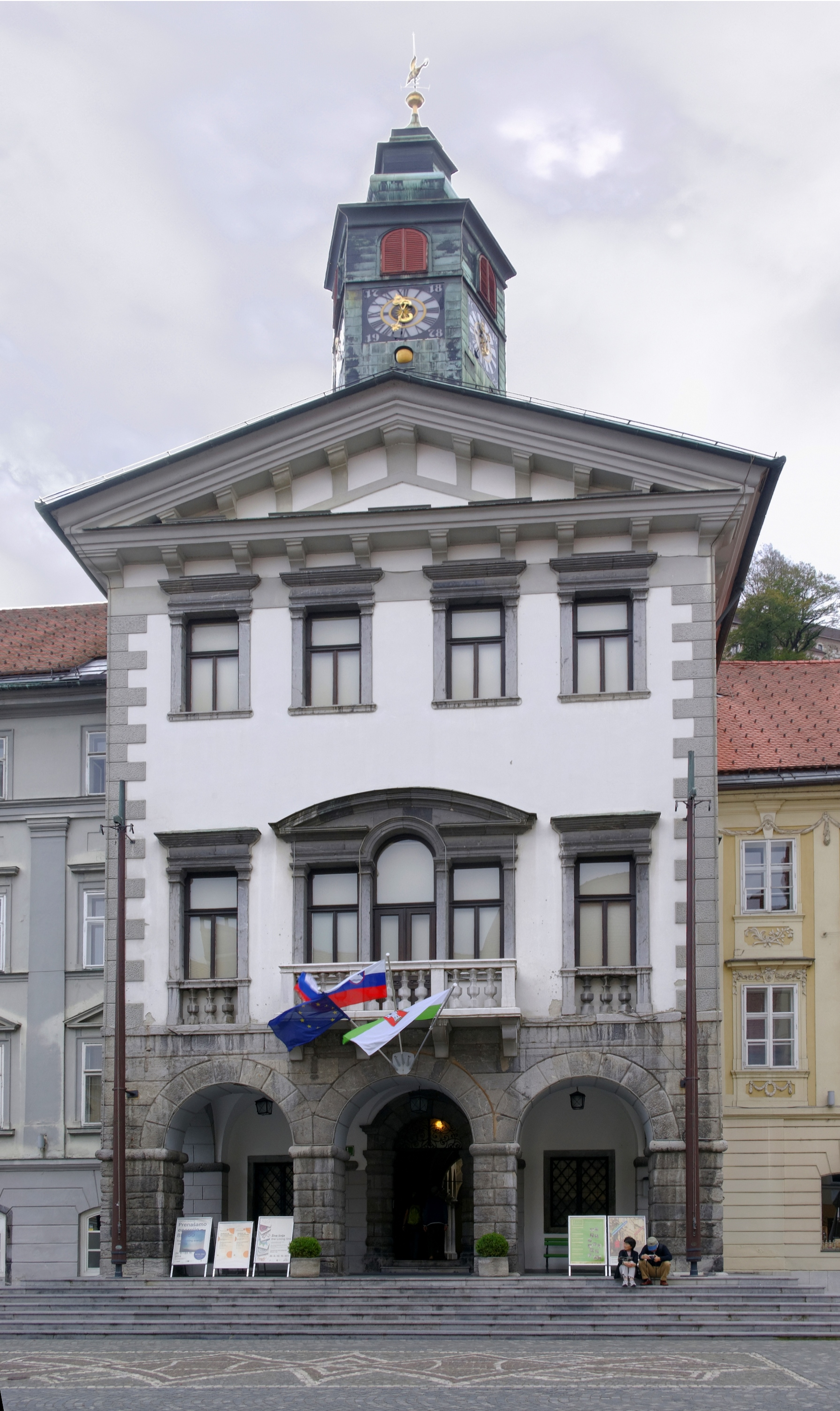
Municipio, sede del Comune di Lubiana

Le elezioni municipali si svolgono ogni quattro anni. L'attuale sindaco della città è Zoran Jankovič, rieletto nel 2018 per il suo quarto mandato da primo cittadino. Il consiglio comunale approva il bilancio ed è assistito da diversi assessorati che operano nei settori della salute, sport, finanza, istruzione, protezione ambientale e turismo.. Segue la tabella in cui riportati brevemente i sindaci della città eletti a partire dal 1986.
| Periodo    | Periodo    | Primo cittadino | Partito                         | Carica  | Note                                |
| ---------- | ---------- | --------------- | ------------------------------- | ------- | ----------------------------------- |
| 1986       | 1990       | Nuša Kerševan   |                                 | sindaco | seconda donna a ricoprire la carica |
| 1990       | 1994       | Jože Strgar     | DEMOS                           | sindaco |                                     |
| 1994       | 1998       | Dimitrij Rupel  | Democrazia Liberale di Slovenia | sindaco |                                     |
| 1998       | 2002       | Vika Potočnik   | Slovenia Positiva               | sindaco |                                     |
| 2002       | 2006       | Danica Simšič   | Slovenia Positiva               | sindaco |                                     |
| 17/9/2006  | 21/12/2011 | Zoran Janković  | Slovenia Positiva               | sindaco |                                     |
| 22/12/2011 | 11/4/2012  | Aleš Čerin      | Lista Zorana Jankovića          | sindaco |                                     |
| 11/4/2012  | in carica  | Zoran Janković  | Slovenia Positiva               | sindaco |                                     |

### Gemellaggi
- Pesaro, dal 16 marzo 1964[204]
- Parma, dal 11 aprile 1964[205]
- Chemnitz, dal 17 ottobre 1966 [206]
- Bratislava, dal 4 marzo 1967, rinnovato il 22 settembre 2022[207]
- Susa, dal 27 luglio 1969[208]
- Cleveland , dal 25 luglio 1975[208]
- Wiesbaden, dal 30 marzo 1977[208]
- Tbilisi, dal 7 ottobre 1977[208]
- Leverkusen, dal 30 agosto 1979[208]
- Fiume, dal 23 ottobre 1979[209]
- Chengdu, dal 25 ottobre 1981[208]
- Porto Tolero, dal 28 gennaio 1982[208]
- Vienna, dal 1 luglio 1999,rinnovato nel 2007,2012,2016[208]
- Atene, dal 1 marzo 2000[208]
- Mosca, dal 20 maggio 2000[208]
- Zagabria, dal 21 febbraio 2001[208]
- Oblast' di Mosca, dal 26 febbraio 2001[208]
- Graz, dal 4 ottobre 2001[210] dal 2001
- Sarajevo, dal 24 gennaio 2002[208]
- Bruxelles, dal 28 aprile 2004[208]
- Skopje, dal 23 aprile 2007[208]
- Belgrado, dal 24 novembre 2010[208]
- Baku, dal 29 agosto 2013[208]
- Fujaira, dal 21 gennaio 2014[208]
- Ankara, dal 29 agosto 2013[208]

Il 18 febbraio 2008 ha firmato un accordo di collaborazione con:
- Trieste

## Sport

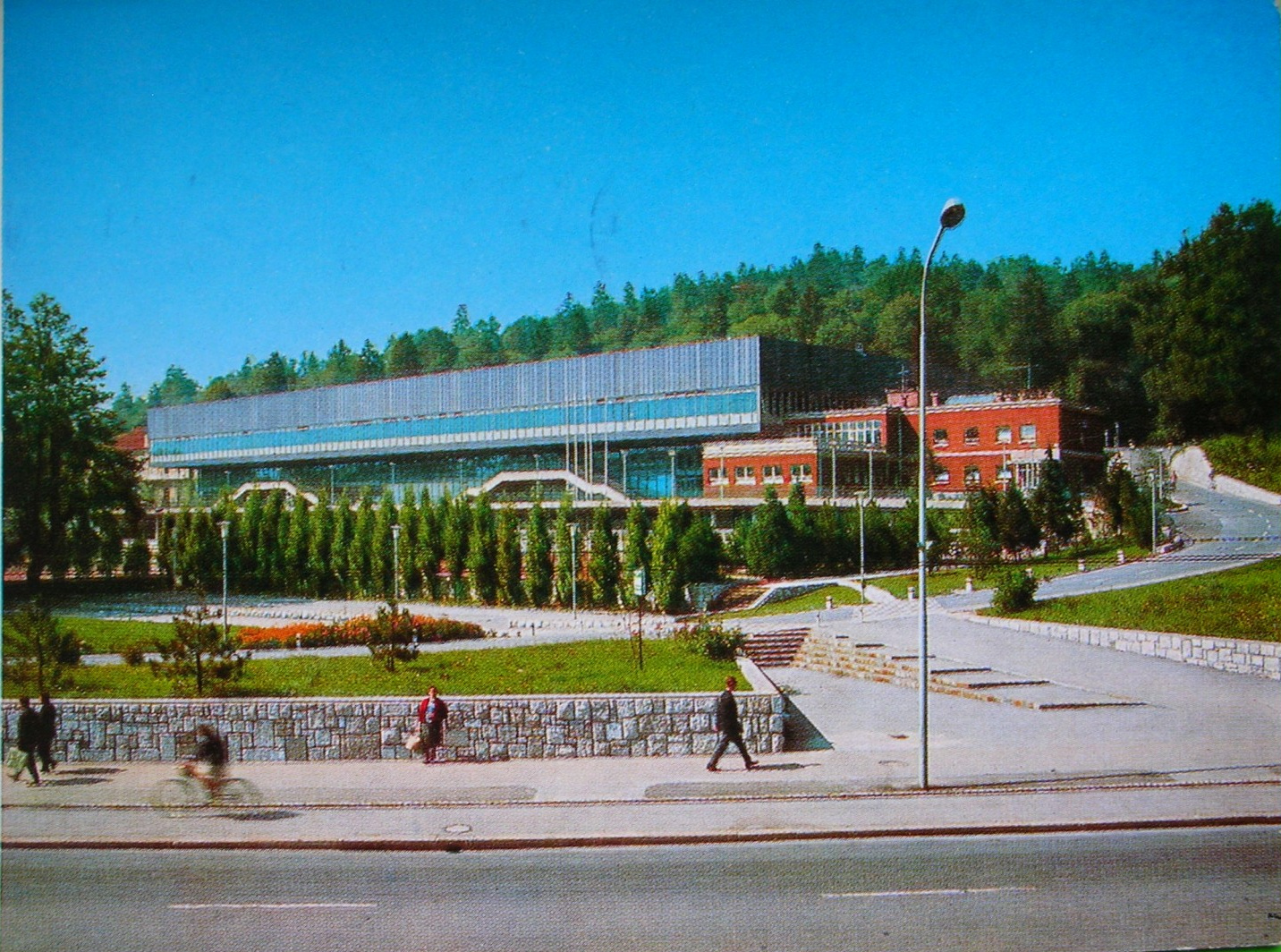
Veduta della Hala Tivoli, casa di numerose squadre sportive della città, in una foto del 1966

A cavallo degli anni 1925-1938 venne fatto progettare a Jože Plečnik lo stadio Bežigrad di Lubiana, ora dismesso e sostituito dallo stadio Stožice, chiamato anche stadio Centrale, utilizzato prevalentemente per le manifestazioni calcistiche. HD HS Olimpija, ŠD Alfa, HK Slavija Lubiana e HDD ZM Olimpija sono le squadre di hockey su ghiaccio di Lubiana, tutte giocano nel campionato sloveno ed alcune nel campionato austriaco.
Nel basket le squadre sono lo Slovan Lubiana, ŽKD Ježica Lubiana e la KK Union Olimpija. La KK Union Olimpija ha come mascotte un drago verde e gioca le sue partite nella Hala Tivoli che dispone di 6.000 posti a sedere.
Questo spazio ospita anche la squadra di hockey dell'HDD ZM Olimpija, come anche la squadra di hockey HDD ZM Olimpija. Le squadre di calcio della città che militano nella prima lega slovena sono l'Olimpia Lubiana e l'Interblock Lubiana.
Nella pallamano il club principale della città è l'RD Slovan, che vanta una finale di Coppa dei Campioni nell'edizione 1980-81.
Nello sci alpino, l'atleta Urška Hrovat, in attività negli anni novanta, fu in grado in carriera di aggiudicarsi cinque vittorie in Coppa del Mondo, tutte in slalom speciale. Dal 2010, Tina Maze campionessa olimpica nella discesa libera e nello slalom gigante a Soči 2014, nel suo palmarès vanta anche quattro ori iridati, una Coppa del Mondo generale e due Coppe di specialità. Le piste di sci alpino più vicine alla città si trovano a 30 km nord-ovest nei pressi di Kamnik. La stazione di Krvavec ha dieci impianti di risalti per un totale di 35 km di piste.
Nell'atletica leggera la velocista dei 100 e 200 metri è Merlene Ottey, velocista giamaicana naturalizzata slovena.
Nella città dal 1996 si corre una maratona tipicamente nell'ultimo fine settimana di ottobre.
Lo stadio Stožice è uno stadio polivalente, progettato dallo studio sloveno Sadar+Vuga, ed è l'impianto sportivo più importante della nazione. Nello stadio disputa le sue partite casalinghe l'Olimpia Lubiana. Inoltre, è una delle due sedi principali della nazionale di calcio della Slovenia. Lo stadio può ospitare anche concerti ed eventi culturali.
Nella città c'è anche l'arena Stožice, un impianto sportivo coperto utilizzato per varie discipline sportive e come sede di concerti musicali.

### Annotazioni
1. ↑  Regione corrispondente all'attuale Slovenia centro-occidentale, nella quale è situata anche Lubiana.
2. ↑  A differenza del 1511, Lubiana venne ricostruita in stile Nouveau.

### Fonti
1. ↑   Statistiche slovene, su pxweb.stat.si.
2. ↑  In sloveno i nomi degli abitanti di città si scrivono con la maiuscola.
3. ↑  Giorno della liberazione.
4. ↑  (DE) Max Mangold, Duden Aussprachewörterbuch, a cura di Franziska Münzberg, 6ª ed., Mannheim, Bibliographisches Institut & F.A. Brockhaus AG, 2006,  p. 515, ISBN 3-411-04066-1.
5. ↑  (DE) Laibach/Ljubljana, su ome-lexikon.uni-oldenburg.de.
6. ↑  (SL, EN) Vojka Vuk Dirnberk, Tomaž Valantič, Statistični portret Slovenije v EU 2010 [Statistiche slovene nell'Unione Europea 2010] (PDF), Statistical Office of the Republic of Slovenia, ISSN 1854-5734 (WC · ACNP). URL consultato l'8 gennaio 2020 (archiviato il 16 ottobre 2011).
7. ↑   Zavodnik Lamovšek, Alma. Drobne, Samo. Žaucer, Tadej, Small and Medium-Size Towns as the Basis of Polycentric Urban Development [Città di piccole e medie dimensioni come base dello sviluppo urbano policentrico] (PDF), in Geodetski Vestnik, vol. 52, n. 2, Association of Surveyors of Slovenia, 2008,  p. 303, ISSN 0351-0271 (WC · ACNP). URL consultato l'8 gennaio 2020 (archiviato il 14 ottobre 2017).
8. 1 2   SI-STAT Data Portal – Population by age and sex, municipalities, Slovenia, half-yearly, su pxweb.stat.si. URL consultato il 1º febbraio 2020 (archiviato il 1º febbraio 2020).
9. ↑   Population by SEX, MUNICIPALITIES, HALF-YEAR and AGE, su PX-Web. URL consultato il 25 agosto 2020.
10. ↑   Il fiume ljubljanica e i suoi ponti, su visitljubljana.com.
11. ↑   Lubiana. Capitale Mondiale del Libro 2010, su imieilibri.it. URL consultato il 30 dicembre 2020 (archiviato dall'url originale il 5 marzo 2021).
12. ↑   Lubiana è la capitale verde europea per il 2016, su rainews. URL consultato il 7 gennaio 2020.
13. ↑   Vanessa Tarquini, Lubiana capitale verde europea 2016: verde, attiva, sana, su architetturaecosostenibile.it. URL consultato l'8 gennaio 2020.
14. 1 2 3 4 5 6 7 8 9 10 11 12 13 14 15 16 17 18 19 20  (SL, EN) Ljubljana in figures [Lubiana in cifre], su ljubljana.si, Comune di Lubiana. URL consultato il 1º febbraio 2020.
15. 1 2 3 4 5 6  (EN) About Ljubljana [Lubiana], su ljubljana.si. URL consultato il 1º febbraio 2020.
16. 1 2 3   Description Ljubljana, su slovenia.info. URL consultato il 7 gennaio 2020.
17. ↑  (EN) Geological map of Slovenia [Mappa geologia della slovenia], su researchgate.net. URL consultato il 2 febbraio 2020.
18. 1 2  (EN) Sismologia in Slovenia, su arso.gov.si, Enviromental Agency of the Republic of Slovenia. URL consultato il 1º febbraio 2020 (archiviato dall'url originale il 19 luglio 2013).
19. 1 2  (EN) City of Lubiana Profile [Profilo della città di Lubiana] (PDF), su ljubljana.si. URL consultato il 2 febbraio 2020.
20. 1 2 3 4 5  (EN) Ljubljana, Slovenia Köppen Climate Classification (Weatherbase) [Lubiana, Slovenia Classificazione climatica], su Weatherbase. URL consultato il 7 gennaio 2020 (archiviato il 24 febbraio 2019).
21. 1 2 3 4 5  (EN) Modern climate change in Slovenia [Il clima moderno cambia in Slovenia], su ResearchGate. URL consultato il 7 gennaio 2020.
22. ↑  (NL) The climate in Slovenia, su wegenvignetten. URL consultato il 18 gennaio 2019.
23. ↑  (EN) World Weather Information Service – Ljubljana, su worldweather.wmo.int. URL consultato il 1º febbraio 2020 (archiviato il 2 settembre 2011).
24. ↑  (DE) Deutsche Bezeichnung gemäß Bundesinstitut für Kultur und Geschichte der Deutschen im östlichen Europa (BKGE), su ome-lexikon.uni-oldenburg.de.
25. 1 2 3 4 5   Daniel Mallinus, La Yougoslaviae, Bruxelles, Artis-Historia, 1988,  pp. 37-39.
26. ↑  Secondo una leggenda sotto la cappella dedicata a San Giorgio, all'interno del castello, fu sepolto il drago ucciso dal santo. Secondo un'altra tradizione, dalle paludi a sud di Lubiana, prima della bonifica, si sprigionavano vampate di fuoco prodotte dal metano che giungeva in superficie. Nelle giornate brumose le fiamme evocavano agli abitanti della regione gli sbuffi messi dalle fauci di un drago. ("Il simbolo di Lubiana", Slovenia, Touring Editore, Guide d'Europa, pag. 63, Milano, 2015).
27. 1 2  (EN) Storia di Lubiana, i primi insediamenti, su ljubljana.si. URL consultato il 1º febbraio 2020 (archiviato il 27 maggio 2019).
28. 1 2 3 4 5  (EN) Times of Roman Emona [Epoca romana], su ljubljana.si. URL consultato il 1º febbraio 2020.
29. ↑  (FR) Aufstieg und Niedergang der römischen Welt,  p. 343. URL consultato il 1º febbraio 2020.
30. 1 2   EMONA in "Enciclopedia dell'Arte Antica", su treccani.it. URL consultato il 30 agosto 2020.
31. ↑  (EN) Colonia Iulia Aemona, su culture.si. URL consultato il 1º febbraio 2020.
32. ↑  (EN) Colonia Iulia Aemona, su culture.si. URL consultato il 1º febbraio 2020 (archiviato il 1º febbraio 2020).
33. ↑  (SL, EN) Ljubljana in figures [Lubiana in cifre], su ljubljana.si, Comune di Lubiana. URL consultato il 1º febbraio 2020.
34. 1 2  (EN) Renaissance and Baroque [Rinascimento e barocco], su ljubljana.si. URL consultato il 1º febbraio 2020 (archiviato il 1º febbraio 2020).
35. 1 2 3 4 5 6 7 8 9 10  (EN) Ljubljana in the 18th and 19th centuries [Lubiana nel XVII e XIX secolo], su ljubljana.si. URL consultato il 1º febbraio 2020 (archiviato il 1º febbraio 2020).
36. ↑   About Ljubljana – Ljubljana [Lubiana], su ljubljana.si. URL consultato il 1º febbraio 2020 (archiviato il 16 maggio 2020).
37. ↑   LUBIANA come museo all'aperto - Curiosità di cronaca, su burger.si. URL consultato il 1º febbraio 2020 (archiviato il 1º febbraio 2020).
38. ↑   Tito nell'Enciclopedia Treccani, su treccani.it. URL consultato il 3 febbraio 2020 (archiviato dall'url originale il 19 settembre 2019).
39. ↑   Branko Furlan, Costituzione della Repubblica di Slovenia (PDF), su fotogalerija.dz-rs.si, Assemblea della Repubblica di Slovenia. URL consultato l'8 gennaio 2020.
40. ↑   Turismo a Lubiana, su triesteallnews.it.
41. ↑  (EN) Vision of Ljubljana 2025, su ljubljana.si. URL consultato il 1º febbraio 2020.
42. ↑   Lubiana è la capitale verde europea per il 2016, su rainews.it. URL consultato l'8 gennaio 2020.
43. ↑   I segreti di Lubiana, capitale green d’Europa per il 2016. Una città modello, su nonsprecare.it. URL consultato il 1º febbraio 2020 (archiviato il 1º febbraio 2020).
44. ↑  (EN) Extraordinary effects of the title of Ljubljana, European Best Destination 2022 [Lubiana, miglior destinazione europea 2022], su ljubljana.si. URL consultato il 10 marzo 2023.
45. ↑   C. Abdunur, ARCH'01: Troisième conferénce internationale sur les ponts en arc, Presses des Ponts, 2001,  p. 124, ISBN 978-2-85978-347-1.
46. ↑  (EN) Comune di Lubiana stemma, su ljubljana.si. URL consultato il 9 febbraio 2020 (archiviato il 9 luglio 2020).
47. ↑   Comune di Lubiana (LJ), su araldicacivica.it. URL consultato il 9 febbraio 2020 (archiviato dall'url originale il 13 agosto 2020).
48. ↑  (SR) Narodni heroji Jugoslavije (PDF), Belgrado, Mladost, 1975. URL consultato il 15 febbraio 2020 (archiviato dall'url originale il 28 luglio 2011).
49. ↑  (SL) Ivan Jakič e Državna založba Slovenije, Vsi slovenski gradovi: leksikon slovenske grajske zapuščine [Tutti i castelli sloveni: un lessico dell'eredità del castello sloveno], 1999,  p. 191, ISBN 86-341-2325-1.
50. ↑   Lubiana barocca, su Visit Ljubljana. URL consultato il 1º febbraio 2020.
51. 1 2   Art Nouveau Lubiana, su Visit Ljubljana. URL consultato il 1º febbraio 2020.
52. ↑   25° Biennale Design di Lubiana: Faraway, So Close Idee Interior Designer, su habitissimo.it. URL consultato il 1º febbraio 2020 (archiviato il 7 novembre 2017).
53. 1 2   Lubiana, pronta dopo 6 anni di lavori la grande moschea costata 35 milioni, su Il Piccolo, 10 novembre 2019. URL consultato il 3 febbraio 2020.
54. 1 2   Inaugurata la prima moschea di Lubiana, su Iqra, 10 novembre 2019. URL consultato il 3 febbraio 2020.
55. ↑  (SL) Frančiškanska cerkev Marijinega oznanenja [Chiesa francescana dell'Annunciazione], in Arhitekturni vodnik [Guida], Zavod Trajekt. URL consultato il 27 dicembre 2012 (archiviato il 3 marzo 2016).
56. ↑  (SL) Odlok o razglasitvi cerkve Marijinega oznanjenja v Ljubljani za kulturni spomenik državnega pomena [Il decreto sulla proclamazione della Chiesa dell'Annunciazione della Vergine Maria a Lubiana per un monumento culturale di importanza nazionale], in Official Gazette of the Republic of Slovenia [Gazzetta ufficiale della Repubblica di Slovenia], 17 ottobre 2008. URL consultato il 3 febbraio 2020 (archiviato il 3 marzo 2016).
57. 1 2 3 4 5 6  (EN) Cattedrale di San Nicola, su Visit Ljubljana. URL consultato il 1º febbraio 2020.
58. ↑  Lubiana, Slovenia, Touring Editore, Guide d'Europa, pag. 56, Milano, 2015.
59. ↑   L'Archeografo triestino.
60. ↑  (SL) 2000: Ljubljana - Cerkev sv. Jerneja v Šiški [2000: Lubiana – Chiesa di S. Bartolomeo a Šiška], in Register nepremične kulturne dediščine [Registro del patrimonio culturale immobile], Ministry of Culture, Republic of Slovenia. URL consultato il 3 febbraio 2020 (archiviato il 4 marzo 2016).
61. ↑   Chiesa di San Giacomo, su Visit Ljubljana. URL consultato il 3 febbraio 2020.
62. ↑   Convento delle Orsoline e la chiesa della Santissima Trinità, su Visit Ljubljana. URL consultato il 3 febbraio 2020.
63. ↑  (SL) Zgodovina uršulinske cerkve [Storia della chiesa] [collegamento interrotto], su ursulinska-cerkev-lj-sv-trojica.rkc.si. URL consultato l'11 gennaio 2021.
64. ↑  (SL) Predstavitev Uršulinske Cerkve [La chiesa], su ursulinska-cerkev-lj-sv-trojica.rkc.si. URL consultato l'11 gennaio 2021.
65. ↑   Žale, su visitljubljana.com. URL consultato il 3 marzo 2020.
66. ↑   Pietri Grande guerra. Storie di uomini della prima guerra mondiale, su pietrigrandeguerra.it. URL consultato il 23 marzo 2020 (archiviato il 18 gennaio 2020).
67. ↑   Fontana Dei Tre Fiumi Carniolani – La Fontana Di F. Robba, su Visit Ljubljana. URL consultato il 3 febbraio 2020.
68. ↑  (EN) Robbov vodnjak [La Fontana del Robba], su ng-slo.si. URL consultato il 3 febbraio 2020.
69. 1 2  (EN) The Robba Fountain The Story of the City’s Symbol [La fontana del Robba - Storia di uno dei simboli della città], su ng-slo.si. URL consultato il 3 febbraio 2020.
70. ↑  (SL) Dobnik Jože, Točka Ljubljana [Ljubljana], su Pot kurirjev in vezistov NOV Slovenije [Path of Couriers and Operators of the National Liberation War of Slovenia], Društvo Domicilnega odbora kurirjev in vezistov NOV Slovenije., 2006, ISBN 961-238-581-5. URL consultato il 28 maggio 2012 (archiviato il 18 agosto 2012).
71. ↑   Kresija – stanovska latinska šola – Adam Bohorič – protestantsko šolstvo [Kresija – Scuola latina delle tenute protestanti – Adam Bohorič – Educazione protestante - Una passeggiata lungo il percorso del patrimonio culturale dell'educazione a Lubiana], su ssolski-muzej.si, Slovenian School Museum. URL consultato il 28 maggio 2012 (archiviato dall'url originale il 3 gennaio 2014).
72. 1 2   Tromostovje [Il triplo ponte], su touringclub.it. URL consultato il 3 febbraio 2020.
73. ↑   Resija Gallery [Galleria Kresija], su culture.si. URL consultato il 3 febbraio 2020.
74. ↑  (EN) Filipov dvorec [Il palazzo di Filippo], su arhitekturni-vodnik.org. URL consultato il 4 marzo 2020.
75. ↑   Walking tour of Ljubljana (PDF), su regionalstudies.org.
76. ↑   Grand Hotel Union (1905), Ljubljana | Historic Hotels of the World-Then&Now, su historichotelsthenandnow.com. URL consultato il 25 agosto 2020.
77. ↑   Grand Hotel Union, su visitljubljana.com. URL consultato il 25 agosto 2020.
78. ↑  (SL) Register kulturne dediščine [Registro dei beni culturali], su geohub.gov.si. URL consultato il 24 marzo 2020.
79. ↑  (SL) Urbančeva hiša [Casa Urbanc], su kam.si. URL consultato il 21 aprile 2020.
80. 1 2 3 4 5 6 7 8   Lubiana, guida turistica (PDF), su Visit Ljubljana,  p. 39. URL consultato l'8 gennaio 2020 (archiviato il 27 gennaio 2020).
81. ↑   Ljubljanska Mestna hiša – simbol mestne avtonomije [Municipio di Lubiana - un simbolo dell'autonomia della città], su ljubljana.si. URL consultato il 3 febbraio 2020 (archiviato dall'url originale il 23 novembre 2020).
82. ↑   Andrej Hrausky, Plečnik's Ljubljana: An Architectural Guide, 1997.
83. ↑   Marko Habič, Kazina [The Casino Building – Kazina], in Prestolnica Ljubljana nekoč in danes [A Pictorial Chronicle of a Capital City], Geopedia.si, National Publishing House of Slovenia, 1997, ISBN 86-341-2007-4.
84. ↑   Teatro di opera e balletto, su Visit Ljubljana. URL consultato il 27 gennaio 2020.
85. ↑   Lubiana, 10 delle principali attrazioni, su Visit Ljubljana. URL consultato l'8 febbraio 2020.
86. ↑  (EN) 5 years of the funicular railway to the castle [5 anni della funicolare per il castello], su ljubljana.si. URL consultato il 5 febbraio 2020 (archiviato dall'url originale il 5 febbraio 2020).
87. ↑   Mura romane a Mirje, su Visit Ljubljana. URL consultato il 1º marzo 2020.
88. 1 2  (SL) Udradni list [Gazzetta ufficiale], su uradni-list.si. URL consultato il 9 aprile 2020.
89. ↑   Piazza del Congresso, su Visit Ljubljana. URL consultato il 3 febbraio 2020.
90. ↑   Piazza Prešeren, su Visit Ljubljana. URL consultato il 3 febbraio 2020.
91. ↑   Piazza Valentin Vodnik ed il mercato centrale di Ljubljana, su wanderlustitalia.it. URL consultato il 3 febbraio 2020.
92. ↑   Piazza della Repubblica, su Visit Ljubljana. URL consultato il 3 febbraio 2020.
93. ↑   Vlado Valenčič, Zgodovina ljubljanskih uličnih imen, 1990,  p. 118.
94. ↑  (EN) Renovation of Slovenska Boulevard in Ljubljana [Rinnovamento di Strada Slovenia], su landezine.com. URL consultato il 20 aprile 2020 (archiviato il 15 gennaio 2020).
95. ↑  (SL) Register kulturne dediščine [Registro dei beni culturali], su uradni-list.si. URL consultato il 21 aprile 2020.
96. ↑   Silvester Kopriva, Ljubljana skozi čas: ob latinskih in slovenskih napisih in zapisih, 1989,  p. 149.
97. ↑   Vlado Valenčič, Zgodovina ljubljanskih uličnih imen, 1990,  p. 30.
98. ↑   Triplice ponte, su Visit Ljubljana. URL consultato l'8 gennaio 2020.
99. ↑   Ponte dei calzolai, su Visit Ljubljana. URL consultato l'8 gennaio 2020.
100. ↑   Ponte dei draghi, su Visit Ljubljana. URL consultato l'8 gennaio 2020.
101. ↑  (EN) Robin McKelvie, Jenny McKelvie, Slovenia: The Bradt Travel Guide, Robin McKelvie, 2005,  p. 84, ISBN 1-84162-119-6.
102. ↑   Ponte dei macellai, su Visit Ljubljana. URL consultato il 7 gennaio 2020.
103. ↑  (SL) Marko Habič, Šentjakobski most [Il ponte di San Giacomo], in Prestolnica Ljubljana nekoč in danes [Una cronaca pittorica di una capitale], National Publishing House of Slovenia [Casa editrice nazionale della Slovenia], 1997, ISBN 86-341-2007-4. URL consultato il 5 febbraio 2020 (archiviato il 4 marzo 2016).
104. ↑   Master Plečnik [Maestro Plečnik], in Gremo s kolesom...!, City Municipality of Ljubljana; LUZ, d. d.. URL consultato il 27 maggio 2012 (archiviato dall'url originale il 19 luglio 2012).
105. ↑  (EN) Fabianijev most [Ponte Fabiani], su ljubljana.si, Comune di Lubiana. URL consultato il 2 marzo 2020 (archiviato il 27 dicembre 2016).
106. ↑  (SL) Gorazd Humar, World Famous Arch Bridges in Slovenia: 6. Cast Iron Single-Hinged Arch Bridge in Ljubljana (1867) [I ponti ad arco della Slovenia], in Charles Abdunur (a cura di), Arch'01: troisième Conférence internationale sur les ponts en arc Paris:, Paris, Presses des Ponts, settembre 2001,  p. 126, ISBN 2-85978-347-4. URL consultato il 27 aprile 2020 (archiviato il 10 febbraio 2017).
107. ↑   Le opere di Plečnik aggiunte alla Lista del Patrimonio Mondiale dell'UNESCO, Government of Slovenia, 2 Agosto 2021.
108. ↑   Bogdan Perko, Peter Gabrijelčič, Mostov ni nikoli preveč [Non ci sono mai troppi ponti], Finance,  p. 16.
109. ↑   The Črnuče Bridge [Il ponte Črnuče], su wander.am. URL consultato il 2 marzo 2020.
110. ↑  (SL) Jekarski most [Ponte Jek], su ljubljana.si, Ministero della cultura della Slovenia. URL consultato il 2 marzo 2020.
111. ↑   Navje, su Visit Ljubljana. URL consultato il 2 marzo 2020.
112. ↑   Zoo di Lubiana, su zoo-ljubljana.si. URL consultato il 7 gennaio 2020 (archiviato dall'url originale il 5 ottobre 2011).
113. ↑   LungoLjubljanica, su Visit Ljubljana. URL consultato il 3 marzo 2020.
114. ↑   Colle del Rožnik, su Visit Ljubljana. URL consultato l'8 marzo 2020.
115. ↑   Durjava Žitko, Spomeniki 19. stoletja na Slovenskem [Monumenti nelle terre slovene del XIX secolo], in Kronika: časopis za slovensko krajevno zgodovino [The Chronicle: the Newspaper for the Slovenian History of Places], vol. 40, n. 1, Association of Slovenian Historical Societies, Section for the History of Places, 1992, ISSN 0023-4923 (WC · ACNP).
116. ↑   Boris Beja, Prešernov spomenik [Prešeren Monument], in Planet Siol.net, 5 novembre 2011 (archiviato dall'url originale il 7 novembre 2011).
117. ↑  (SL) Spomeniki zaslužnim možem [Monumenti agli uomini meritevoli], su ukom.gov.si, Government Communication Office, Republic of Slovenia. URL consultato il 25 luglio 2012 (archiviato dall'url originale il 19 gennaio 2019).
118. ↑   Parco Tivoli, su visitljubljana.com. URL consultato il 3 marzo 2020 (archiviato dall'url originale il 13 marzo 2017).
119. ↑   Parco Tivoli, su visitljubljana.com. URL consultato il 13 ottobre 2022 (archiviato dall'url originale il 13 ottobre 2022).
120. ↑  (SL) ARGENTINSKI PARK V LJUBLJANI [Parco Argentina, Lubiana], su revijasrp.si. URL consultato il 27 marzo 2022 (archiviato dall'url originale il 3 marzo 2020).
121. ↑  (EN) The Rough guide to Slovenia [La guida della Slovenia],  p. 61. URL consultato il 10 aprile 2020.
122. ↑  Krajevni leksikon Slovenije (Ljubljana: DZS, 1995), p.297
123. ↑   Statistiche slovene, su stat.si. URL consultato il 18 marzo 2019 (archiviato il 29 marzo 2019).
124. ↑  Statistiche slovene[123]
125. ↑  (SL) La moderna Lubiana (PDF), su centerslo.si. URL consultato il 2 febbraio 2020 (archiviato il 16 aprile 2018).
126. ↑   Nekdo drug di Branko Gradišnik, su cobiss.si. URL consultato il 13 maggio 2019 (archiviato dall'url originale il 1º giugno 2015).
127. ↑   Pippi Calzelunghe di Blažič_Rozman, su cobiss.si. URL consultato il 13 maggio 2019 (archiviato dall'url originale il 1º giugno 2015).
128. ↑  Censimento Slovenia 2002
129. ↑  Ljubljana in number 2003-2008
130. ↑   Aleš Črnič, Mirt Komel, Marjan Smrke, Ksenija Šabec e Tina Vovk, Religious Pluralisation in Slovenia, in Teorija in praksa, vol. 50, n. 1, University of Ljubljana, Faculty of Sociology, Political Sciences and Journalism, 2013,  pp. 205–232, 264, ISSN 0040-3598 (WC · ACNP), COBISS 31869277. URL consultato il 26 gennaio 2017 (archiviato dall'url originale il 28 novembre 2016).
131. ↑  (SL) Polizia a Lubiana, su policija.si. URL consultato il 1º febbraio 2020 (archiviato il 1º febbraio 2020).
132. ↑  (SL) Polizia, su policija.si. URL consultato il 1º febbraio 2020 (archiviato il 1º febbraio 2020).
133. ↑  (EN) Rapporto annuale della polizia, su policija.si,  p. 47. URL consultato il 23 luglio 2008 (archiviato il 23 settembre 2008).
134. ↑   Sicurezza, su slovenia.info. URL consultato il 2 febbraio 2020 (archiviato il 31 marzo 2020).
135. ↑  (SL) Poslovno poročilo 2011 [Report 2011] (PDF), National and University Library of Slovenia - Biblioteca nazionale e universitaria della Slovenia, 28 febbraio 2012,  p. 23 (archiviato dall'url originale il 14 luglio 2014).
136. ↑   UNIVERZA V ŠTEVILKAH [Università in numeri], su uni-lj.si. URL consultato il 2 marzo 2020 (archiviato il 23 aprile 2020).
137. ↑  (EN) Punti d'interesse, su ljubljana.si. URL consultato il 2 febbraio 2020.
138. ↑   Certo culturale alternativo Metelkova mesto, su Visit Ljubljana. URL consultato il 2 febbraio 2020.
139. ↑  (DE) Metelkova – Das slowenische Kulturzentrum in Ljubljana [AKC Metelkova mesto], su metelkova.org. URL consultato il 2 febbraio 2020 (archiviato dall'url originale l'8 luglio 2008).
140. ↑   Museo nazionale della Slovenia, su Visit Ljubljana. URL consultato l'8 febbraio 2020.
141. ↑   Museo di scienze naturali, su Visit Ljubljana. URL consultato l'8 febbraio 2020.
142. ↑   About MGML [Info sul Museo], su mgml.si. URL consultato l'8 febbraio 2020 (archiviato il 3 novembre 2019).
143. ↑   Museo civico di Lubiana, su Visit Ljubljana. URL consultato l'8 febbraio 2020.
144. ↑   Castello di Fužine - Museo di architettura e design, su Visit Ljubljana. URL consultato l'8 febbraio 2020.
145. ↑   Museo etnografico sloveno, su Visit Ljubljana. URL consultato l'8 febbraio 2020.
146. ↑   Museo della storia contemporanea slovena, su Visit Ljubljana. URL consultato l'8 febbraio 2020.
147. ↑   Galleria Jakopič, su Visit Ljubljana. URL consultato l'8 febbraio 2020.
148. ↑   Galleria ŠKUC, su Visit Ljubljana. URL consultato l'8 febbraio 2020.
149. ↑   Museo ferroviario, su Visit Ljubljana. URL consultato l'8 febbraio 2020.
150. ↑  (SL) Finance, su finance.si. URL consultato il 15 giugno 2021.
151. ↑  (SL) Finance, su ekipa.svet24.si. URL consultato il 15 giugno 2021.
152. ↑  (SL) Delo, su info.delo.si. URL consultato il 15 febbraio 2020 (archiviato il 15 febbraio 2020).
153. ↑  (SL) Slovenia’s leading newspapers Dnevnik and Večer announce they will merge [I principali quotidiani sloveni Dnevnik e Večer si uniscono], su balkaneu.com. URL consultato il 15 febbraio 2020 (archiviato dall'url originale il 15 febbraio 2020).
154. ↑  (SL) Ekipa24, su ekipa.svet24.si. URL consultato il 15 febbraio 2020 (archiviato il 12 aprile 2020).
155. ↑  (EN) World Radio TV Handbook, vol. 70, Oxford, WRTH Publications Limited, 2015, ISBN 978-0-9555481-8-5.
156. ↑  (SL) Sport TV, su sport-tv.si. URL consultato il 15 febbraio 2020 (archiviato il 14 febbraio 2020).
157. ↑  (SL) POP TV, su 24ur.com. URL consultato il 15 giugno 2021.
158. ↑  (SL) KANAL A, su 24ur.com. URL consultato il 15 giugno 2021.
159. ↑  (SL) Radio Prvi, su radioprvi.rtvslo.si. URL consultato il 15 giugno 2021.
160. ↑  (SL) Ars-3, su rtvslo.si. URL consultato il 15 giugno 2021.
161. ↑  (SL) Val202, su val202.rtvslo.si. URL consultato il 15 giugno 2021.
162. ↑  (SL) Radio 1, su radio1.si. URL consultato il 15 giugno 2021.
163. ↑  (SL) Radio antena, su radioantena.si. URL consultato il 15 giugno 2021.
164. ↑  (SL) Radio center, su radiocenter.si. URL consultato il 15 giugno 2021.
165. ↑  (SL) Radio Ekspres, su radioekspres.si. URL consultato il 15 giugno 2021.
166. ↑  (SL) Radio Salomon, su radiosalomon.si. URL consultato il 15 giugno 2021.
167. ↑  (SL) Radio Student, su radiostudent.si. URL consultato il 15 giugno 2021.
168. ↑  (SL) Radio Veseljak, su veseljak.si. URL consultato il 15 giugno 2021.
169. ↑  (SL) Radio Ognjišče, su radio.ognjisce.si. URL consultato il 15 giugno 2021.
170. ↑   Inizio riprese per The Curse of Valburga, su cineuropa.org. URL consultato il 16 febbraio 2020.
171. ↑   Ljubljana v 18. in 19. stoletju [Lubiana nei secoli XVIII e XIX], su ljubljana.si. URL consultato il 2 febbraio 2020.
172. ↑   Filarmonica slovena, su visitljubljana.com. URL consultato il 18 marzo 2020.
173. 1 2 3   Cucina di Lubiana (PDF), su visitljubljana.com.
174. ↑   Lubiana Smart guide (PDF), su duemoriviaggi.it,  p. 9. URL consultato il 2 febbraio 2020.
175. ↑   10 cose da mangiare a Lubiana, su maybeifindmyself.com. URL consultato il 2 febbraio 2020 (archiviato il 27 gennaio 2020).
176. ↑   Alessio Franconi, Slovenia, Morellini Milano, 2017,  p. 67.
177. ↑   Alessio Franconi, Slovenia, Morellini Milano, 2017,  pp. 68-69.
178. ↑   Eventi tradizionali, su Visit Ljubljana. URL consultato il 15 febbraio 2020.
179. ↑   Copia archiviata, su ljubljana.si. URL consultato il 10 aprile 2010 (archiviato dall'url originale il 19 ottobre 2009).
180. ↑   Festival estivo di Lubiana, su Ljubljanski poletni festival. URL consultato il 15 giugno 2021.
181. ↑   City of Ljubljana profile (PDF), su ljubljana.si.
182. 1 2   Intro, su ljubljana.si. URL consultato il 10 aprile 2010 (archiviato dall'url originale il 19 ottobre 2009).
183. ↑  (EN) Slovenia Unemployment Rate [Occupati in Slovenia], su ceicdata.com. URL consultato il 2 febbraio 2020 (archiviato il 23 aprile 2020).
184. 1 2  (EN) PxWeb, su pxweb.stat.si. URL consultato il 2 febbraio 2020.
185. ↑   Slovenia 2018 da record, su ansamed.info. URL consultato il 2 febbraio 2020 (archiviato il 2 febbraio 2020).
186. ↑   Zeno Saracino, Turismo: la Slovenia è satura. Proteste a Lubiana, danni al Lago..., su Trieste All News, 26 dicembre 2019. URL consultato il 3 febbraio 2020 (archiviato il 3 febbraio 2020).
187. ↑  (EN) Borsa di Lubiana, su sloveniatimes.com. URL consultato il 30 luglio 2008 (archiviato dall'url originale l'11 gennaio 2009).
188. ↑  (EN) Borsa di Lubiana 2, su ljse.si. URL consultato il 30 luglio 2008 (archiviato il 18 aprile 2009).
189. ↑  (EN) Lubiana, centro economico della Slovenia, su wieninternational.at. URL consultato il 30 luglio 2008 (archiviato dall'url originale l'8 giugno 2008).
190. ↑   Slovenia: mercato azionario di Lubiana acquisito dalla Borsa valori di Zagabria, su agenzianova.com. URL consultato il 3 febbraio 2020 (archiviato il 3 febbraio 2020).
191. ↑   20 let od otvoritve prve trgovine na območju BTC CITY Ljubljana, su revijakapital.com. URL consultato il 13 maggio 2019 (archiviato il 3 febbraio 2019).
192. ↑   Preobrazba industrijskih območij v Mestni občini Ljubljana (PDF), su geo.ff.uni-lj.si. URL consultato il 13 maggio 2019 (archiviato dall'url originale il 28 marzo 2014).
193. ↑   BTC City, Ljubljana, su ljubljana.info. URL consultato il 22 dicembre 2010 (archiviato il 21 luglio 2011).
194. ↑   Ljubljana Life: BTC City, su ljubljana-life.com, Lifeboat Limited. URL consultato il 22 dicembre 2010 (archiviato il 14 giugno 2010).
195. ↑   Contrassegni autostradali sloveni, su aci.it. URL consultato il 21 marzo 2020 (archiviato il 26 gennaio 2020).
196. ↑   Vozni red, su lju-airport.si. URL consultato il 28 marzo 2017.
197. ↑  (EN) Passenger traffic at Ljubljana Airport with steep growth, record cargo throughput [Traffico passeggeri all'aeroporto di Lubiana in forte crescita, traffico merci record], su lju-airport.si.
198. ↑  (SL) Javni holding Ljubljana, su Ljubljanski potniški promet. URL consultato il 15 gennaio 2020 (archiviato il 15 settembre 2019).
199. ↑   Trasporto pubblico urbano, su Visit Ljubljana. URL consultato il 15 gennaio 2020.
200. ↑   Kavalir: con una vettura elettrica nel centro di Lubiana, su Visit Ljubljana. URL consultato il 15 gennaio 2020.
201. ↑   Sistema di noleggio biciclette BicikeLJ, su Visit Ljubljana. URL consultato il 15 gennaio 2020.
202. ↑   Lubiana. Un plebiscito per Zoran Janković, su editfiume.info. URL consultato il 6 gennaio 2020 (archiviato dall'url originale il 1º febbraio 2020).
203. ↑  (EN) The City Council [Il consiglio della città], su ljubljana.si. URL consultato il 1º febbraio 2020.
204. ↑   Pesaro rafforza il rapporto del gemellaggio con Lubiana, su pu24.it. URL consultato il 18 giugno 2023.
205. ↑   Gemellaggi, su comune.parma.it. URL consultato il 18 giugno 2023.
206. ↑   twin-cities [Citta gemellate], su chemnitz.de. URL consultato il 18 giugno 2023.
207. ↑  (EN) Città gemellate con Bratislava dal suo sito ufficiale, su bratislava-city.sk. URL consultato il 7 gennaio 2020 (archiviato dall'url originale il 28 luglio 2013).
208. 1 2 3 4 5 6 7 8 9 10 11 12 13 14 15 16 17 18 19  (EN) Intercity cooperation [Cooperazione internazionale], su ljubljana.si. URL consultato il 18 giugno 2023.
209. ↑  (EN) Città gemellate dal sito ufficiale, su rijeka.hr. URL consultato il 7 gennaio 2020 (archiviato dall'url originale il 21 luglio 2011).
210. ↑  (EN) Città gemellate dal sito di Graz, su graz.at. URL consultato il 7 gennaio 2020 (archiviato dall'url originale l'8 novembre 2009).
211. ↑  (SL) HS Olimpia, su hsolimpija.over.net. URL consultato il 10 gennaio 2020 (archiviato dall'url originale il 29 novembre 1998).
212. ↑  (EN) Olimpija, su union.olimpija.com. URL consultato il 23 luglio 2008 (archiviato dall'url originale l'11 ottobre 2008).
213. ↑  (EN) Ski alpin, su slovenia.info. URL consultato il 21 febbraio 2009 (archiviato il 16 dicembre 2013).
214. ↑  (EN) Ski alpin Krvavec, su rtc-krvavec.si. URL consultato il 21 febbraio 2009 (archiviato dall'url originale il 24 settembre 2008).
215. ↑  (EN) Ljubljana marathon, su worldsmarathons.com. URL consultato l'8 gennaio 2020.
216. ↑   Sala sportiva STOŽICE, su Visit Ljubljana. URL consultato l'8 gennaio 2020.